# Firenze
Firenze (IPA: /fiˈrεnʦe/; ; in epoca medievale e nel linguaggio poetico anche Fiorenza, /fjoˈrɛnʦa/) è un comune italiano di 362 654 abitanti, capoluogo dell'omonima città metropolitana e della regione Toscana; primo comune della regione per popolazione e centro dell'area metropolitana di Firenze-Prato-Pistoia.
Nel Medioevo è stata un importantissimo centro artistico, culturale, commerciale, politico, economico e finanziario; nell'età moderna ha ricoperto il ruolo di capitale del Granducato di Toscana dal 1569 al 1859 che, col governo delle famiglie dei Medici e dei Lorena, divenne uno degli stati più ricchi e moderni d'Italia. Le varie vicissitudini politiche, la potenza finanziaria e mercantile e le influenze in ogni campo della cultura hanno fatto della città un crocevia fondamentale della storia italiana ed europea. Nel 1865 Firenze fu proclamata capitale del Regno d'Italia (seconda, dopo Torino), mantenendo questo status fino al 1871, anno che segna la fine del Risorgimento e il passaggio del testimone a Roma.
Importante centro universitario e patrimonio dell'umanità UNESCO (il centro storico, dal 1982), è considerata luogo d'origine del Rinascimento – la consapevolezza di una nuova era moderna dopo il Medioevo, periodo di cambiamento e "rinascita" culturale e scientifica – e della lingua italiana, grazie al volgare fiorentino usato nella letteratura. Nel 1986 fu nominata città europea della cultura.
È universalmente riconosciuta come una delle capitali mondiali dell'arte e dell'architettura, nonché visitatissima destinazione turistica internazionale, grazie ai suoi numerosi monumenti e musei. Di inestimabile valore i lasciti artistici, letterari e scientifici di alcuni suoi cittadini illustri, veri geni del passato, quali Dante, Petrarca e Boccaccio in campo letterario; Giotto, Brunelleschi, Donatello, Botticelli, Leonardo da Vinci e Michelangelo nelle arti figurative; Lorenzo de' Medici e Machiavelli nelle scienze politiche; Amerigo Vespucci e Galileo Galilei nelle scienze geografiche, astronomiche e fisiche.

## Geografia fisica

### Territorio

Panorama di Firenze

Firenze si trova in una posizione scenografica, al centro di un'ampia conca ad anfiteatro all'estremità sud-orientale della piana di Firenze-Prato-Pistoia, a ridosso dei primi rilievi collinari dell'Appennino tosco-emiliano, circondata dalle incantevoli colline argillose di Cercina, appena sopra il quartiere di Rifredi e l'ospedale di Careggi (a nord), dalle colline di Fiesole (a nord-est), di Settignano (a est) e di Arcetri, Poggio Imperiale e Bellosguardo (a sud). La piana dove sorge la città è attraversata dall'Arno (la città stessa divide il suo corso fra Valdarno superiore e Valdarno inferiore) e da corsi d'acqua minori come il Mugnone, il Terzolle e il fiume Greve.
L'area metropolitana di Firenze-Prato-Pistoia, istituita dal Consiglio regionale della Toscana il 29 marzo 2000, comprende interamente le tre province, con una popolazione di circa 1 520 000 abitanti. Le zone pianeggianti dell'area metropolitana costituiscono un ambiente fortemente antropizzato con presenza di ampie zone industriali e commerciali, dove gli spazi naturali sono ridotti. Le zone collinari hanno da secoli una vocazione agricola e abitativa, con i boschi originari fortemente ridotti, specialmente nelle zone a sud e a est della città. Nella piana sono presenti aree umide non urbanizzate nella zona a ovest della città lungo il fiume Arno.
- Classificazione sismica: zona 2 (sismicità medio-alta), Ordinanza PCM 3274 del 20/03/2003)

### Clima
Nel panorama meteorologico mondiale la città di Firenze fu una delle prime a emergere storicamente, grazie alla stazione meteorologica di Firenze Monastero degli Angeli che tra il 1654 e il 1670 effettuava osservazioni meteorologiche e registrazioni di dati termometrici per la rete meteorologica granducale, istituita da Ferdinando II de' Medici. Sebbene sia più fredda delle città spagnole e francesi di latitudini e altitudini vicine, la città è ancora molto mite rispetto a Toronto, ad esempio. Nonostante 10 gradi più a sud, Atlanta (Georgia, Stati Uniti) è molto simile in termini di temperatura, anche se le precipitazioni sono molto più subtropicali.
Dal punto di vista climatico, Firenze ha un clima temperato con estati molto calde e alcuni episodi afosi e inverni piuttosto freddi e umidi; secondo la classificazione dei climi di Köppen, quello fiorentino risulta un clima temperato umido (Cfa).
Talvolta in inverno, e qualche volta anche fra novembre e dicembre e tra febbraio e marzo, la temperatura può scendere di alcuni gradi sotto lo zero.
In estate sono frequenti le giornate in cui si raggiungono i 35-36 °C e spesso le temperature si avvicinano anche ai 40 °C, raggiungendoli e superandoli in alcune annate. In caso di anticiclone di matrice nord-africana, le temperature massime per più giorni si attestano sui 38-39 °C, accompagnati da alti tassi di umidità.
A tal proposito, vanno ricordati i valori massimi e minimi assoluti, registrati presso la stazione aeroportuale di Peretola nella periferia di NW della città, che hanno portato il termometro a salire fino a 42,6 °C il 26 luglio 1983 (errati i 43,3 °C omologati il 1º agosto 2012) e a scendere fino a −23,2 °C il 12 gennaio 1985. Nel centro storico invece la temperatura massima assoluta è quella di 42,1 °C del 21 agosto 2011 registrata presso la stazione meteorologica di Firenze Città del servizio agrometeorologico dell'ARSIA (stazione non attiva nel luglio 1983, mentre la temperatura minima assoluta, fatto salvo l'eccezionale inverno 1984-85 (con i detti -23,2° del gennaio '85), resta finora quella di −12,9 °C del 30 dicembre 1849 registrata alla storica stazione meteorologica di Firenze Ximeniano.
Le precipitazioni risultano concentrate prevalentemente in primavera e autunno, stagione durante la quale possono risultare abbondanti. L'anno più piovoso registrato a Firenze è stato il 1937 con 1269,9 mm totali annui, mentre il più siccitoso è finora risultato il 1894 con 433,7 mm totali annui. A livello mensile nel centro storico cittadino, in base alla serie storica pluviometrica dell'Osservatorio Ximeniano, dal 1822 al 2006 sono stati 15 i mesi ad aver chiuso senza accumuli pluviometrici, mentre il mese più piovoso è risultato ottobre 1992 con 470,6 mm totali. Per accumulo totale novembre 1844 è all'ottavo posto assoluto e al quarto posto mensile, mentre novembre 1966 si piazza oltre il decimo posto assoluto, nonostante nei suddetti mesi si siano verificate due fra le più devastanti alluvioni cittadine mai documentate.
Le nevicate avvengono quasi tutti gli anni (la media delle segnalazioni di ghiaccio nei METAR della stazione meteorologica di Firenze Peretola è di poco più di due giorni l'anno fra il 1964 e il 2011, pur essendoci alcune annate che ne sono totalmente prive); spesso però si tratta solo di nevischio, generalmente portato dal vento, il quale ha accumuli scarsi o nulli. Gli eventi di relativo rilievo hanno tempi di ritorno sui 15 anni circa.
La ventilazione nel corso dell'anno risulta essere prevalentemente di debole intensità, con possibili rinforzi fino a vento moderato nelle ore tardo-pomeridiane dei mesi estivi, per l'attivazione delle brezze marine dovute al forte gradiente termico che si viene a creare fra il Mar Ligure e le aree interne e fino a vento di moderata e talvolta forte intensità di tramontana nei mesi invernali, sia per gradiente isobarico che per gradiente termico. Le direzioni prevalenti sono pertanto quella settentrionale e quella occidentale nei mesi autunnali, invernali e nella prima parte della stagione primaverile, mentre il periodo tardo primaverile e i mesi estivi vedono la prevalenza di venti meridionali.
| Firenze Peretola                 | Mesi         | Mesi         | Mesi         | Mesi        | Mesi        | Mesi        | Mesi        | Mesi        | Mesi        | Mesi        | Mesi        | Mesi         | Stagioni | Stagioni | Stagioni | Stagioni | Anno    |
| Firenze Peretola                 | Gen          | Feb          | Mar          | Apr         | Mag         | Giu         | Lug         | Ago         | Set         | Ott         | Nov         | Dic          | Inv      | Pri      | Est      | Aut      | Anno    |
| -------------------------------- | ------------ | ------------ | ------------ | ----------- | ----------- | ----------- | ----------- | ----------- | ----------- | ----------- | ----------- | ------------ | -------- | -------- | -------- | -------- | ------- |
| T. max. media (°C)               | 10,1         | 12,0         | 15,0         | 18,8        | 23,4        | 27,3        | 31,1        | 30,6        | 26,6        | 21,1        | 14,9        | 10,4         | 10,8     | 19,1     | 29,7     | 20,9     | 20,1    |
| T. min. media (°C)               | 1,4          | 2,8          | 4,9          | 7,7         | 11,3        | 14,7        | 17,2        | 17,0        | 14,2        | 10,0        | 5,5         | 2,4          | 2,2      | 8,0      | 16,3     | 9,9      | 9,1     |
| T. max. assoluta (°C)            | 19,0 (1985)  | 23,4 (1991)  | 25,8 (1989)  | 31,2 (2012) | 35,0 (2009) | 40,0 (1990) | 42,6 (1983) | 41,1 (2003) | 36,7 (1949) | 33,0 (2023) | 27,0 (2004) | 20,4 (1989)  | 23,4     | 35,0     | 42,6     | 36,7     | 42,6    |
| T. min. assoluta (°C)            | −23,2 (1985) | −11,4 (1956) | −11,6 (1949) | −3,2 (2003) | 1,0 (1957)  | 5,6 (1975)  | 8,0 (1954)  | 9,2 (1963)  | 3,6 (1977)  | −2,6 (1970) | −6,0 (1981) | −10,2 (2005) | −23,2    | −11,6    | 5,6      | −6,0     | −23,2   |
| Giorni di gelo (Tmin ≤ 0 °C)     | 12           | 9            | 4            | 1           | 0           | 0           | 0           | 0           | 0           | 0           | 5           | 10           | 31       | 5        | 0        | 5        | 41      |
| Nuvolosità (okta al giorno)      | 4,9          | 4,7          | 4,7          | 4,9         | 4,4         | 3,8         | 2,7         | 2,8         | 3,3         | 3,8         | 4,9         | 5,1          | 4,9      | 4,7      | 3,1      | 4,0      | 4,2     |
| Precipitazioni (mm)              | 73,1         | 69,2         | 80,1         | 77,5        | 72,6        | 54,7        | 39,6        | 76,1        | 77,5        | 87,8        | 111,2       | 91,3         | 233,6    | 230,2    | 170,4    | 276,5    | 910,7   |
| Giorni di pioggia                | 9            | 8            | 9            | 9           | 9           | 6           | 4           | 6           | 6           | 7           | 10          | 9            | 26       | 27       | 16       | 23       | 92      |
| Umidità relativa media (%)       | 76           | 70           | 66           | 68          | 68          | 68          | 65          | 66          | 69          | 73          | 76          | 78           | 74,7     | 67,3     | 66,3     | 72,7     | 70,3    |
| Pressione a 0 metri s.l.m. (hPa) | 1 017        | 1 015        | 1 015        | 1 013       | 1 015       | 1 015       | 1 015       | 1 014       | 1 017       | 1 018       | 1 015       | 1 014        | 1 015,3  | 1 014,3  | 1 014,7  | 1 016,7  | 1 015,3 |
| Vento (direzione-m/s)            | N 4,2        | N 4,3        | NE 4,3       | N 4,1       | SW 3,8      | W 3,8       | W 3,8       | W 3,6       | NE 3,8      | NE 4,3      | N 4,2       | N 4,2        | 4,2      | 4,1      | 3,7      | 4,1      | 4,0     |

- Classificazione climatica: Zona D, 1821 GG
- Diffusività atmosferica: bassa, Ibimet CNR 2002

## Storia

### Età antica

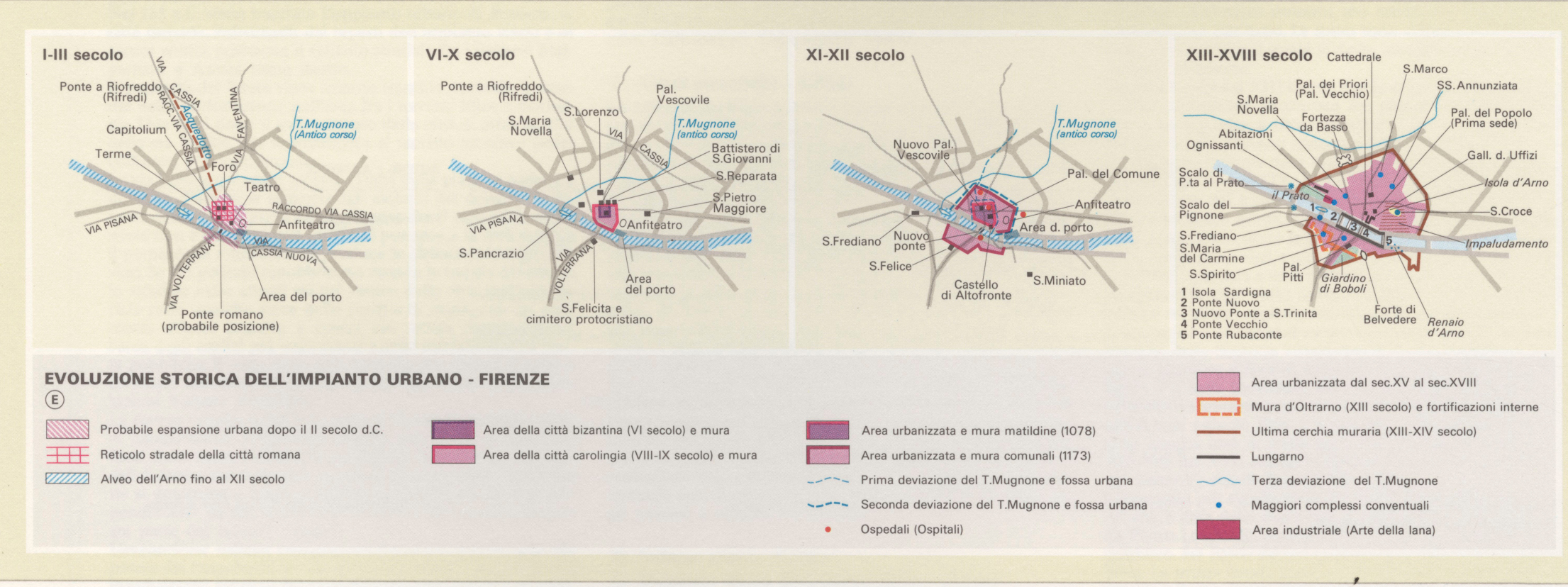
Evoluzione storica dell'impianto urbano di Firenze dal I al XVIII secolo

La piana fiorentina e le colline circostanti sono state abitate fin dalla preistoria, come testimoniano i ritrovamenti archeologici nell'area.
Il primo insediamento stabile fu un villaggio su palafitte, realizzato attorno all'IX secolo a.C. dagli Etruschi nel periodo villanoviano, nei pressi di un guado sul fiume Arno, al centro di una fertile pianura. Attorno al 150 a.C., gli Etruschi della vicina Visul (l'odierna Fiesole), situata in alto sulla collina, vi rifondarono un insediamento satellite nei pressi dell'Arno, per sfruttare la presenza della via d'acqua e vi edificarono un primo ponte in legno.
Già in epoca etrusca, la città fu chiamata con l'appellativo Florentia, in latino, lingua che andava affermandosi nell'area.
Florentia è un nome beneaugurale: "che tu sia florida", "città della floridezza". Allo stesso modo Potentia, Piacentia, Valentia, Pollentia in altre regioni dell'Impero. Anche l'antico nome di Granada, ad esempio, era Florentia Illiberitana. L'origine puramente benaugurale della parola Florentia è stata recentemente confermata dall'accademia della Crusca.
Dopo la guerra sociale, l'etrusca Visul ottenne la cittadinanza romana, assumendo il nome latino di Fæsule; probabilmente nel 59 a.C., grazie alla Legge Giulia, a Florentia fu dedotta una colonia per veterani dell'esercito, circondata da mura, con la tipica pianta rettangolare e dotata di piazza centrale (foro) ove si incrociavano le vie principali (cardo e decumanus). Con ciò la città ottenne l'autonomia amministrativa da Fiesole.
Sede di una diocesi vescovile già a partire dal IV secolo, la città fu definita Municipium splendidissimum e, fin dai tempi dell'imperatore Adriano, fu collegata a Roma dalla via Cassia. Sotto Diocleziano fu innalzata a Corrector Italiae (capitale dell'Etruria e dell'Umbria), per poi passare attraverso periodi di dominazione bizantina, ostrogota, longobarda e franca, durante i quali la popolazione scese talvolta a poche migliaia di persone.

### Età medievale

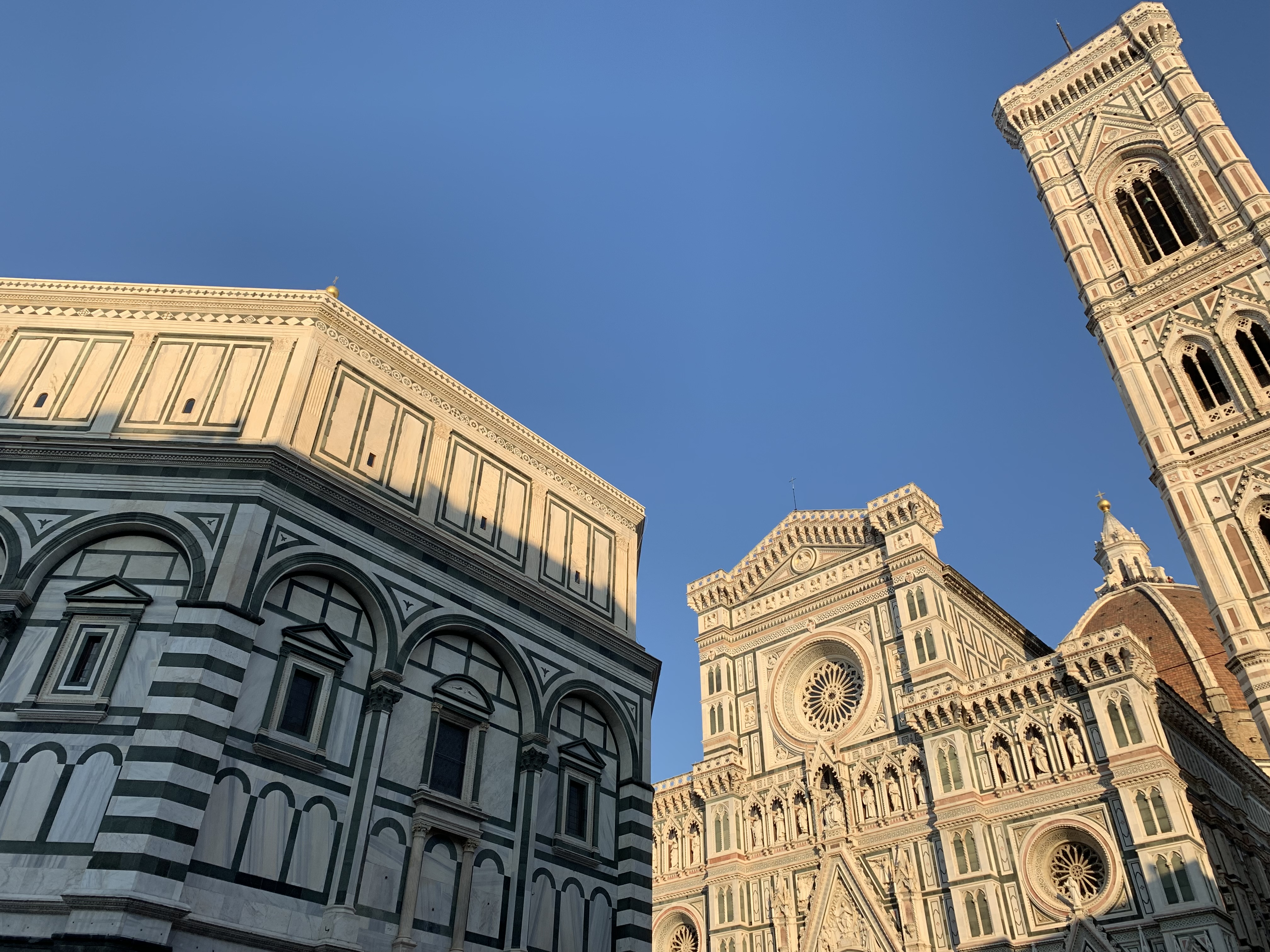
Campanile, Duomo e battistero di Firenze

A partire dal X secolo la città si sviluppò e dal 1115 si rese comune autonomo. Nel XIII secolo fu divisa dalla lotta tra i Ghibellini e i Guelfi. Dopo alterne vicende, i Guelfi vinsero (la cosiddetta "battaglia di Colle", 17 giugno 1269), ma presto si divisero internamente in "Bianchi e Neri": Dante Alighieri stesso fu schierato nella fazione dei Bianchi e subì con essi l'esilio forzato.
La conflittualità politica interna non impedì alla città di svilupparsi fino a diventare una delle più potenti e prospere in Europa, assistita dalla sua propria valuta in oro, il fiorino (introdotto nel 1252), dalla decadenza della sua rivale Pisa (sconfitta da Genova nel 1284 e comprata da Firenze nel 1406) e dalla sua potenza mercantile risultante da una costituzione anti-aristocratica, i cosiddetti "Ordinamenti di giustizia" di Giano Della Bella (1293). L'espansione territoriale riguardò anche la Romagna e giunse, agli inizi del XV secolo, alle porte di Forlì.
A fronte di una popolazione stimata di 80 000 persone prima della peste nera del 1348 (immediatamente dopo Venezia e subito prima di Milano e Bologna)), circa 25 000 persone lavoravano nell'industria della lana. Nel 1378 Firenze fu teatro di uno "sciopero" e rivolta da parte dei Ciompi, contro il dominio oligarchico della città. Dopo la repressione e soprattutto dopo la nascita di un sistema di tassazione che per la prima volta incideva progressivamente rispetto al reddito (tramite il catasto fiorentino del 1427), la città cadde sotto il dominio oligarchico di alcune famiglie: prima gli Albizzi (1382-1434), poi i Medici.

### Età rinascimentale

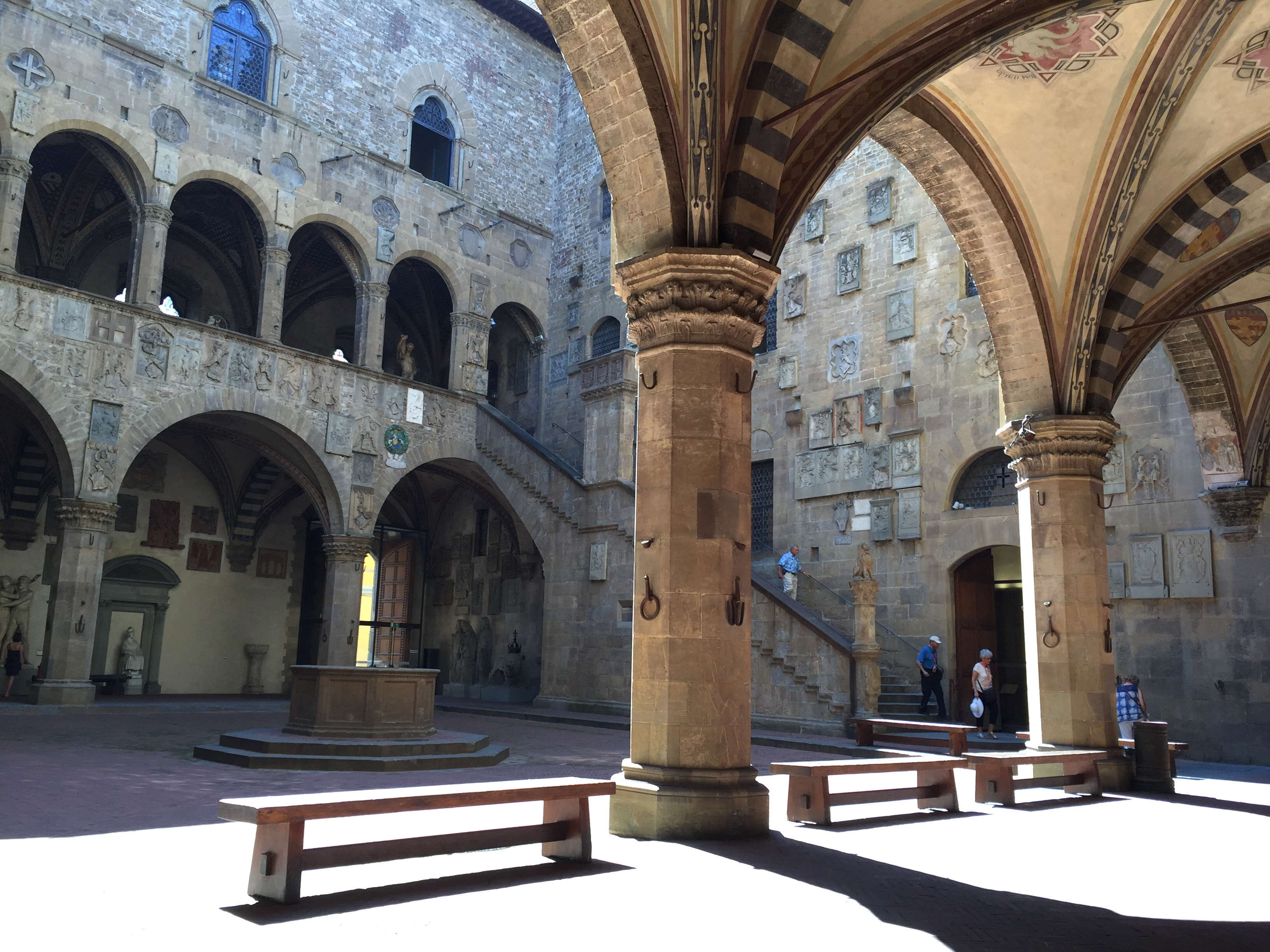
Palazzo del Bargello (interno)

Nonostante l'assottigliarsi della libertà repubblicana, fu sotto il dominio, anzi, la Signoria di quest'ultima famiglia che Firenze conobbe la sua era probabilmente più fausta. Tramite il mecenatismo la famiglia acquisì il favore popolare, che fu cruciale in alcuni momenti critici come la Congiura dei Pazzi (1478), ma anche una fama duratura attraverso i secoli, che permise alla città di concentrare e sviluppare un invidiabile numero di talenti, radunarono i migliori artisti, letterati, umanisti e filosofi del tempo: tra gli altri, gli umanisti Pico della Mirandola, Agnolo Poliziano, Marsilio Ficino e Cristoforo Landino; i pittori Beato Angelico, Filippo Lippi, Sandro Botticelli, Domenico Ghirlandaio e Perugino; gli scultori Andrea del Verrocchio e il giovane Michelangelo Buonarroti.
Firenze è conosciuta come la culla del Rinascimento, termine coniato dal trattatista toscano Giorgio Vasari: un periodo di grande fermento innovativo che, recuperando i modelli dell'età antica promossi dagli studi umanistici, portò a un superamento di alcuni schemi sviluppati nel medioevo, ponendo l'uomo come individuo al centro dell'universo filosofico e promuovendo una produzione artistica all'insegna della chiarezza compositiva e spaziale, di misurata eleganza e sobrietà, che ebbe un'enorme influenza nello sviluppo dell'arte europea. Tra i principali traguardi di questo rinnovamento si possono elencare la "scoperta" del metodo della prospettiva operato da Filippo Brunelleschi verso il 1416; la nascita dello stiacciato donatelliano e della pittura senza fronzoli di Masaccio nella Cappella Brancacci; la nascita della pittura di luce e i primi accenni di prospettiva aerea; la trasmissione del sapere nelle botteghe tramite lo studio basilare del disegno; la presenza contemporanea di tre geni assoluti all'inizio del XVI secolo: Leonardo da Vinci, Michelangelo Buonarroti e Raffaello. Grazie alla geniale politica di Lorenzo de' Medici, gli artisti divennero ambasciatori della supposta supremazia culturale della città, irradiando il nuovo stile nelle maggiori corti italiane e poi europee.

### Età moderna

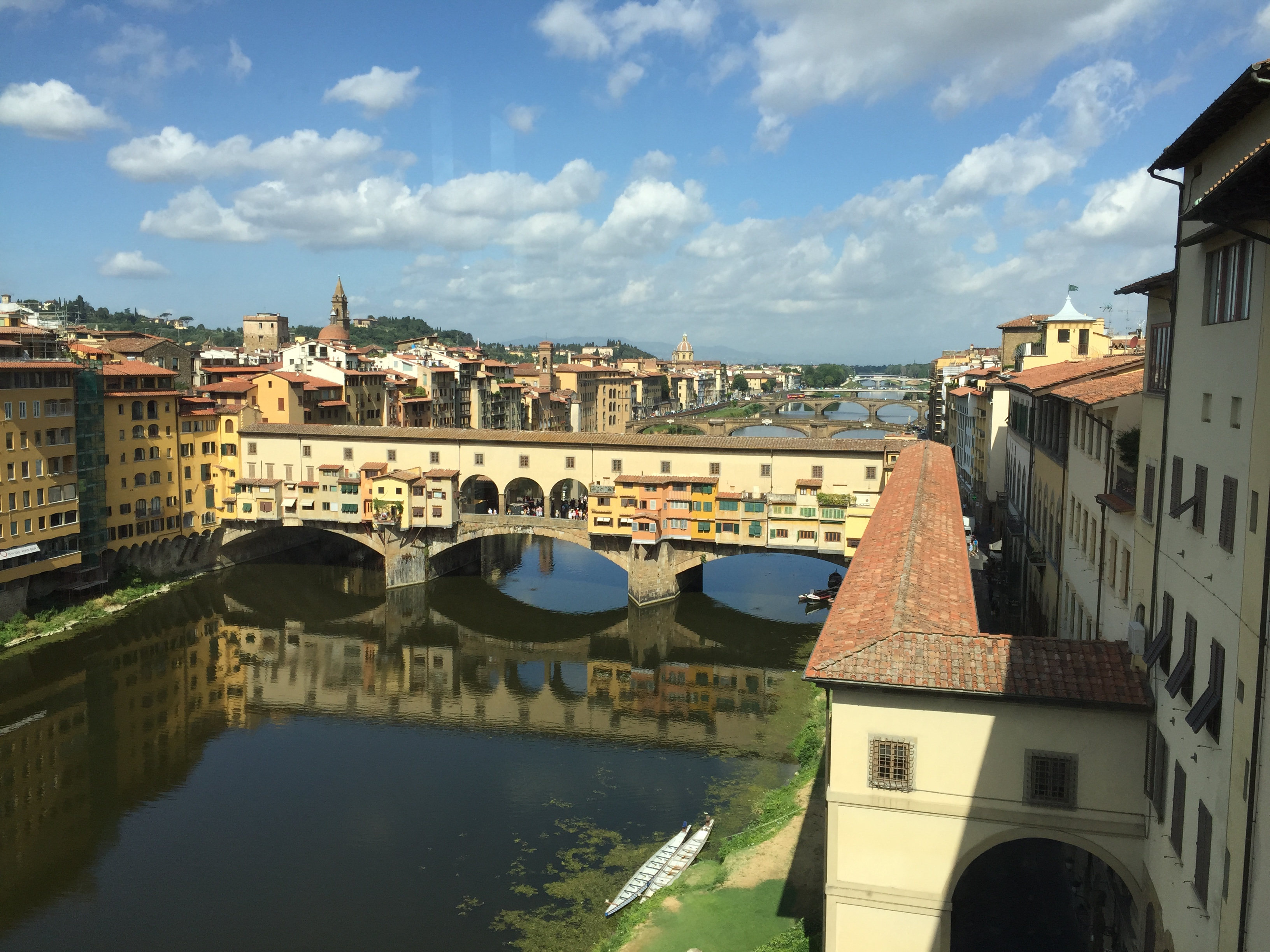
Ponte Vecchio visto dalla Galleria degli Uffizi

Il primo periodo del dominio dei Medici terminò con il ritorno di un governo repubblicano, influenzato dagli insegnamenti del radicale priore Domenicano Girolamo Savonarola (che fu giustiziato nel 1498), nelle cui parole si ritrovano spesso argomenti che saranno oggetto di controversie religiose dei secoli seguenti. Gli accadimenti di quegli anni portarono a una modifica del secolare ordinamento basato su governi consolari e potestarili. Un altro personaggio importante fu Niccolò Machiavelli, le cui indicazioni per il governo di Firenze da parte di una figura forte sono spesso lette come una legittimazione delle tortuosità e anche degli abusi dei politici. Il 16 maggio 1527 i fiorentini estromisero nuovamente i Medici – riportati al potere dagli spagnoli nel 1512 – e ristabilirono una repubblica.
Questo periodo di incertezza politica e religiosa portò con sè gravi problemi sociali e una rottura degli equilibri che erano stati alla base anche della produzione artistica: già all'inizio del XVI secolo a Firenze si andò sviluppando uno nuovo stile, che poi venne definito manierismo.

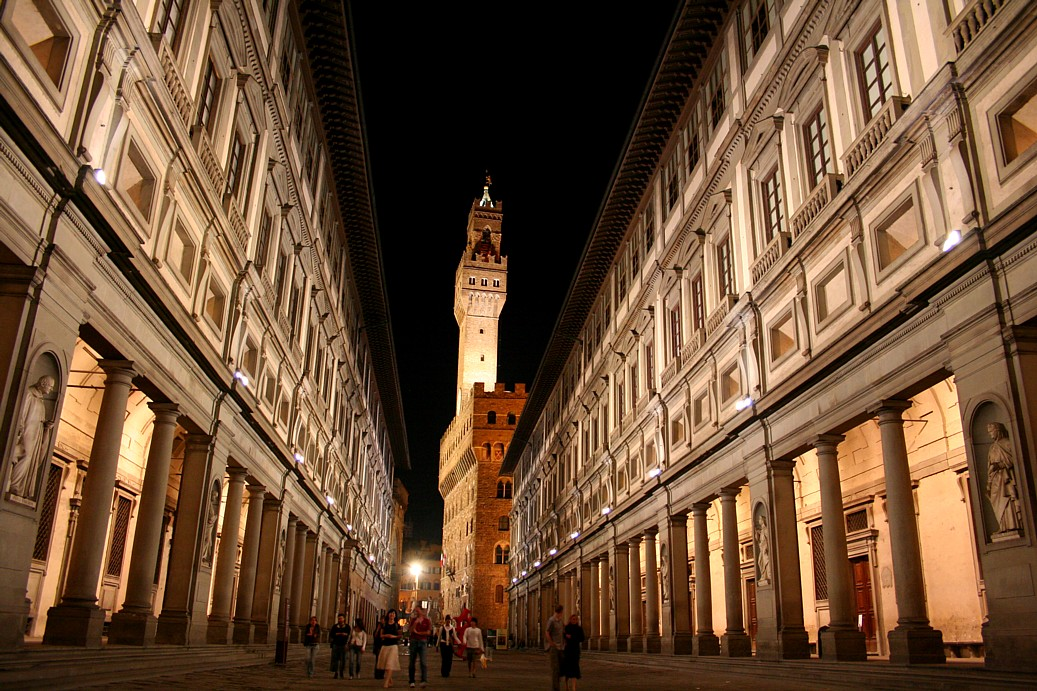
Galleria degli Uffizi

Rimessi al loro posto per la seconda volta nel 1530, con il sostegno sia del papa, sia dell'imperatore, i Medici diventarono nel 1532 duchi ereditari di Firenze. Nel 1555, con un esercito formato con gli alleati spagnoli e tedeschi, i Medici sconfissero Siena nella battaglia di Scannagallo, per poi ottenere, per decreto della pace di Cateau-Cambrésis, tutto il territorio della Repubblica di Siena a eccezione della costa maremmana, che andò a formare lo Stato dei Presidi, sotto il controllo spagnolo tramite il viceré di Napoli. Cosimo ebbe il governo di due Stati: lo Stato "Vecchio" di Firenze e lo Stato Nuovo di Siena, entrambi Ducati autonomi separati nelle strutture politiche e istituzionali, ma riuniti nell'unica persona del sovrano. Questa situazione ambigua venne risolta il 27 agosto 1569, quando Cosimo ottenne da papa Pio V il titolo di granduca di Toscana, che andò a indicare il potere sia sul ducato di Siena sia su quello di Firenze.

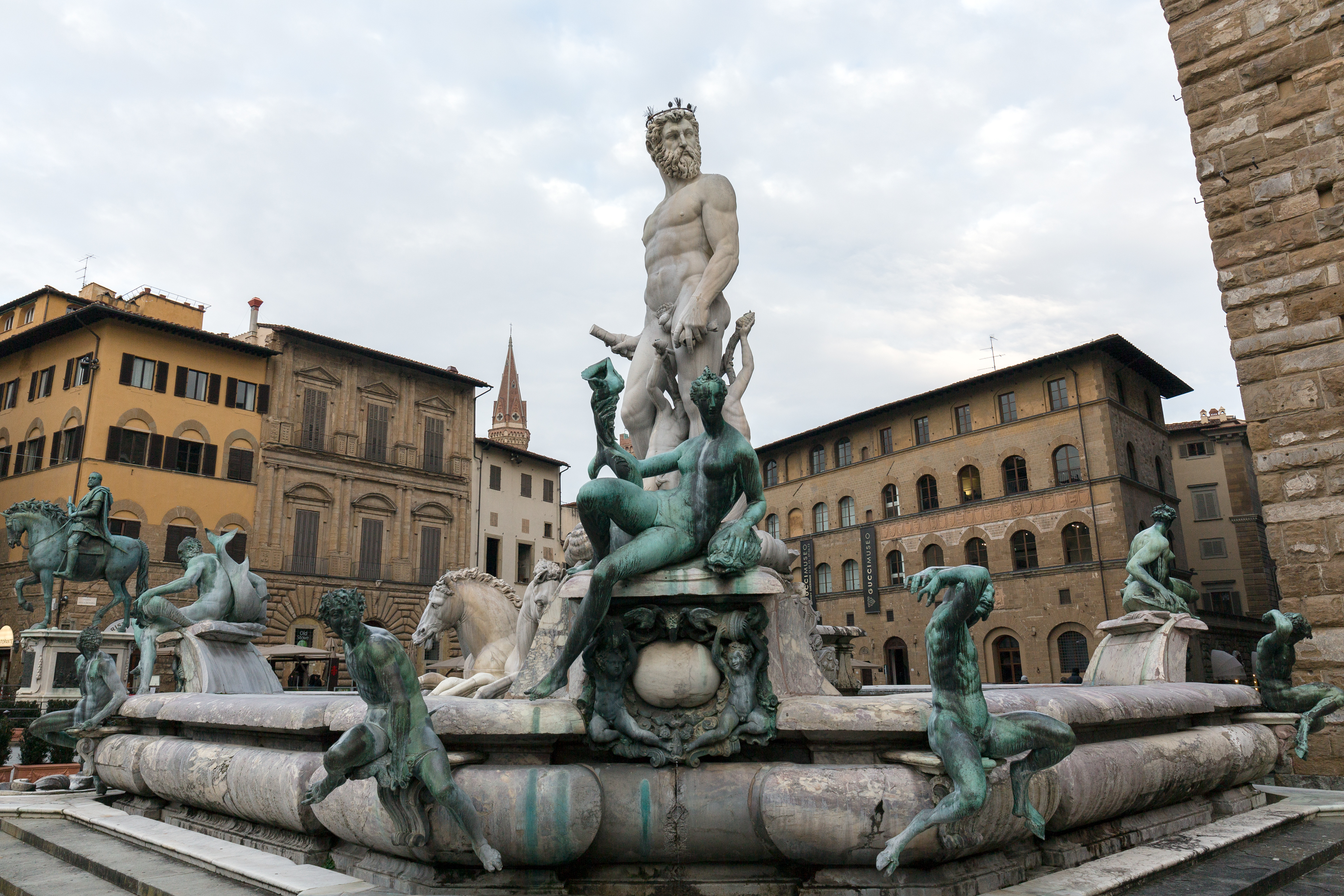
Fontana del Nettuno

Il XVII secolo fece raggiungere alla città il massimo splendore nel campo della scienza. Tra il 1654 e il 1670, essa fu una delle prime città mondiali a emergere nel settore della meteorologia grazie alla stazione meteorologica di Firenze Monastero degli Angeli, ubicata presso l'omonima struttura conventuale. Proprio in quello stesso periodo di tempo sorse a Firenze l'Accademia del Cimento, che diede ulteriore impulso alle sperimentazioni in campo scientifico.

La facciata della cattedrale, realizzata da Emilio De Fabris nella seconda metà del XIX secolo

Firenze nel corso dei secoli arrivò a regnare su tutta la Toscana, a eccezione della Repubblica di Lucca, che rimase indipendente e sovrana fino al XVIII secolo (con l'arrivo in Italia di Napoleone Bonaparte, il quale vi trascorse sette anni della sua vita) e del Ducato di Massa e Principato di Carrara, indipendente fino al 1829, quando fu assorbito dal Ducato di Modena. Il Granducato divenne prima Regno d'Etruria per poi essere inglobato direttamente nel territorio francese. A questo periodo si fanno risalire le spoliazioni napoleoniche della Toscana. L'estinzione della dinastia dei Medici e l'ascensione nel 1737 di Francesco Stefano, duca di Lorena e marito di Maria Teresa d'Austria, portò all'inclusione della Toscana nei territori della sfera d'influenza asburgica. Il granduca Pietro Leopoldo, il 30 novembre 1786, promulgò il nuovo codice criminale, grazie al quale, per la prima volta nella storia degli Stati moderni, furono abolite la pena di morte e la tortura.

### Età contemporanea

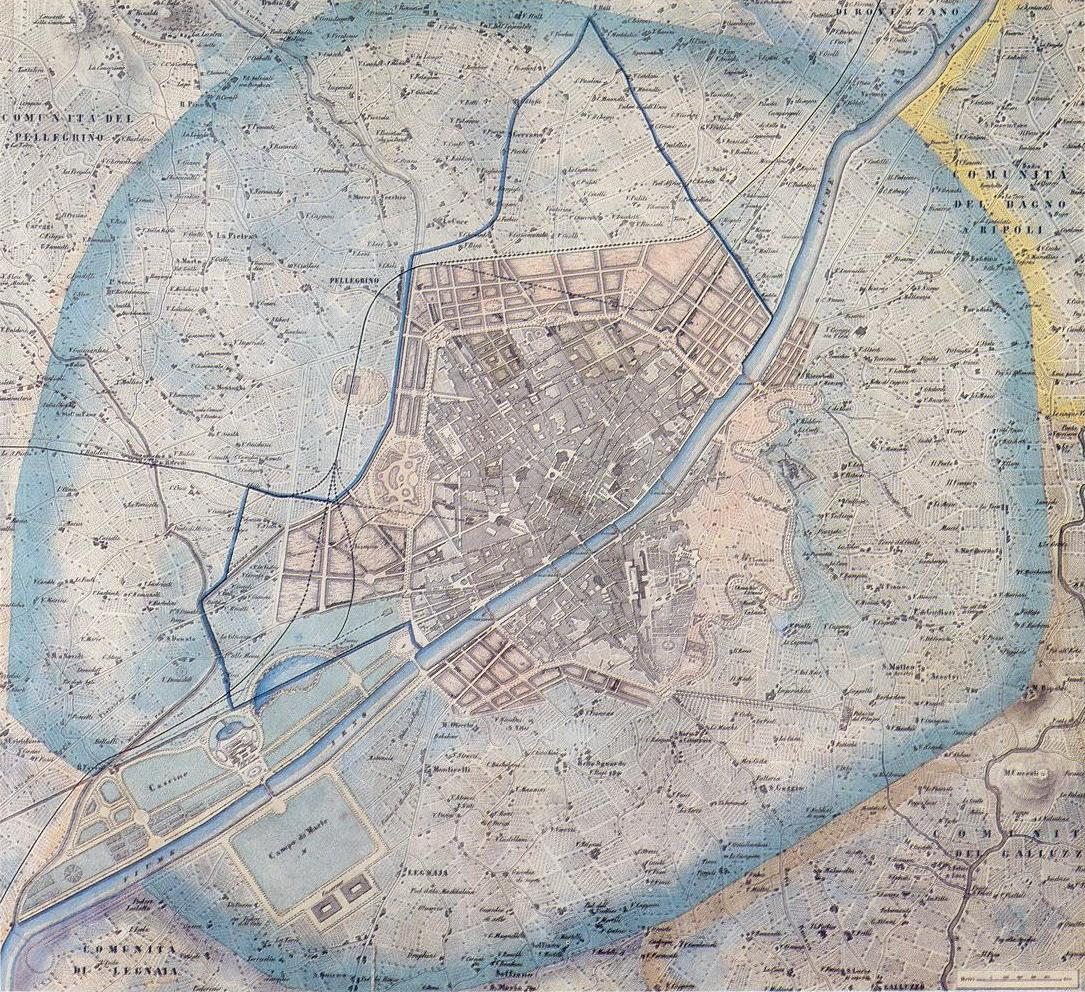
Il Piano Poggi (1865), che ridisegnò la città divenuta capitale d'Italia, configurandone il successivo sviluppo urbanistico sulla base del modello di Georges Eugène Haussmann a Parigi

Il Granducato di Toscana fu annesso al Regno di Sardegna nel 1859 tramite plebiscito, poco prima della nascita del Regno d'Italia nel 1861.
Firenze prese il posto di Torino come capitale d'Italia nel 1865, su richiesta di Napoleone III in base alla Convenzione di settembre, finché questo ruolo non fu trasferito a Roma nel 1871, dopo che la città papalina fu annessa al Regno. Insufficiente per spazi e forma urbana ancora legata al Medioevo, Firenze fu interessata da una serie di "risanamenti", che diedero alla città un aspetto più moderno, ma che purtroppo videro la perdita irrimediabile di importantissimi edifici storici e di interi quartieri come quello di Mercato Vecchio.
Il 18 maggio 1895 si verificò il più forte terremoto mai registrato in città, con gravi danni anche a edifici monumentali.
Nel corso del XIX secolo la popolazione di Firenze raddoppiò, per poi triplicare durante il XX secolo con la crescita del turismo, del commercio, dei servizi finanziari e dell'industria.
Durante la seconda guerra mondiale, la città fu occupata per un anno dai tedeschi (1943-1944). Alla fine di luglio e all'inizio di agosto 1944, le truppe dell'esercito alleato che liberavano la Toscana colpirono le colline Pian dei Cerri che si affacciano sulla città. Dopo molti giorni di combattimento, grazie alla preziosa collaborazione dei partigiani del Comitato di liberazione nazionale, gli alleati costrinsero le truppe nazi-fasciste, che avevano distrutto i ponti sull'Arno e moltissimi edifici, a ritirarsi. Firenze è tra le Città decorate al valor militare per la guerra di liberazione perché è stata insignita della medaglia d'oro al valor militare per i sacrifici della sua popolazione e per la sua attività nella lotta partigiana durante la seconda guerra mondiale.
Il 4 novembre 1966 si ebbe la disastrosa alluvione. Gran parte del centro fu invaso dall'acqua del fiume Arno, con la furia delle acque che fece alcune vittime e un'enorme devastazione, invadendo le chiese, i palazzi e i musei, distruggendo anche in maniera irreparabile archivi, opere d'arte e molti preziosi volumi. Questo immenso dramma venne vissuto dal mondo con una partecipazione unica, dando ben presto l'avvio a un'incredibile gara di solidarietà che vide la nascita dei famosi angeli del fango, giovani provenienti da ogni dove che si adoperarono nella difficile opera di recupero dei tesori artistici danneggiati. In seguito all'alluvione a Firenze si misero a punto innovative tecniche di restauro, che da allora ne fecero un centro d'eccellenza in questo settore, di rilevanza mondiale.

### Simboli
Il simbolo sullo stemma e sul gonfalone è il giglio di Firenze, simbolo della città fin dal secolo XI. Oggi il giglio è rosso su fondo bianco anche se anticamente i colori erano invertiti proprio in riferimento al colore del giaggiolo Iris florentina. I colori attuali risalgono al 1251 quando i Ghibellini, in esilio da Firenze, continuavano a ostentare il simbolo di Firenze come proprio. Fu allora che i Guelfi, che controllavano Firenze, si distinsero dai propri avversari invertendo i colori che poi sono rimasti fino ai giorni nostri. Il tradizionale simbolo fiorentino subì nel 1809 un attacco da parte di Napoleone Bonaparte che, con un decreto, provò a imporre un nuovo simbolo per Firenze: una pianta di giglio fiorito su un prato verde e uno sfondo argentato sormontato da una fascia rossa e tre api dorate (simbolo dedicato alle grandi città dell'impero napoleonico). Il dissenso fiorentino non fece dare seguito al decreto.
Nella tradizione della commedia dell'arte, la maschera che simboleggia Firenze è Stenterello.

### Onorificenze
Nel 2020 riceve la menzione speciale nell'ambito del Premio europeo per le città accessibili 2021, conosciuto anche con il nome inglese di Access City Award.

## Monumenti e luoghi d'interesse
(Dino Compagni, Cronica delle cose occorrenti ne' tempi suoi, Libro I 1, 1312 circa)
Patrimonio dell'Umanità riconosciuto dall'UNESCO nel 1982, il centro storico di Firenze, conchiuso all'interno della cerchia dei viali tracciati sulle vecchie mura medievali, raccoglie i più importanti beni culturali della città.

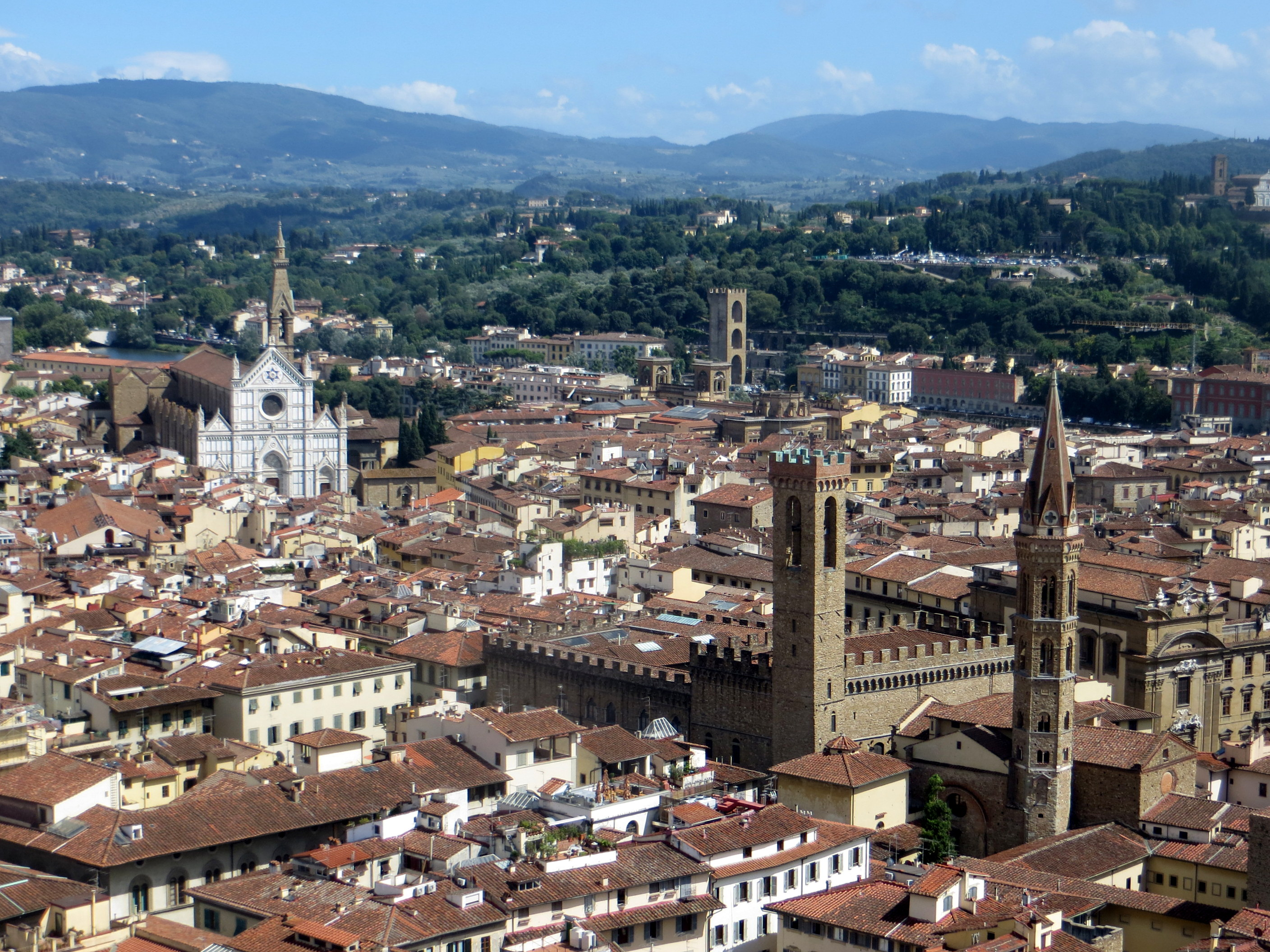
Veduta di Firenze dal Campanile di Giotto

Delimitato dal tracciato della cerchia muraria del XIV secolo, edificata grazie alla potenza commerciale ed economica raggiunta, conobbe nei due secoli successivi il suo massimo splendore.
Il centro storico può essere apprezzato nella sua interezza dalle colline d'intorno, in particolar modo dal Forte Belvedere, dal Piazzale Michelangelo con la Basilica romanica di San Miniato al Monte e dalla collina di Fiesole che offre uno dei panorami più suggestivi della vallata dell'Arno.
Firenze è universalmente riconosciuta come città dell'arte, con un inestimabile patrimonio di architetture, dipinti, sculture, memorie storiche e scientifiche, che formano il tessuto cittadino, come in un pulsante museo diffuso.
Il cuore civile di Firenze è piazza della Signoria, con il maestoso Palazzo Vecchio, con la galleria di capolavori scultorei nella Loggia dei Lanzi e la vicina Galleria degli Uffizi, uno dei musei d'arte più rinomati al mondo. Poco lontano si trova il centro religioso della cattedrale di Santa Maria del Fiore, con la maestosa cupola (la più grande in muratura mai costruita). Ai tempi del Granducato, si diceva che con la sua ombra arrivasse a coprire simbolicamente tutta la Toscana. L'enorme Duomo è magnificamente corredato dal Campanile di Giotto, uno dei più belli d'Italia, e dal Battistero di San Giovanni, con le celebri porte bronzee tra le quali spicca la dorata porta del Paradiso.
Il fiume Arno, che passa in mezzo alla città, occupa un posto nella storia fiorentina alla pari con la gente che ci vive. Storicamente, la popolazione locale ha una relazione di odio-amore con il corso d'acqua, il quale ha portato alternativamente i vantaggi del commercio, e i disastri delle alluvioni. Tra i ponti che lo attraversano il Ponte Vecchio è unico al mondo, con le caratteristiche botteghe di gioiellieri nelle casette costruite su di esso. Attraversato dal nobile Corridoio vasariano, è l'unico ponte della città a essere passato indenne attraverso la seconda guerra mondiale.

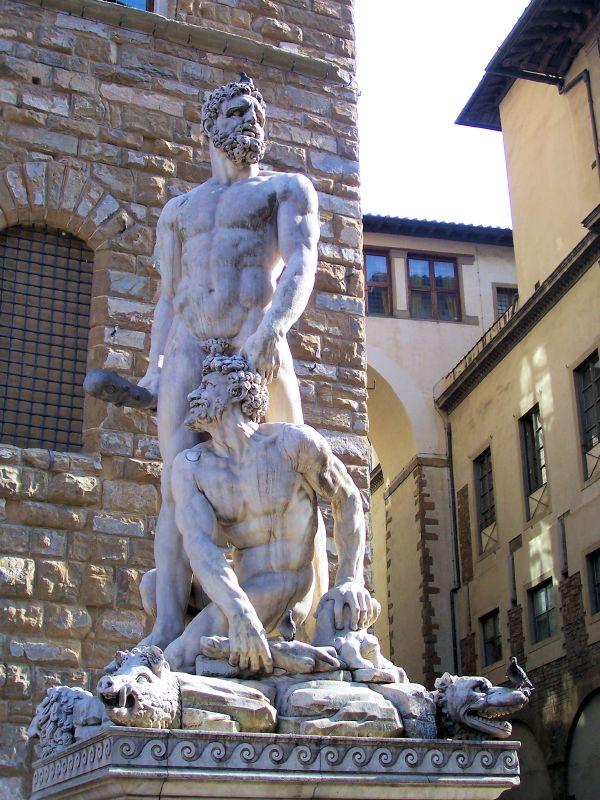
Ercole e Caco, scultura di Baccio Bandinelli in Piazza della Signoria

Oltre agli Uffizi, Firenze conta altri grandi musei: la Galleria dell'Accademia, il Bargello o il Palazzo Pitti con i suoi otto sotto-musei tra cui la Galleria Palatina. I fiorentini si vantano di possedere il migliore esempio di bellezza nell'arte sia femminile (la Venere del Botticelli) sia maschile (il David di Michelangelo).
La riva sinistra dell'Arno (l'Oltrarno) è una zona ricca di monumenti dove ancora oggi si respira, tra le sue secolari botteghe artigiane, l'atmosfera della Firenze di un tempo, descritta per esempio da Vasco Pratolini. Numerosi sono gli spunti letterari in tutta la città: dai quartieri delle case torri, dove le lapidi ricordano i versi che proprio questi luoghi ispirarono a Dante Alighieri, alla serenità delle ville medicee, dove spesso si riuniva l'accademia neoplatonica di Lorenzo il Magnifico, fino ai teatri alla Pergola e del Giardino di Boboli, dove vennero messi in scene per la prima volta i melodrammi che portarono all'opera lirica.
Firenze come "culla del Rinascimento" ha i suoi capolavori nelle opere di Filippo Brunelleschi (lo Spedale degli Innocenti, la basilica di San Lorenzo e quella di Santo Spirito) e di Leon Battista Alberti (la facciata di Santa Maria Novella e Palazzo Rucellai), ma anche altri periodi artistici hanno lasciato i loro capolavori assoluti: dal romanico di San Miniato al Monte, al gotico di Santa Croce (dove si trovano le sepolture delle italiche glorie, come le definì Ugo Foscolo, pure lui ivi sepolto), alle stravaganze del Manierismo del Giambologna o di Bernardo Buontalenti (come la Fontana del Nettuno o il Giardino di Boboli), fino ai capolavori dei grandi architetti italiani del Novecento come la stazione di Santa Maria Novella e lo stadio Artemio Franchi, rispettivamente di Giovanni Michelucci e Pier Luigi Nervi.
Il centro di Firenze con le sue centinaia di attività commerciali è un paradiso per lo shopping e lo svago, dalle eleganti boutique d'alta moda e i caffè d'epoca ai vivaci mercati storici all'aperto.

### Architetture religiose

#### Chiese cattoliche

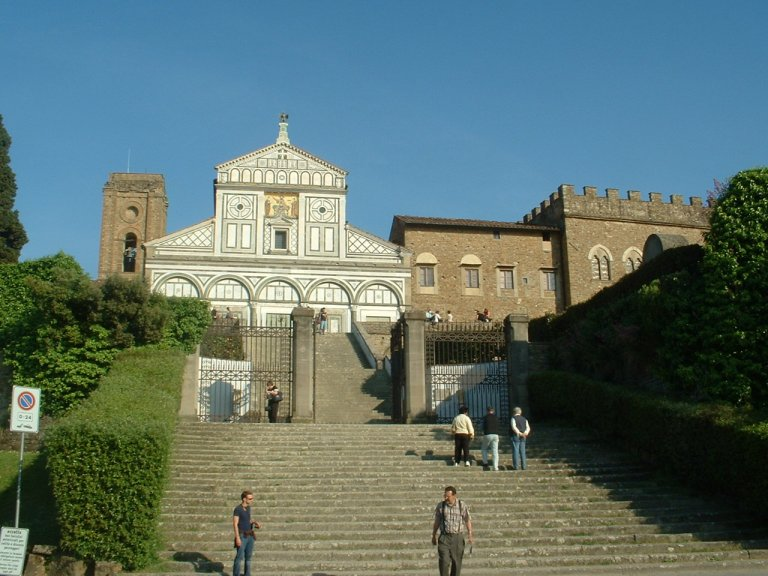
Basilica di San Miniato

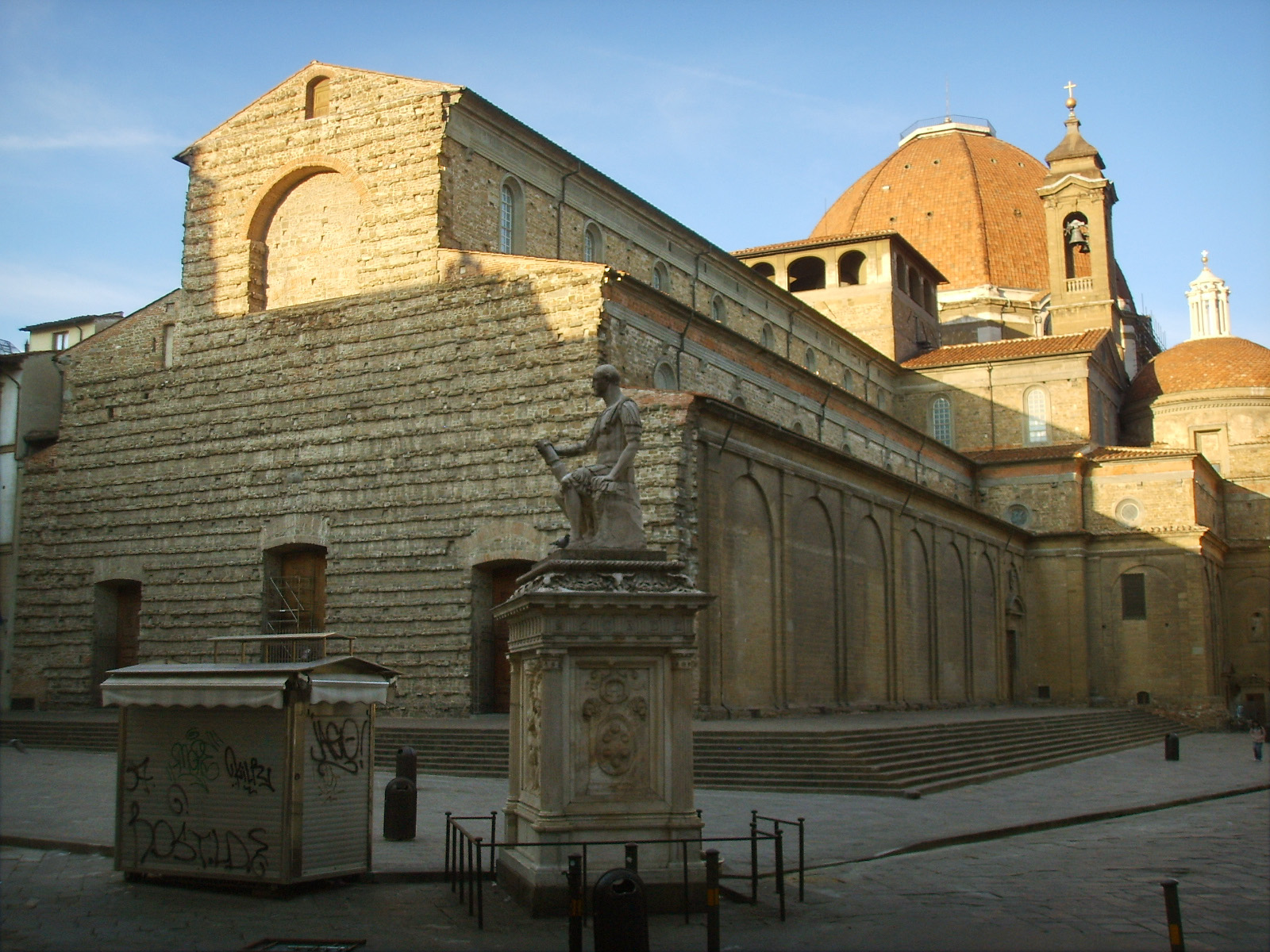
Basilica di San Lorenzo

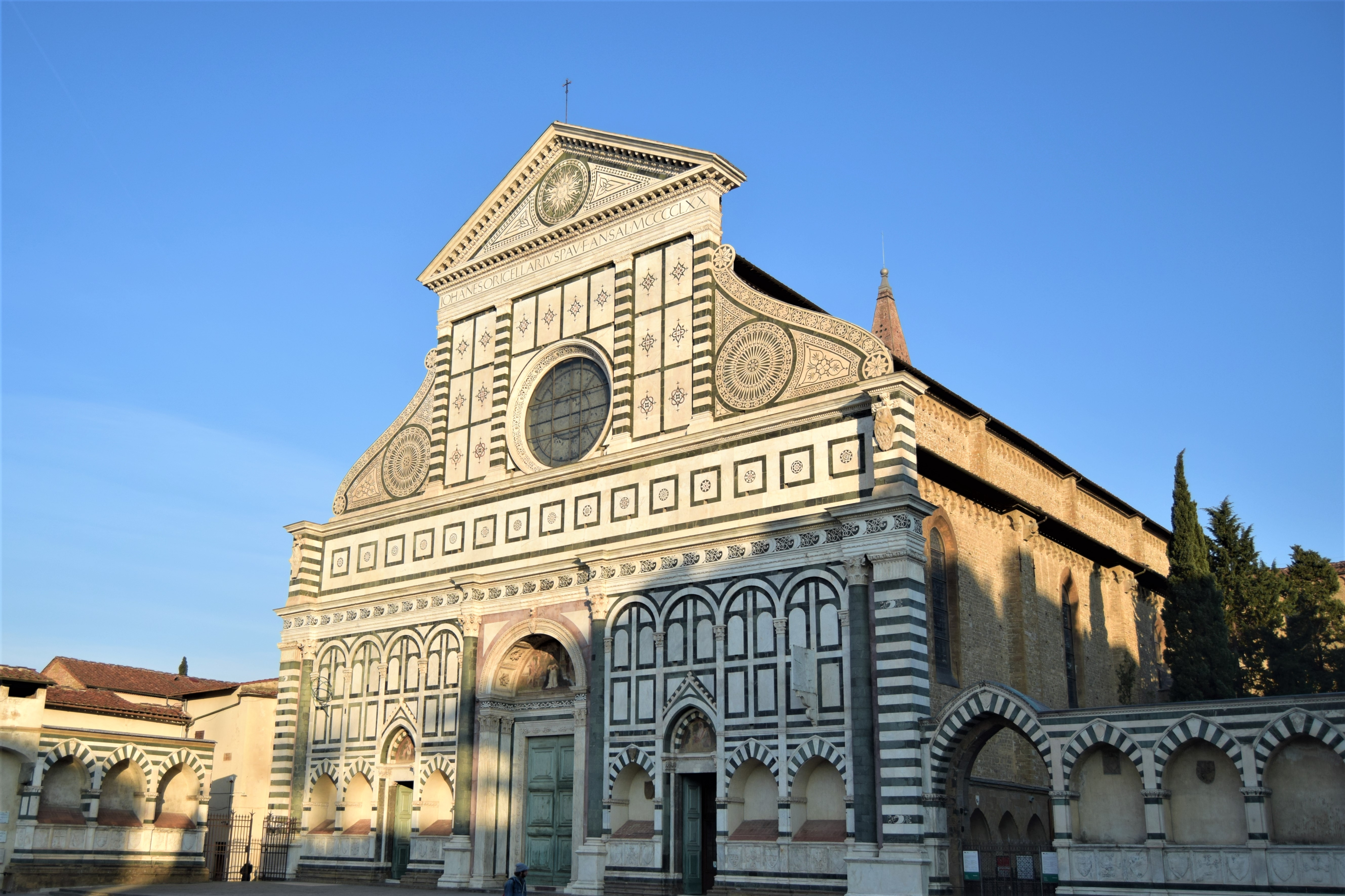
Basilica di Santa Maria Novella

Cattedrale di Santa Maria del FioreÈ il Duomo di Firenze e la quinta chiesa d'Europa per grandezza. È lunga infatti 153 metri mentre il basamento della famosa cupola è largo 90 metri ed è visibile da tutta la piana di Firenze fino a Montemurlo. Interamente rivestito di marmi policromi, è cattedrale dell'Arcidiocesi di Firenze, nonché scrigno di preziose opere d'arte, tra cui il più grande ciclo d'affreschi del mondo, che ricopre interamente la parete interna della cupola.
Battistero di San GiovanniAmato, tra gli altri, da Dante e da Michelangelo Buonarroti. È splendidamente decorato sia all'esterno sia all'interno; abbellito dalle migliori maestranze cittadine, è famoso soprattutto per i mosaici della cupola e per la porta del Paradiso di Lorenzo Ghiberti; le misteriose origini storiche del monumento e i tanti avvenimenti ai quali ha fatto da teatro ne accrescono la storia enigmatica.
Santa Maria NovellaÈ una delle più importanti chiese conventuali della città e sorge sull'omonima piazza; fu dei Padri domenicani e conserva inestimabili opere d'arte, come gli affreschi di Masaccio, Domenico Ghirlandaio e Filippino Lippi; la parte superiore della facciata e il portale sono capolavori di armonia e raziocinio di Leon Battista Alberti.
Santa CroceÈ una delle più grandi chiese officiate dai Francescani nonché una delle massime realizzazioni del gotico in Italia ma anche dell'architettura rinascimentale con l'armoniosa Cappella Pazzi di Brunelleschi; già teatro di sepolture illustri, nell'Ottocento divenne "Il tempio dell'Itale glorie", come "pantheon" delle grandi celebrità italiane, quali Michelangelo, Galileo Galilei, Niccolò Machiavelli, Luigi Cherubini, Gioachino Rossini, Ugo Foscolo, Guglielmo Marconi, Enrico Fermi e molti altri.
San LorenzoFu dai primi successi dinastici fino all'estinzione della casata la chiesa dei Medici i quali l'abbellirono costantemente di capolavori dei migliori architetti, pittori e scultori fiorentini (tra i quali Filippo Brunelleschi, Donatello e Michelangelo Buonarroti); la parte della Cappella dei Principi conserva le sepolture di quasi tutti i membri familiari.
Santo SpiritoSituata nel quartiere dell'Oltrarno, è l'ultima opera e l'esempio più compiuto dell'architettura logica e razionale di Filippo Brunelleschi; completata dopo la sua morte colpisce per la cristallina armonia nella combinazione di spazi aperti e volumi pieni, inondati di luce naturale. Al suo interno è presente, tra le molte opere d'arte, il crocifisso di Michelangelo.
OrsanmicheleSolida opera del XIV secolo, ha una curiosa forma a parallelepipedo su tre piani, dovuta al fatto che anticamente fosse una loggia per la vendita e lo stoccaggio del grano; divenuta chiesa delle Arti di Firenze, nelle sue quattordici nicchie esterne le corporazioni cittadine fecero a gara ad abbellirle con la statua del proprio santo protettore.
Santissima AnnunziataÈ il santuario mariano di Firenze, casa madre dell'ordine dei Servi di Maria; la chiesa, molto cara ai fiorentini, è letteralmente stipata di importanti opere d'arte dal XIV al XIX secolo ed è collocata nell'omonima piazza che, col fronte a loggiato dei principali edifici che vi affacciano, fu tra i primi esempi di pianificazione urbanistica in Europa.
OgnissantiFu la chiesa della famiglia del fiorentino Amerigo Vespucci; il suo aspetto armonioso, con la facciata che domina la piazza col suo stile barocco temperato di austerità, è frutto di una difficile fusione di interventi succedutisi per più di sei secoli. Importante il suo cenacolo.
Il CarmineLa chiesa del Carmine è celebre in tutto il mondo per il capolavoro assoluto della Cappella Brancacci, affrescata da Masaccio e Masolino da Panicale, dove per la prima volta si manifestò in pittura un netto distacco dalla scuola tardo gotica, con un linguaggio interamente nuovo: il Rinascimento.
Santa TrinitaFondata dai vallombrosani, fu la prima chiesa gotica di Firenze, con la Cappella Strozzi oggi l'attuale sagrestia progettata da Lorenzo Ghiberti e Filippo Brunelleschi; nell'aura di silenziosa spiritualità che ancora oggi trasmette è facile restare colpiti dal capolavoro di Domenico Ghirlandaio, gli affreschi della cappella Sassetti; a facciata cinquecentesca si deve a Bernardo Buontalenti, artefice anche dell'altare monumentale, poi rimosso durante i restauri ottocenteschi.
San Marco e il suo conventoRistrutturato a spese dei Medici secondo i più moderni canoni di funzionalità, San Marco fu un importantissimo centro di cultura domenicana, con le figure di Antonino Pierozzi, Beato Angelico (che affrescò il convento con eccezionale maestria) e, soprattutto, fra' Girolamo Savonarola.
Badia FiorentinaSituata nel cuore della città antica davanti al Museo nazionale del Bargello. È stata la prima abbazia cittadina. Nei secoli ha subito molte trasformazioni, con l'opera di artisti come Arnolfo di Cambio, Giorgio Vasari, il Bronzino, Gian Domenico Ferretti. Qui, secondo quanto scrive Dante Alighieri nella Vita nuova, egli vide Beatrice Portinari per la prima volta durante una messa. In seguito Boccaccio tenne in questa chiesa le celebri letture della Divina Commedia.
Santi Michele e GaetanoSi trova in piazza Antinori in prosecuzione di via de' Tornabuoni ed è la massima espressione del sobrio ed elegante barocco fiorentino, un periodo della storia artistica della città spesso poco noto al grande pubblico, che qui si esprime in tutta la sua solenne compostezza.
San MiniatoSi trova in uno dei luoghi più alti di Firenze e, con i suoi ottocento anni di storia, è uno dei migliori esempi di romanico; nell'attiguo continua la secolare tradizione spirituale, animata da una comunità benedettina.
La CertosaVoluta dal ricco Niccolò Acciaiuoli nel 1314, si erge solitaria su un colle presso Galluzzo, a sud della città; ricca di opere d'arte tra le quali degli affreschi del Pontormo, ha una composizione così razionale dei vari ambienti da aver ispirato il celebre architetto moderno Le Corbusier nell'elaborazione di un modello abitativo funzionale.

#### Chiese ortodosse
Chiesa russa ortodossa della NativitàUbicata in un quartiere formatosi tra il XIX e il XX secolo, riassume nella sua forma esotica le esperienze architettoniche compiute in Russia durante la seconda metà dell'Ottocento, improntate a un favolistico montaggio di elementi diversi a cui contribuiscono le non poche stravaganze ornamentali e coloristiche dell'interno.

#### Sinagoghe
Tempio maggiore israeliticoLa sinagoga di Firenze è stata costruita nella seconda metà dell'Ottocento e con l'architettura, le grandi cupole verdi e il giardino esotico che la circonda ricorda una lontana atmosfera orientaleggiante e ospita anche un museo.

#### Cimiteri monumentali

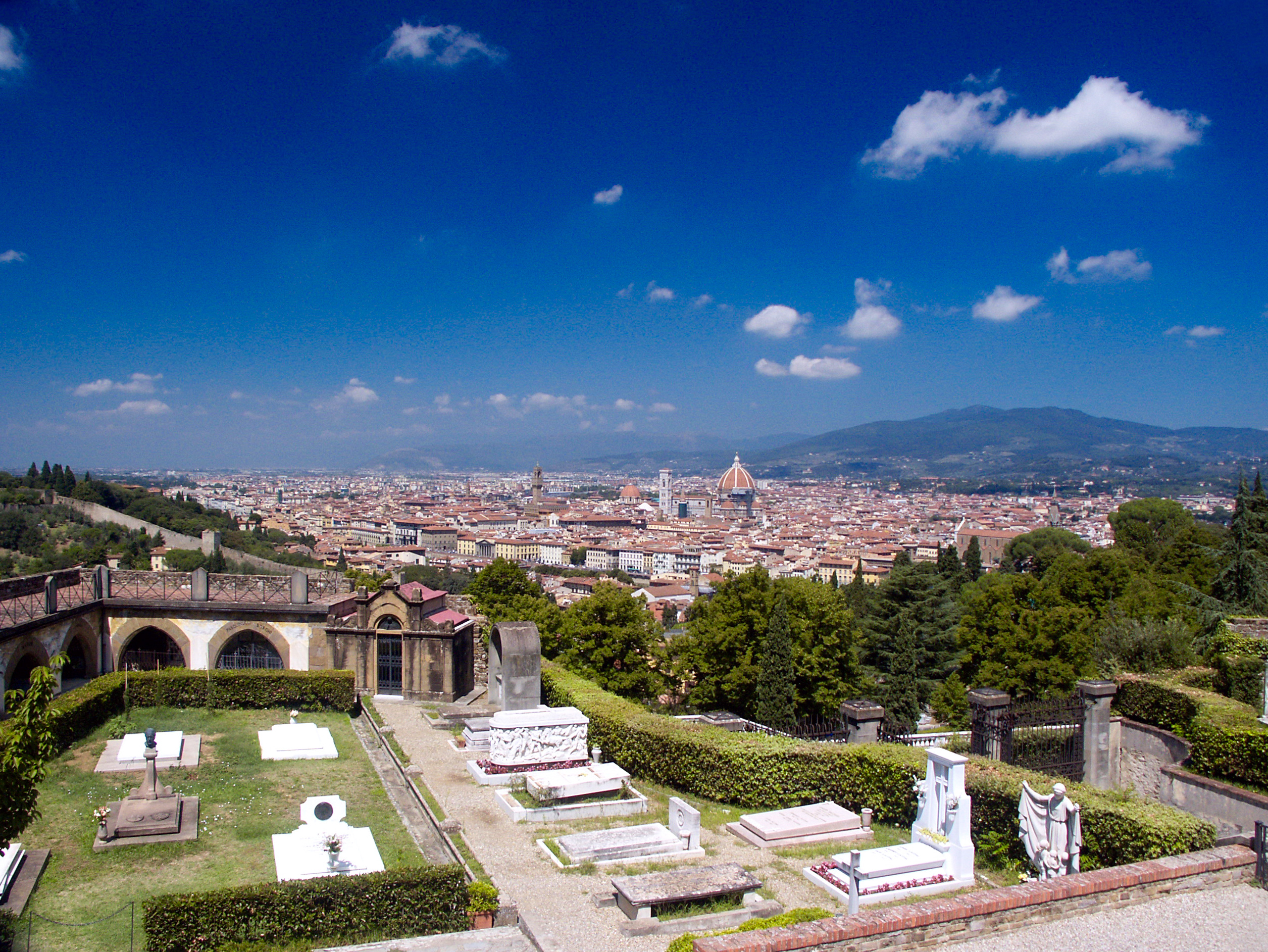
Cimitero delle Porte Sante

Cimitero di TrespianoIn parte monumentale, è uno dei più vasti d'Italia e al suo interno è attiva una speciale linea di autobus; vi sono sepolti tra gli altri i fratelli Rosselli, Giuseppe Poggi, Spartaco Lavagnini, Luigi Dallapiccola.
Cimitero delle Porte SanteSorge entro le mura che circondano la Basilica di San Miniato al Monte; vi sono sepolti Carlo Collodi, Enrico Coveri, Vasco Pratolini, Mario Cecchi Gori, Giovanni Spadolini, Felice Le Monnier, Ciro Menotti.
Cimitero degli inglesiÈ situato nel Piazzale Donatello lungo i grandi viali di Circonvallazione. Fu costruito attorno al 1827 e vi sono sepolti tra gli altri Elizabeth Barrett Browning, Arthur Hugh Clough, Giovan Pietro Vieusseux, Beatrice Shakespeare.
Cimitero degli AlloriSituato in zona Galluzzo vi sono sepolti Oriana Fallaci, Arnold Böcklin, Frederick Stibbert e Leonardo Savioli.
Va ricordato che la Basilica di Santa Croce ospita molte sepolture e cenotafi di grandi personaggi della storia italiana come: Michelangelo Buonarroti, Niccolò Machiavelli, Enrico Fermi, Galileo Galilei, Ugo Foscolo, Guglielmo Marconi, Luigi Cherubini, Leon Battista Alberti, Vittorio Alfieri, Gioachino Rossini, Lorenzo Ghiberti, Lorenzo Bartolini, Pier Antonio Micheli, Bartolomeo Cristofori, Giovanni Gentile e moltissimi altri.

### Architetture civili

#### Palazzi

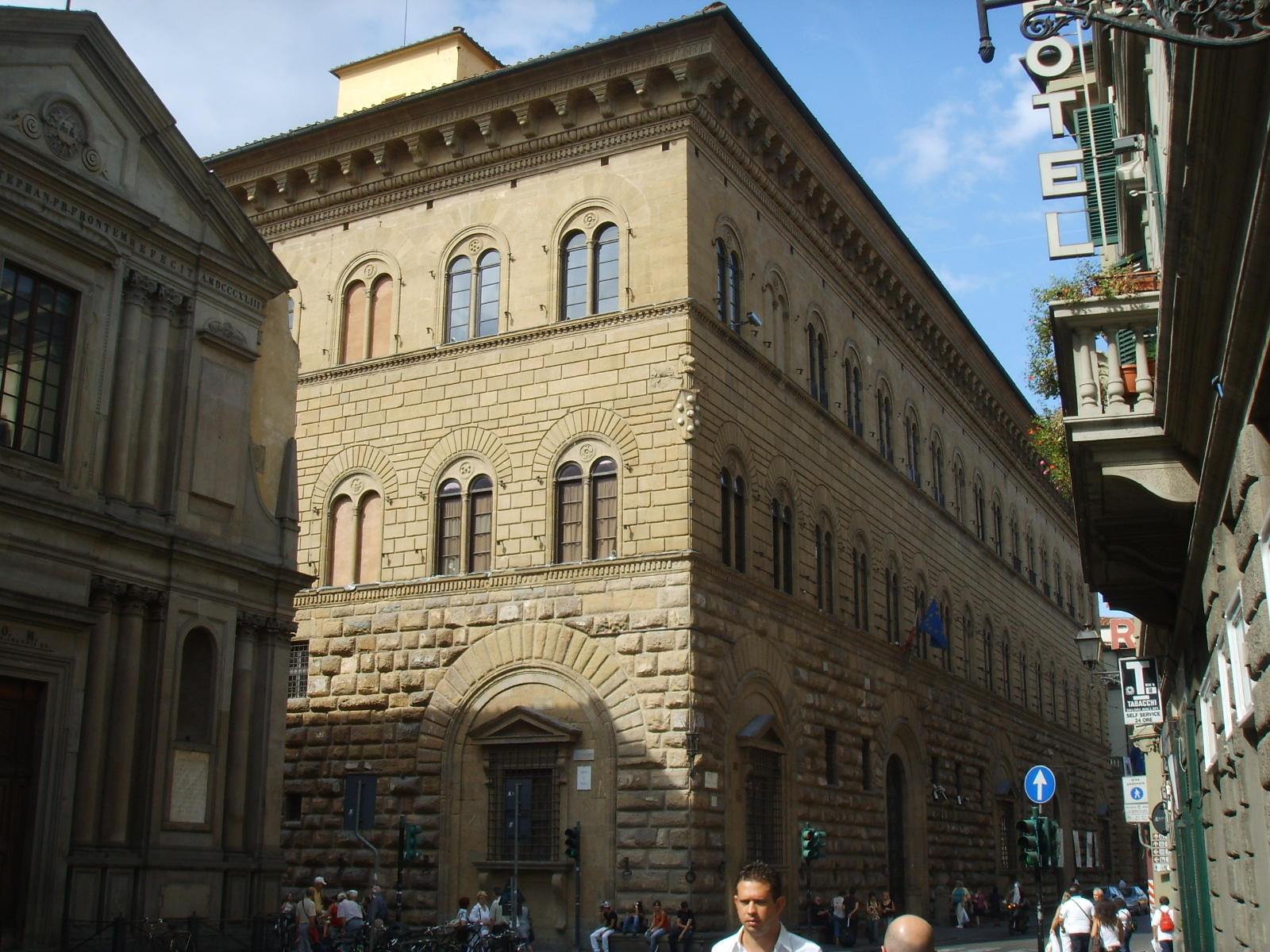
Palazzo Medici Riccardi

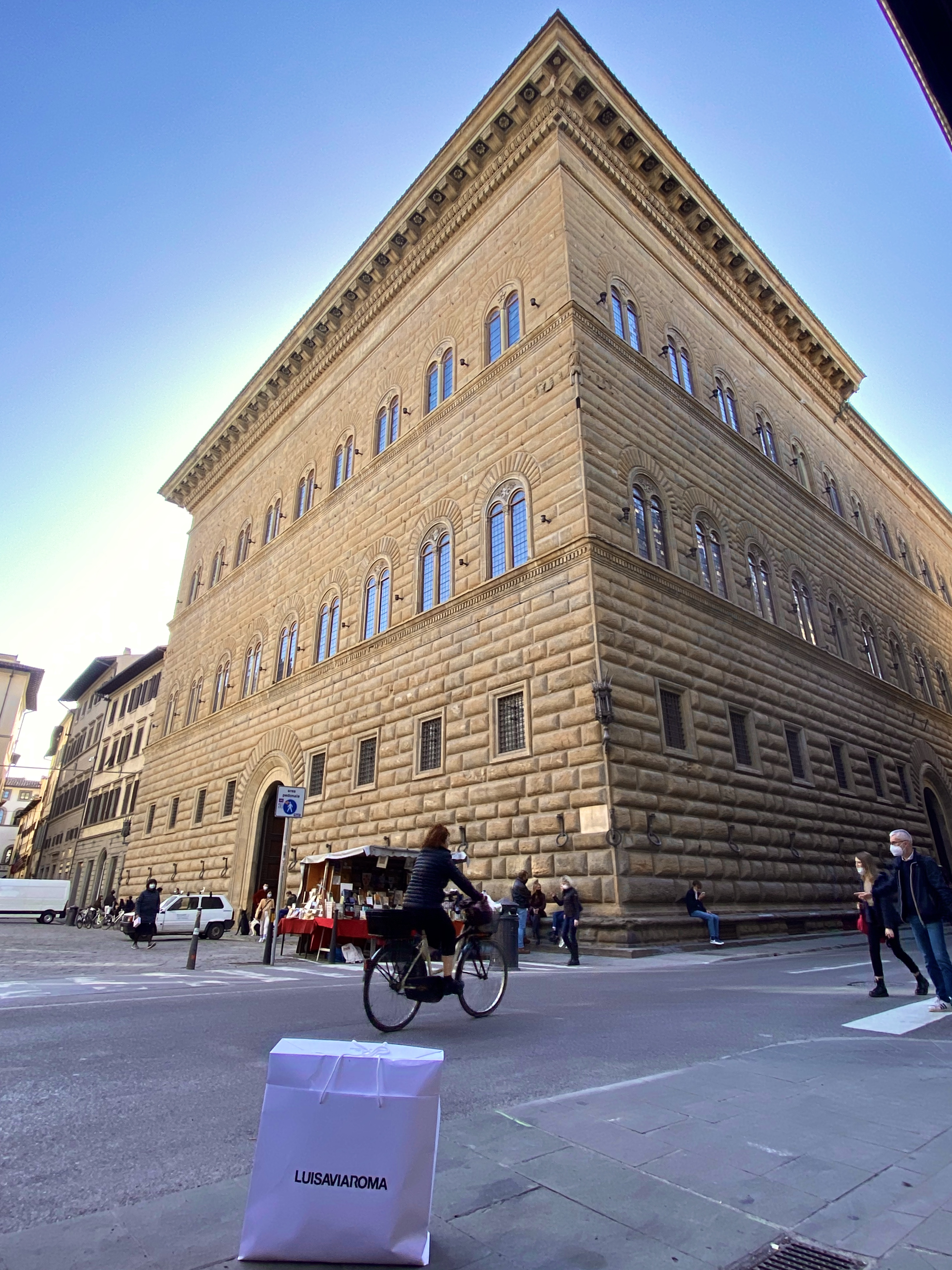
Palazzo Strozzi, Firenze

Palazzo VecchioSi trova in piazza della Signoria ed è la sede del comune della città, dopo essere stato sede del Parlamento italiano quando Firenze era capitale. Al suo interno si sono decise le sorti politiche della città dalla Repubblica fino al ducato di Cosimo I de' Medici, che lo trasformò in residenza privata. Il museo di palazzo Vecchio espone fra l'altro opere di Donatello, del Bronzino, Michelangelo Buonarroti e Giorgio Vasari.
Palazzo Medici RiccardiSi trova in quella che per la sua ampiezza si chiamava via Larga, oggi via Cavour ed è sede della provincia di Firenze. È stato il quartier generale della famiglia Medici fino a metà del Cinquecento. Capolavoro dell'architettura rinascimentale civile, conserva il gioiello della cappella dei Magi di Benozzo Gozzoli, ricca di ritratti dei Medici e delle personalità del loro tempo.
Palazzo PittiÈ un palazzo di Firenze costruito nel Cinquecento e utilizzato all'epoca dei Savoia, durante il periodo di Firenze capitale d'Italia. Connesso al Giardino di Boboli, nei secoli è stato continuamente arricchito e ampliato fino a diventare uno dei complessi artistici più rilevanti della città, ospitando otto ricchi e importanti musei: la Galleria Palatina, gli Appartamenti monumentali, il Museo degli argenti, la Galleria d'arte moderna, la Galleria del costume, il Museo delle Berline Storiche, il Museo delle porcellane e il Museo delle carrozze.
Palazzo RucellaiSorge in via della Vigna Nuova ed è un capolavoro dall'architettura quattrocentesca fiorentina. Fu progettato da Leon Battista Alberti, che vi mise in pratica i suoi dettami teorici del De re aedificatoria.
Palazzo StrozziSi trova circa a metà dell'attuale via de' Tornabuoni. È considerato uno degli esempi più compiuti di architettura civile fiorentina del Rinascimento, con la sua austera maestosità data dalle notevoli dimensioni e dall'uso del bugnato digradante.
Palazzo DavanzatiSituato in via Porta Rossa, è un raro esempio di casa trecentesca restaurata con cura all'inizio del Novecento dall'antiquario Elia Volpi. Oggi è un museo pubblico. Tra gli ambienti più pregevoli il cortile, dove si attraccavano i cavalli, e la sala con scene cortesi affrescate.
Palazzo AntinoriConsiderato tra i più bei palazzi rinascimentali di Firenze, si trova nell'omonima piazza Antinori, a una delle estremità di via de' Tornabuoni, con un elegante cortile porticato al centro e il giardino retrostante, si ispira al Palazzo Medici Riccardi, ma ha una forma architettonica ancora più leggera ed elegante.
Palazzo Spini FeroniSituato all'inizio di via de' Tornabuoni, rappresenta uno dei migliori esempi di architettura residenziale medievale a Firenze. Ospita il Museo Salvatore Ferragamo, nato per far conoscere il ruolo e l'attività internazionale dello stilista fiorentino dagli anni venti al 1960, anno della sua scomparsa.
Palazzo del BargelloPosto in via del Proconsolo, molto vicino al Complesso di San Filippo Neri di Piazza San Firenze e alla Badia Fiorentina, il palazzo del Bargello la cui costruzione iniziò nel 1255 e proseguì con modifiche nei secoli successivi ospita l'importante Museo nazionale del Bargello che custodisce tra le tante sculture anche il David di Donatello.

#### Ville medicee

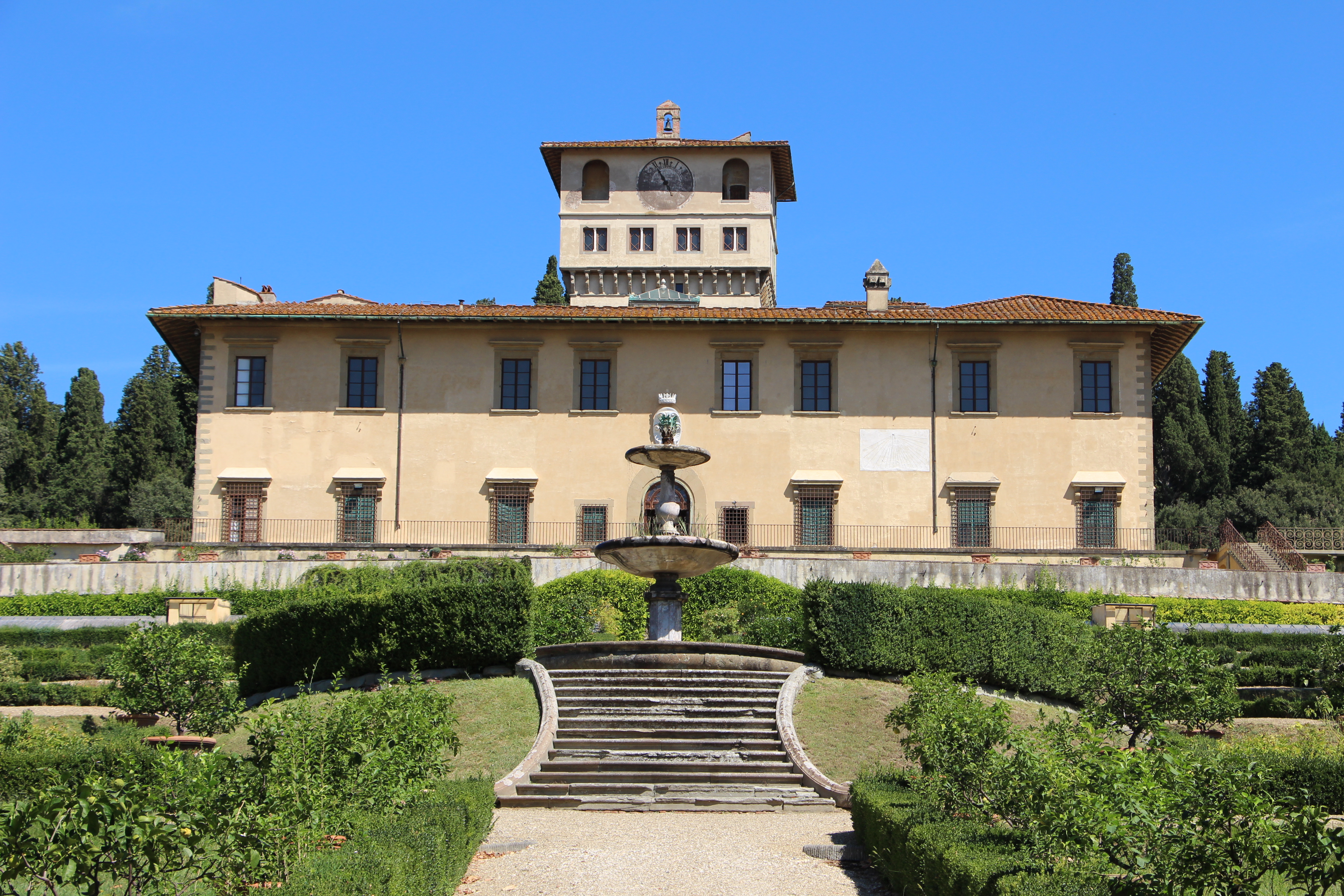
Villa medicea della Petraia

Sulle colline e nelle campagne attorno a Firenze sorgono alcune delle dimore storiche dei Medici. Di seguito sono riportate le ville ubicate nel territorio comunale di Firenze, alcune delle quali vengono regolarmente aperte al pubblico mentre altre sono di proprietà privata.
- Villa medicea di Careggi
- Villa medicea di Castello
- Villa medicea La Petraia
- Villa medicea del Poggio Imperiale
- Villa medicea La Quiete
- Villa medicea della Topaia
- Villa medicea di Marignolle

#### Altre ville
- Villa Gamberaia
- Villa Bardini
- Villa La Quiete
- Villa Corsini
- Villa La Pietra
- Villa Favard
- Villa Fabbricotti
- Villa Il Ventaglio
- Villa Strozzi al Boschetto

#### Torri

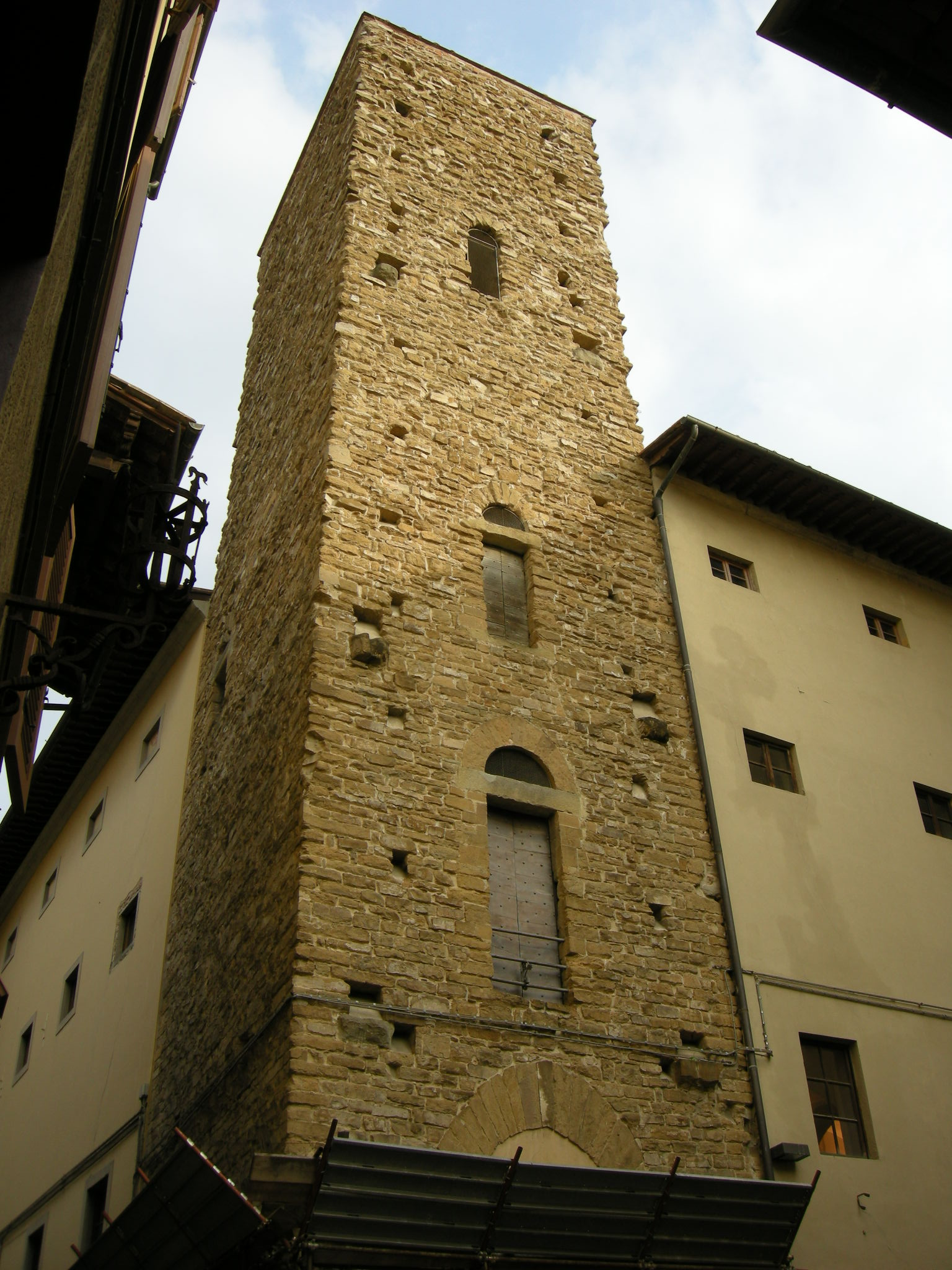
Torre della castagna

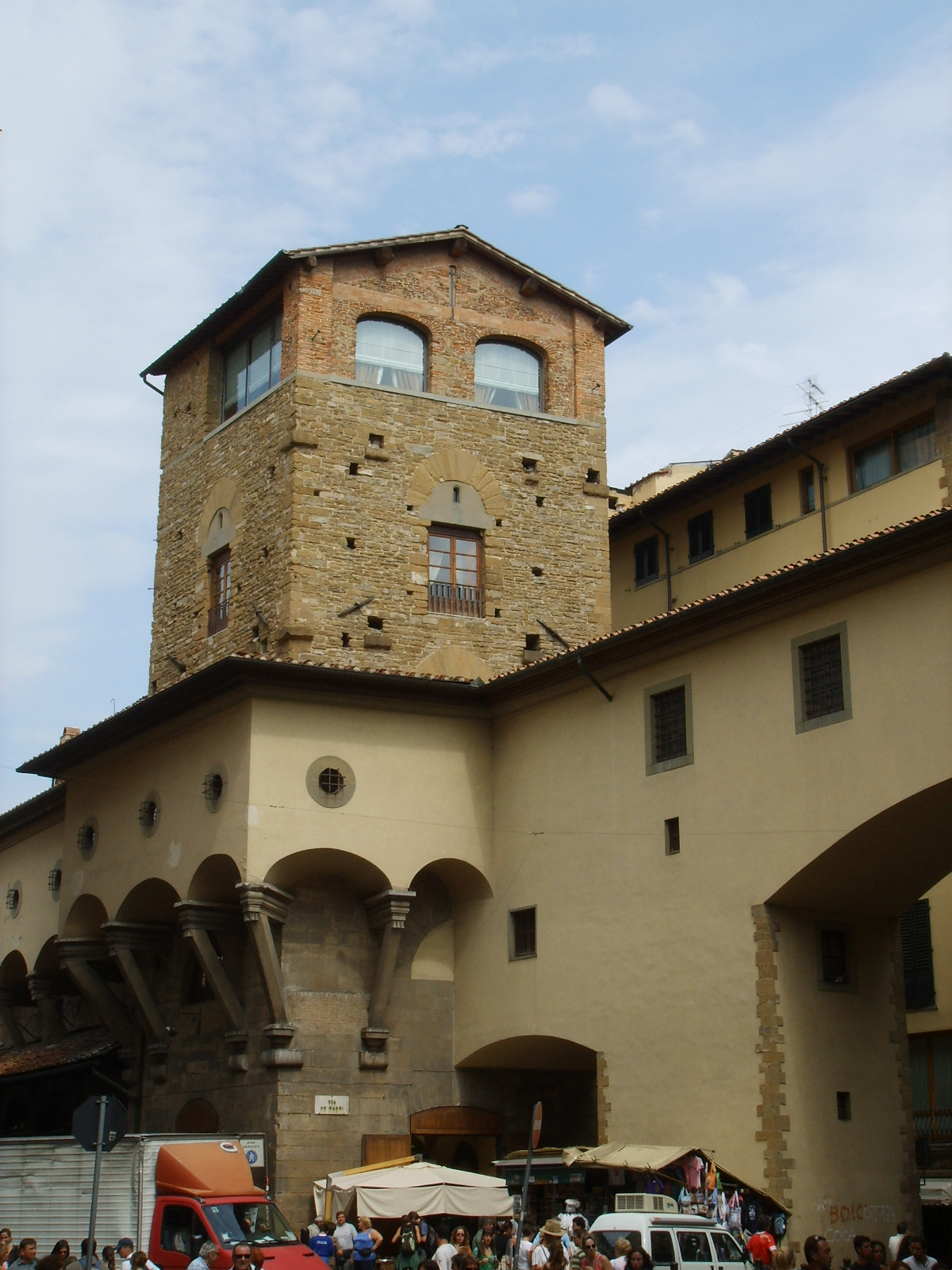
Torre dei Mannelli

Come tante città medievali italiane, anche a Firenze si elevavano numerosissime torri. Sebbene interessate quasi tutte da parziali demilizioni con la riduzione dei piano ("scapitozzamento"), esse portano il vivo ricordo della città medievale che, tra XII e XIV secolo, fu uno dei centri più ricchi d'Europa. Tra queste spiccano per altezza le torri civiche, le uniche mai abbassate, quali la torre della Castagna, la torre del Bargello e la torre di Arnolfo in palazzo Vecchio. Tra le torri di famiglie private le meglio conservate sono quelle degli Amidei, dei Buondelmonti, dei Donati, dei Mannelli.
Tra quelle che fecero parte della cinta muraria si annoverano la torre di San Niccolò, la torre della Serpe e la torre della Zecca.

#### Teatri storici
Sono molti i teatri storici presenti a Firenze, ai quali si affiancano i teatri costruiti in epoca moderna (consultare la voce Teatri di Firenze per una panoramica più esaustiva).
Teatro alla PergolaÈ il teatro storico di Firenze e uno dei più antichi e ricchi di storia di tutta Italia. In questo teatro si sviluppò il genere del cosiddetto melodramma, dal quale si sviluppò la vera e propria opera lirica. Numerose furono le prime importanti, dalle musiche di Luigi Cherubini o di Christoph Willibald Gluck, oppure, nell'Ottocento, il Macbeth di Giuseppe Verdi, nel Novecento l'Orfeo ed Euridice di Franz Joseph Haydn.
Teatro comunaleFino al 2011 il più grande teatro di Firenze e sede del prestigioso Maggio Musicale Fiorentino, vi si sono esibiti grandi nomi della musica classica e operistica e del balletto internazionale: Vittorio Gui, Bruno Walter, Wilhelm Furtwängler, Dimitri Mitropoulos, Zubin Mehta, Herbert von Karajan, Riccardo Muti, Maria Callas, Pietro Mascagni, Richard Strauss, Paul Hindemith, Béla Bartók, Igor' Fëdorovič Stravinskij, Luigi Dallapiccola, Luigi Nono, Karlheinz Stockhausen, Luciano Berio, ecc. Tra i registi vanno ricordati Max Reinhardt, Gustaf Gründgens, Luchino Visconti, Franco Zeffirelli, Luca Ronconi, Robert Wilson, Giorgio de Chirico e Oskar Kokoschka. Sarà dismesso all'apertura completa del Parco della musica e della cultura.
Parco della musica e della culturaGrande complesso terminato nel dicembre 2012 nel parco delle Cascine, dietro alla Stazione Leopolda, è il maggiore centro per la musica e la cultura dell'intera area metropolitana. Ospita un teatro lirico da 1 800 posti, una sala concerti per 1 100 spettatori e un anfiteatro all'aperto con 2 000 posti. In questa grande struttura si tengono opere liriche, concertistiche e balletto, oltre a ospitare l'opera del Maggio Musicale Fiorentino. Era stato inaugurato parzialmente il 21 dicembre 2011, nell'ambito delle celebrazioni per il 150º dell'Unità nazionale.
Teatro VerdiSituato nell'isolato tra via Ghibellina, via Verdi, via dei Lavatoi e via Isola delle Stinche questo teatro offre una programmazione teatrale caratterizzata dallo spettacolo leggero (rivista e commedia leggera) nel quale si sono esibiti importanti artisti quali Totò, Wanda Osiris, Macario e Walter Chiari.
Teatro GoldoniIl teatro fu inaugurato il 17 aprile 1817 con Il burbero benefico di Carlo Goldoni (da cui prende il nome) e con il balletto La figlia malcustodita di Jean Dauberval, il famoso ballerino e coreografo francese del Settecento. Ha ospitato opere di Rossini, D'Annunzio, Meredith Monk e oggi è utilizzato prevalentemente come spazio teatrale dedicato alla danza con spettacoli del Corpo di ballo del Comunale e di altre compagnie.
Teatro PucciniSituato nell'omonima piazza al margine della Manifattura Tabacchi, fu inaugurato nel 1940 come luogo di svago per gli operai della manifattura stessa. Dotato di 634 posti tra platea (499) e galleria, è specializzato nella rappresentazione di spettacoli comici e satirici con attori di fama nazionale.

#### Ponti

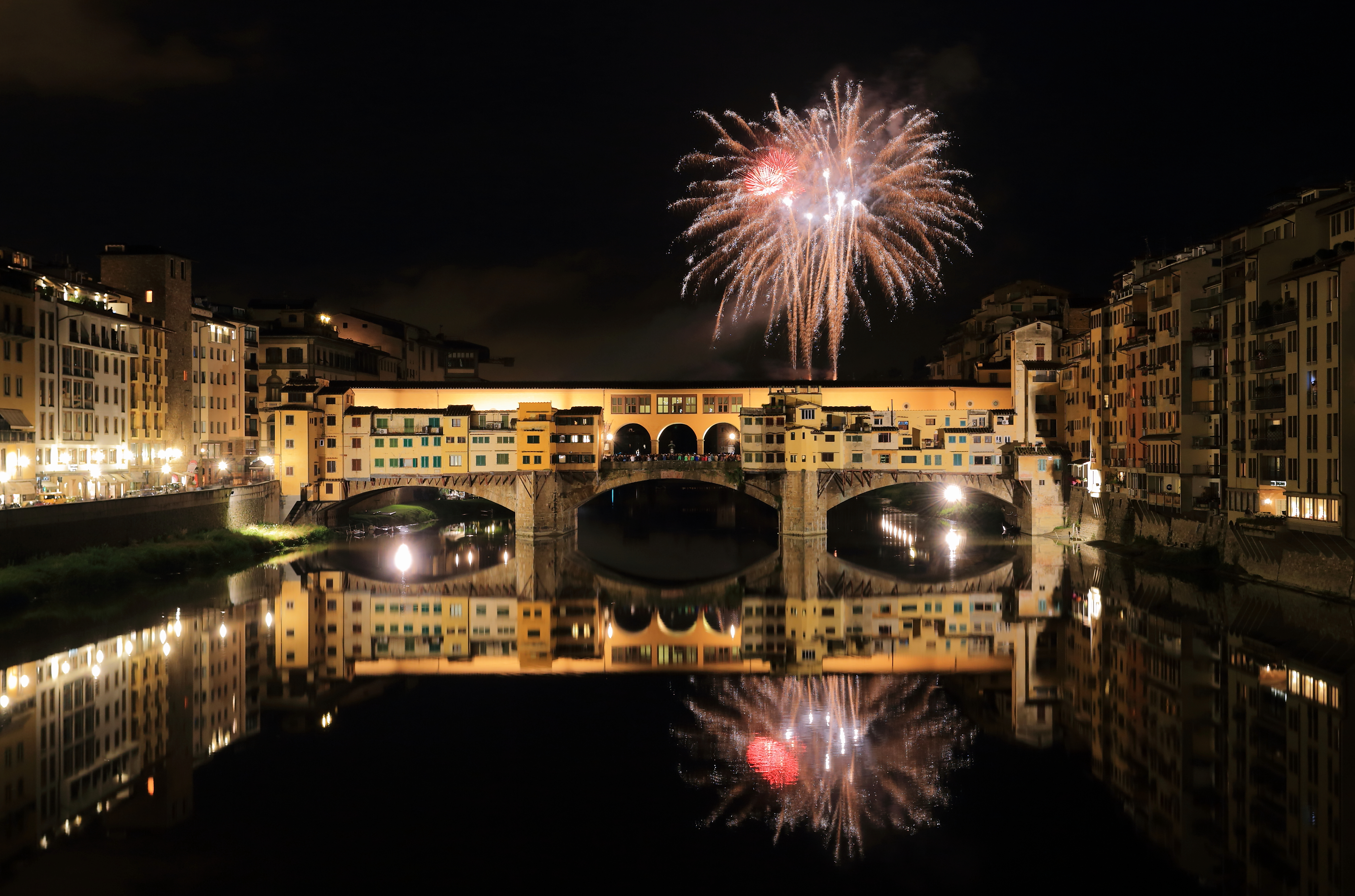
Ponte Vecchio durante i fuochi di San Giovanni

Frecce Tricolori sorvolano l'Arno, vista da Piazzale Michelangelo

Ponte VecchioIl ponte è uno dei simboli della città di Firenze a livello mondiale e attraversa il fiume nel suo punto più stretto. La prima costruzione risale all'epoca romana. È l'unico ponte di Firenze che non venne fatto saltare dai tedeschi durante la ritirata del 1944. Attraversato dal Corridoio Vasariano, vede la presenza di antichi negozi di gioiellieri.
Ponte Santa TrinitaPrende il nome dalla chiesa della Santa Trinita. È uno dei più bei ponti di tutta Italia e fra i più eleganti d'Europa.
Ponte alle GrazieTerzo ponte realizzato a Firenze in muratura, fu costruito nel 1237 già interamente in pietra, con nove arcate (ridotte a cinque nel XIX secolo), nel punto più ampio del fiume.
Ponte alla CarraiaFu costruito in legno nel 1218 con il nome di "Ponte nuovo"; fu il secondo a essere costruito dopo il Ponte Vecchio. Distrutto da un'alluvione fu ricostruito in pietra.
Ponte di San NiccolòIl primo ponte, intitolato a San Fernando, venne costruito tra il 1836 e il 1837. È il ponte sull'Arno più a monte del centro di Firenze.
Ponte alla VittoriaÈ il primo a valle al di fuori del centro storico, porta accanto al piazzale del parco delle Cascine e immette sui Viali di Circonvallazione nel viale Fratelli Rosselli.
I ponti sull'Arno nel territorio fiorentino in totale sono quattordici, considerando tra questi il ponte costruito alle Cascine per la tranvia, la passerella dell'Isolotto, il ponte sull'autostrada A1 e, vicino a Rovezzano, il ponte per la ferrovia dell'Alta Velocità.
Completano la lista dei ponti il Ponte di Varlungo, il Ponte Giovanni da Verrazzano, il Ponte Amerigo Vespucci e il Ponte all'Indiano (il più grande ponte strallato d'Italia).

#### Piazze

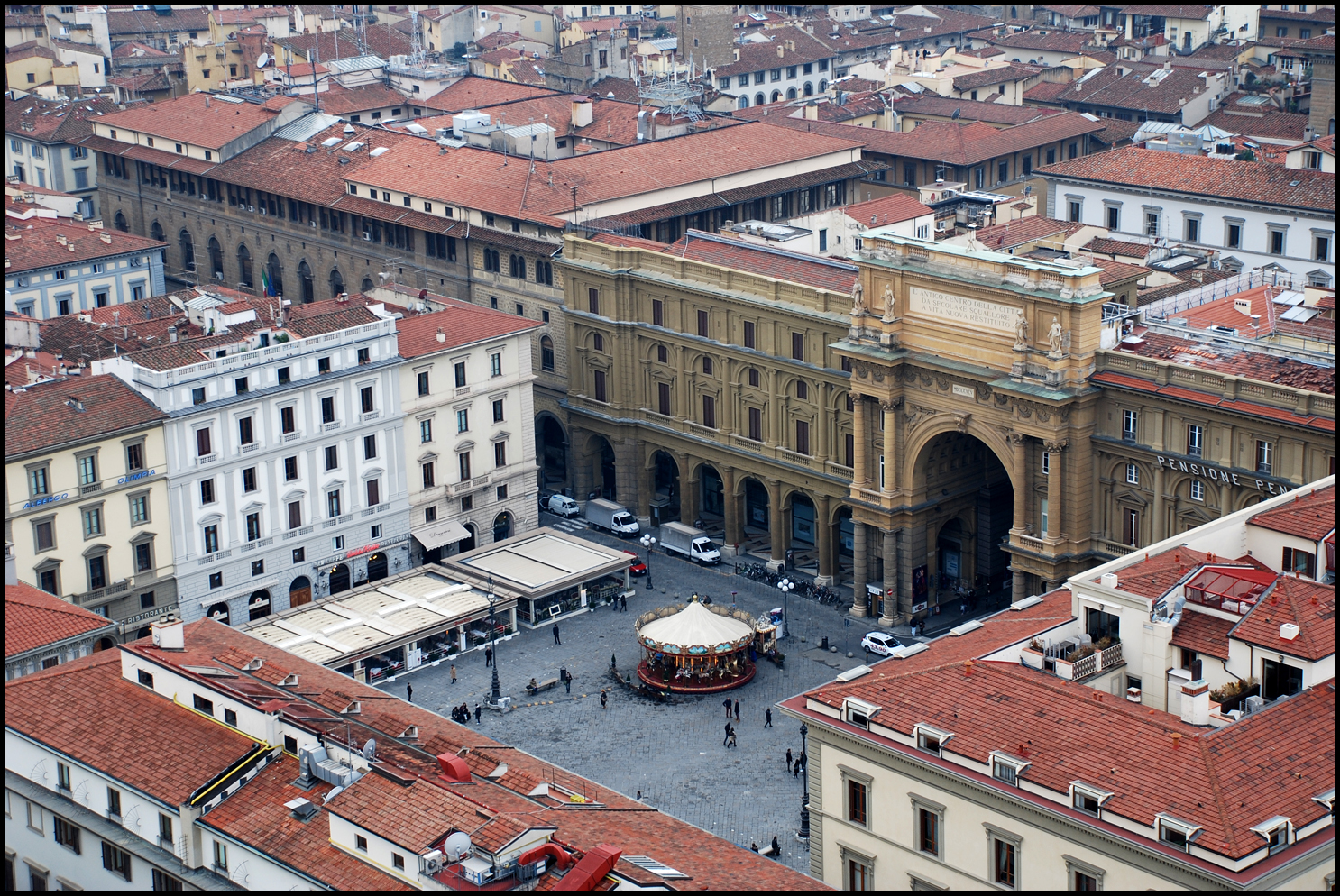
Piazza della Repubblica

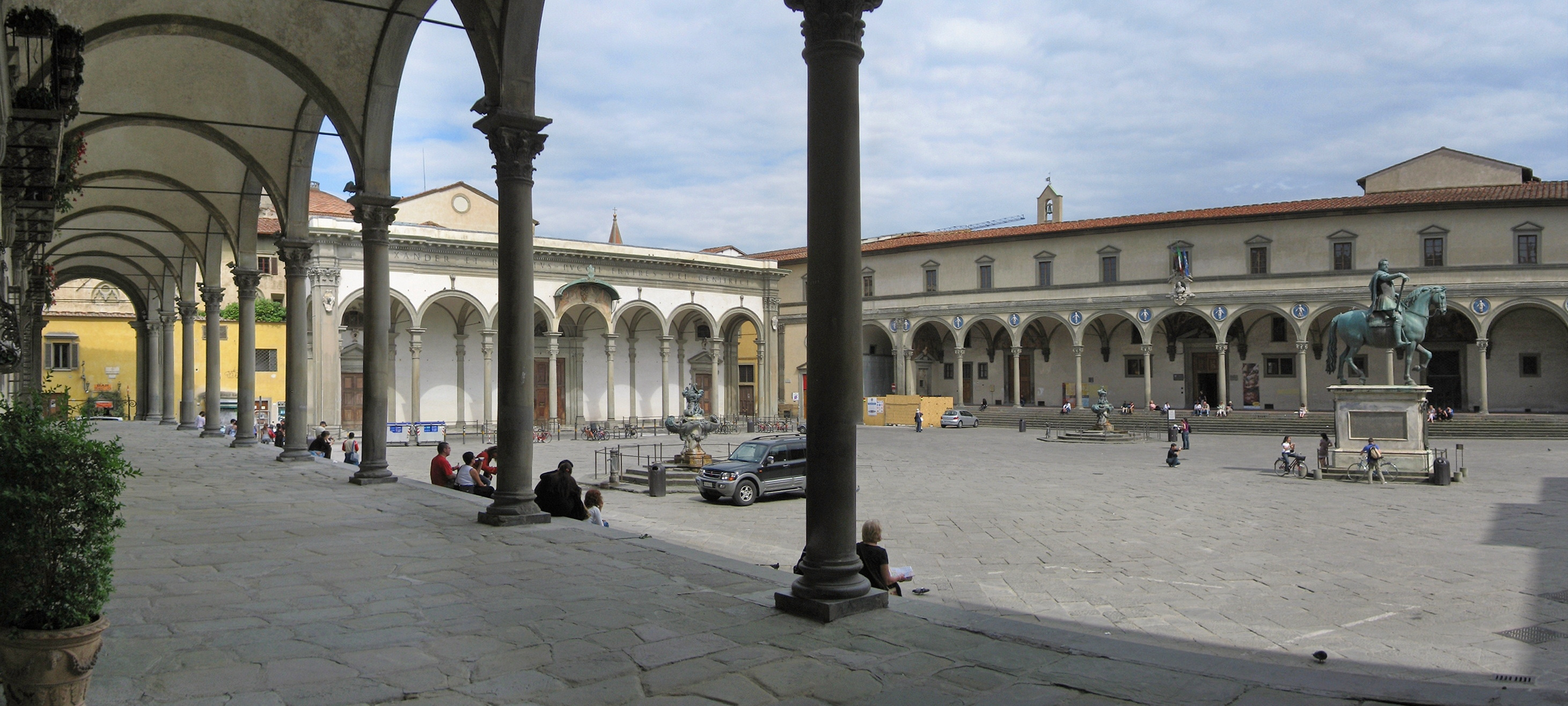
Piazza della Santissima Annunziata

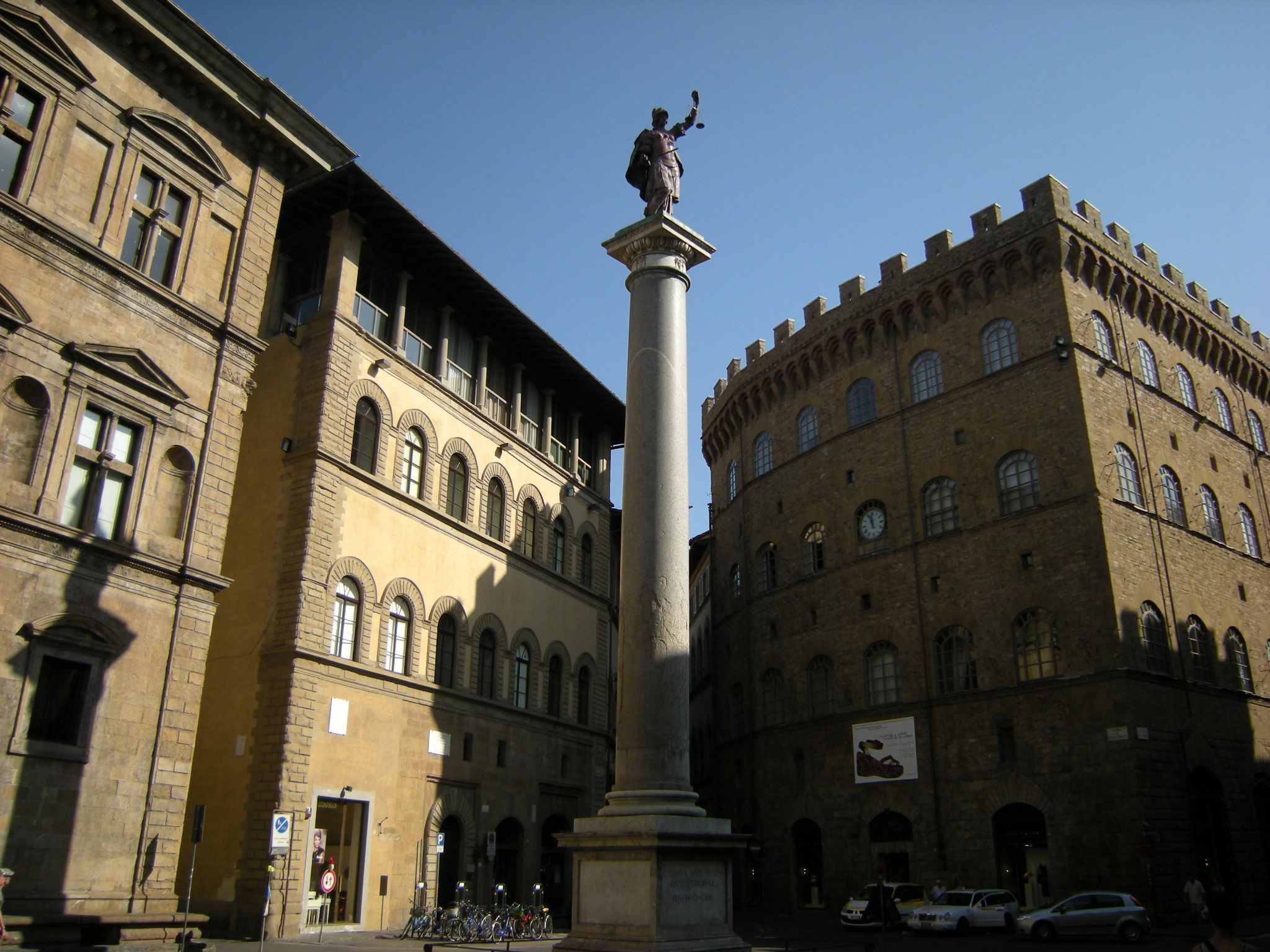
Piazza Santa Trinita

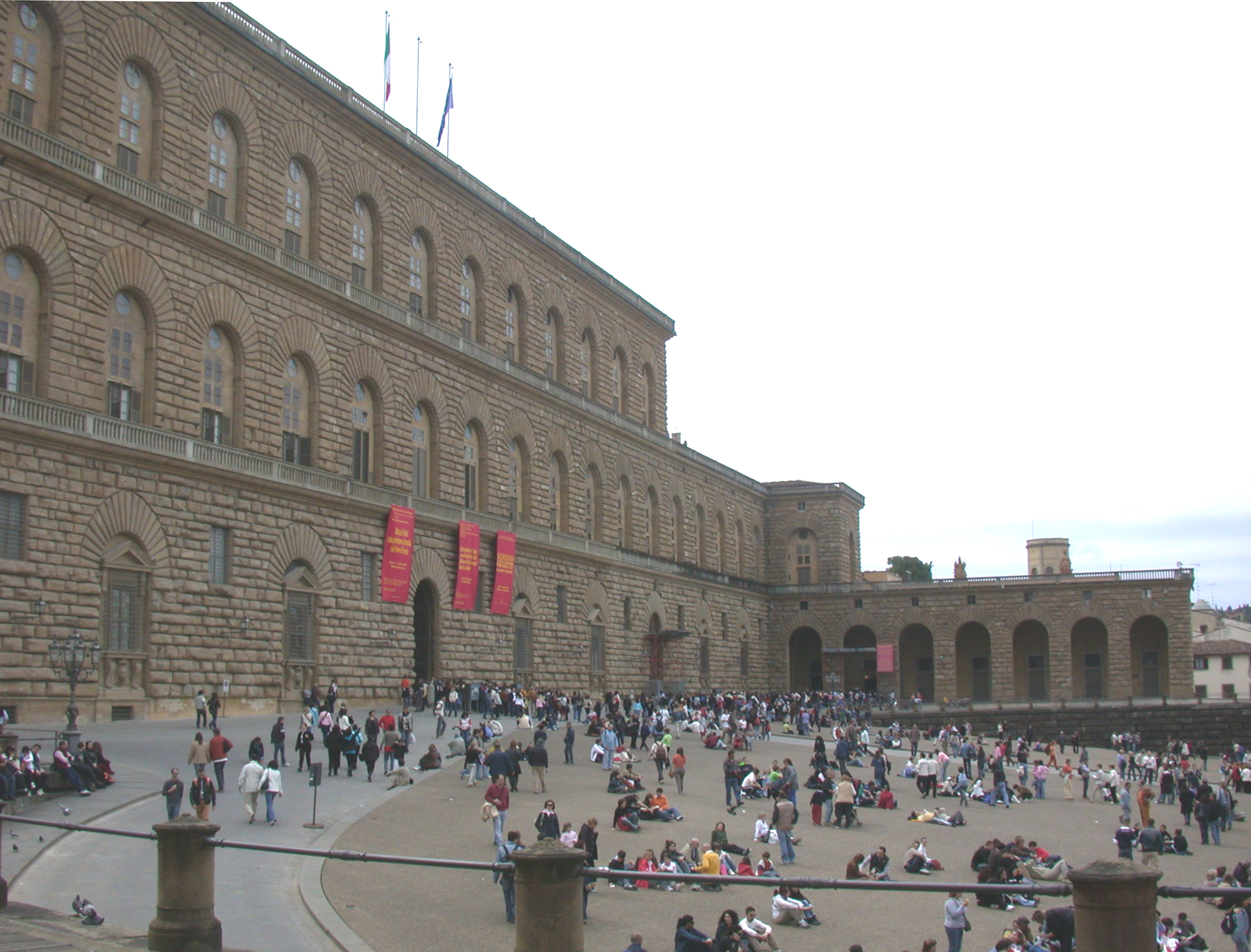
Piazza de' Pitti

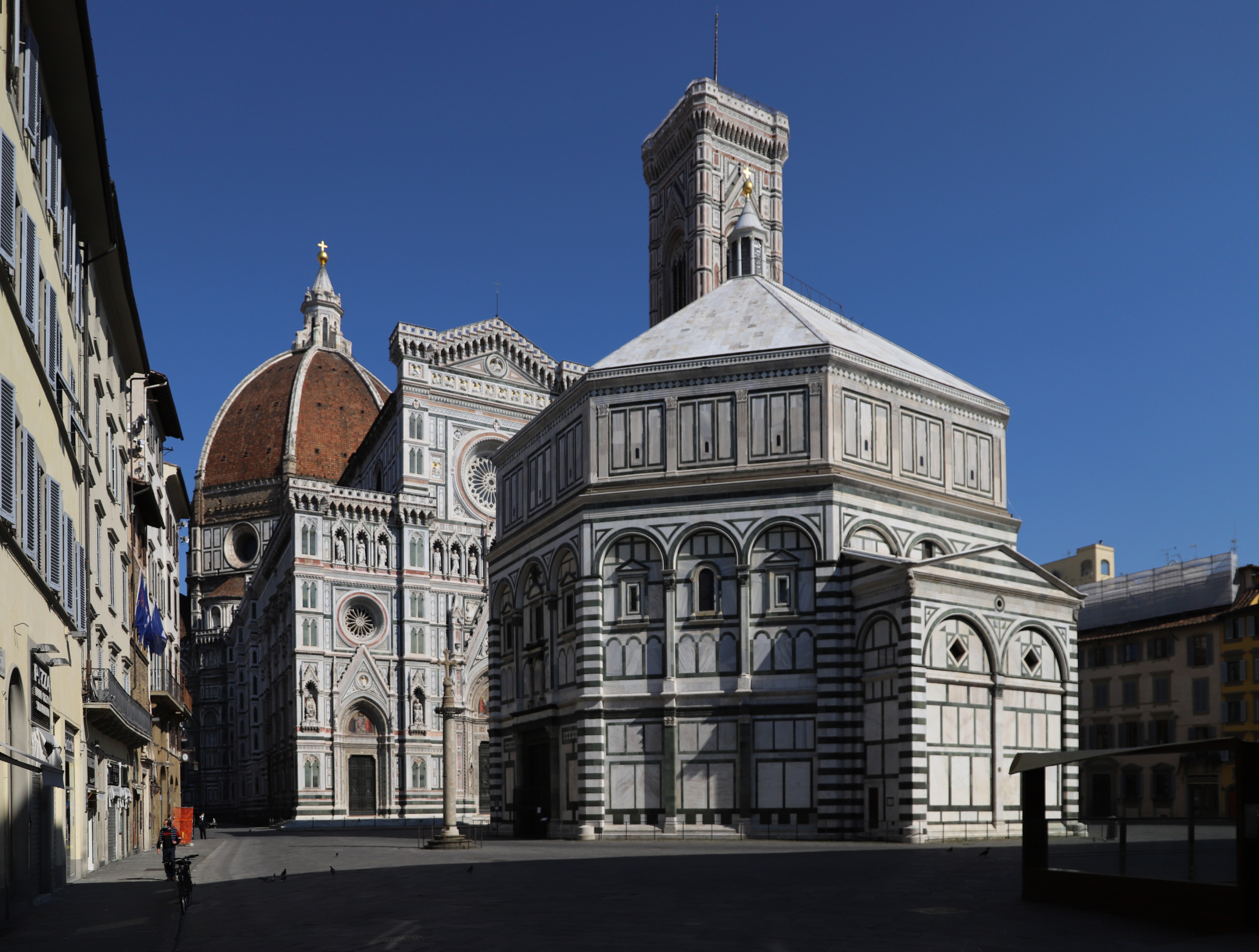
Piazza San Giovanni

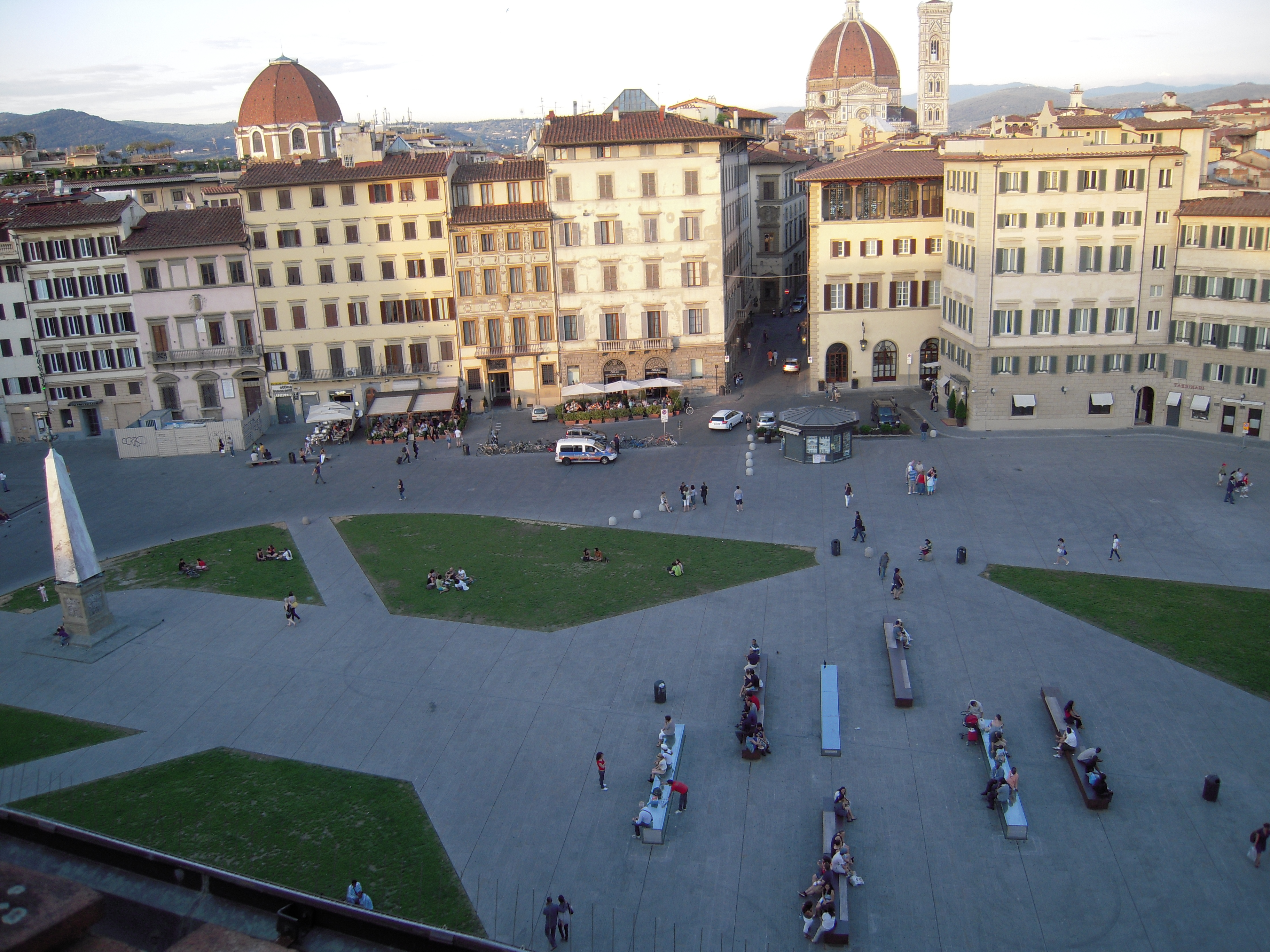
Piazza Santa Maria Novella

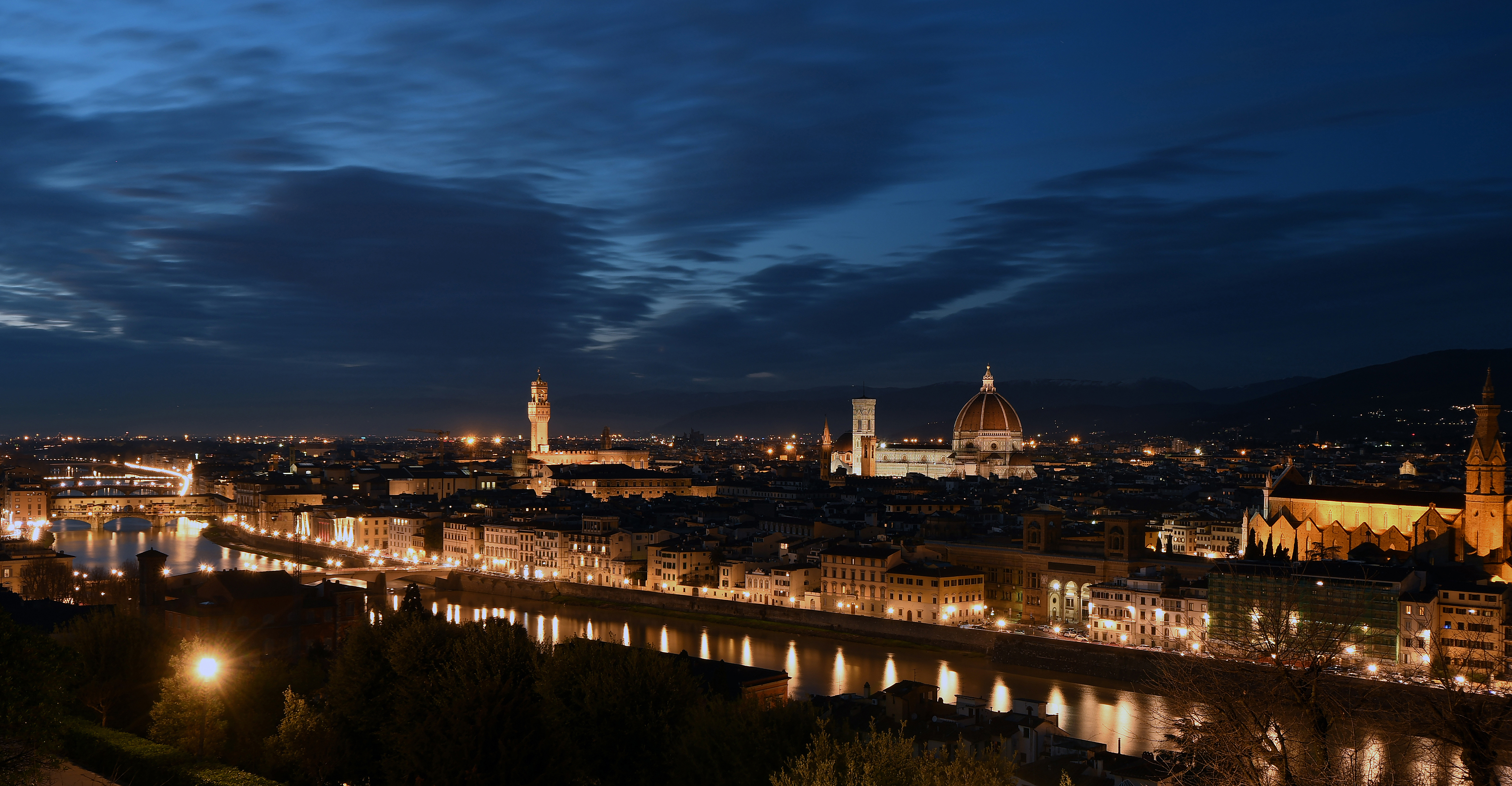
Firenze di notte vista dal Piazzale Michelangelo

Piazza della SignoriaÈ la piazza centrale di Firenze, sede del potere civile con Palazzo Vecchio e cuore della vita sociale della città. È l'unica piazza al mondo a ospitare una straordinaria serie di capolavori di scultura carichi di messaggi politici, che dovevano ispirare i governatori della città. Nella grande piazza troviamo numerose opere d'arte, come le statue nella Loggia dei Lanzi, la statua equestre a Cosimo I de' Medici, le statue poste davanti a Palazzo Vecchio come una copia del David di Michelangelo, il Nettuno, il Marzocco di Donatello, Ercole e Caco e molte altre. Si trova a fianco del piazzale della Galleria degli Uffizi.
Piazza del DuomoÈ uno dei complessi monumentali più famosi d'Italia, con la Cattedrale di Santa Maria del Fiore e la Cupola del Brunelleschi, il Campanile di Giotto e il Battistero di San Giovanni, oltre che agli splendidi palazzi e musei che vi si affacciano, come il Palazzo Arcivescovile, il Museo dell'Opera del Duomo, la Loggia del Bigallo, il palazzo dei Canonici e molti altri. La parte ovest dove è situato il Battistero prende il nome di piazza San Giovanni.
Piazza della RepubblicaÈ una piazza di stile ottocentesco con forma rettangolare grande circa 75 m per 100 m; rappresenta il "salotto buono" della città, con i grandi caffè storici e alberghi di lusso, i grandi palazzi dal notevole livello architettonico che vi si affacciano e la galleria commerciale; oggi è a uso pedonale e costituisce il più elegante fulcro della zona turistico-commerciale della città.
Piazza Santa CroceDominata dall'omonima basilica, essendo molto grande e di forma regolare, nel Rinascimento come in epoca moderna divenne il luogo ideale per giostre cavalleresche, feste, spettacoli e gare popolari, come il calcio in costume, che ancora oggi vi si tiene ogni giugno. È sede di varie manifestazioni, eventi e spettacoli oltre che vivaci mercatini nel periodo natalizio. Vi si affacciano il Palazzo dell'Antella e il Palazzo Cocchi-Serristori, oltre ai numerosi negozi di lavorazione artigianale di prodotti in pelle. Davanti alla basilica è posta la grande statua dedicata al concittadino Dante Alighieri.
Piazza San LorenzoÈ dominata dall'omonima basilica, mentre si staglia sullo sfondo la grande cupola della Cappella dei Principi, la seconda della città per grandezza dopo l'immensa Cupola del Brunelleschi (la più grande mai costruita) che si scorge nel panorama cittadino anche da piazza San Lorenzo. Questa piazza è famosa per il vivace mercato che vi si tiene tutti giorni, oltre a ospitare la Biblioteca Medicea Laurenziana e la statua di Giovanni delle Bande Nere. Tramite via de' Gori la piazza è collegata al Palazzo Medici Riccardi in via Cavour.
Piazza Santa Maria NovellaDominata dalla splendida facciata dell'omonima chiesa, è una delle piazze principali di Firenze. È antistante a piazza della Stazione, a cui si accede da via degli Avelli.
Piazza della Santissima AnnunziataÈ una delle piazze più belle e stilisticamente armoniose non solo della città, ma di tutta Italia, forse primo esempio europeo di pianificazione urbanistica. Su di essa si affaccia l'omonima basilica, lo Spedale degli Innocenti del Brunelleschi, la Loggia dei Servi di Maria, Palazzo Budini Gattai e il Museo archeologico nazionale.
Piazza Santo SpiritoÈ una delle più tipiche e vivaci piazze del quartiere di Oltrarno. Sede frequente di mercati e mercatini, è anche ricca di ristoranti e locali notturni, che fanno sì che sia una dei punti di ritrovo preferiti dei fiorentini.
Piazzale MichelangeloRappresenta il più famoso punto di osservazione del panorama cittadino di Firenze, riprodotto in innumerevoli cartoline e meta obbligata dei turisti in visita alla città. Ospita diverse manifestazioni, concerti ed eventi come, per esempio, MTV TRL).
Piazza San MarcoSituata nella zona nord del centro storico e, contornata da eleganti palazzi è dominata dalla facciata della chiesa e convento di San Marco. La piazza si incrocia con via Cavour che la collega a piazza del Duomo a un estremo e piazza della Libertà all'altro tramite via Cesare Battisti è collegata a piazza SS Annunziata. Su di essa si affacciano gli uffici centrali del Rettorato dell'Università degli Studi di Firenze e Accademia di Belle Arti.

#### Vie e viali

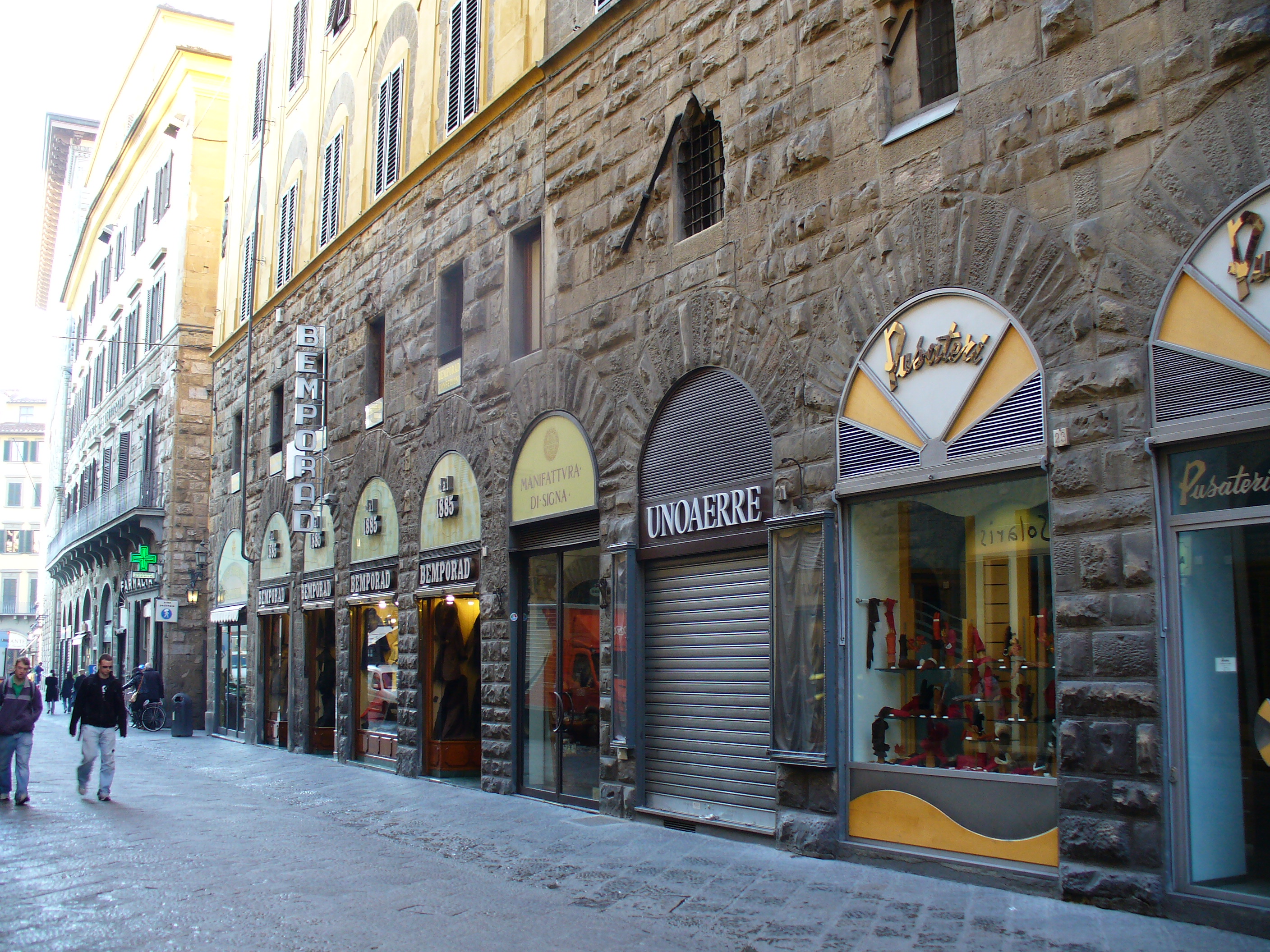
Via dei Calzaiuoli

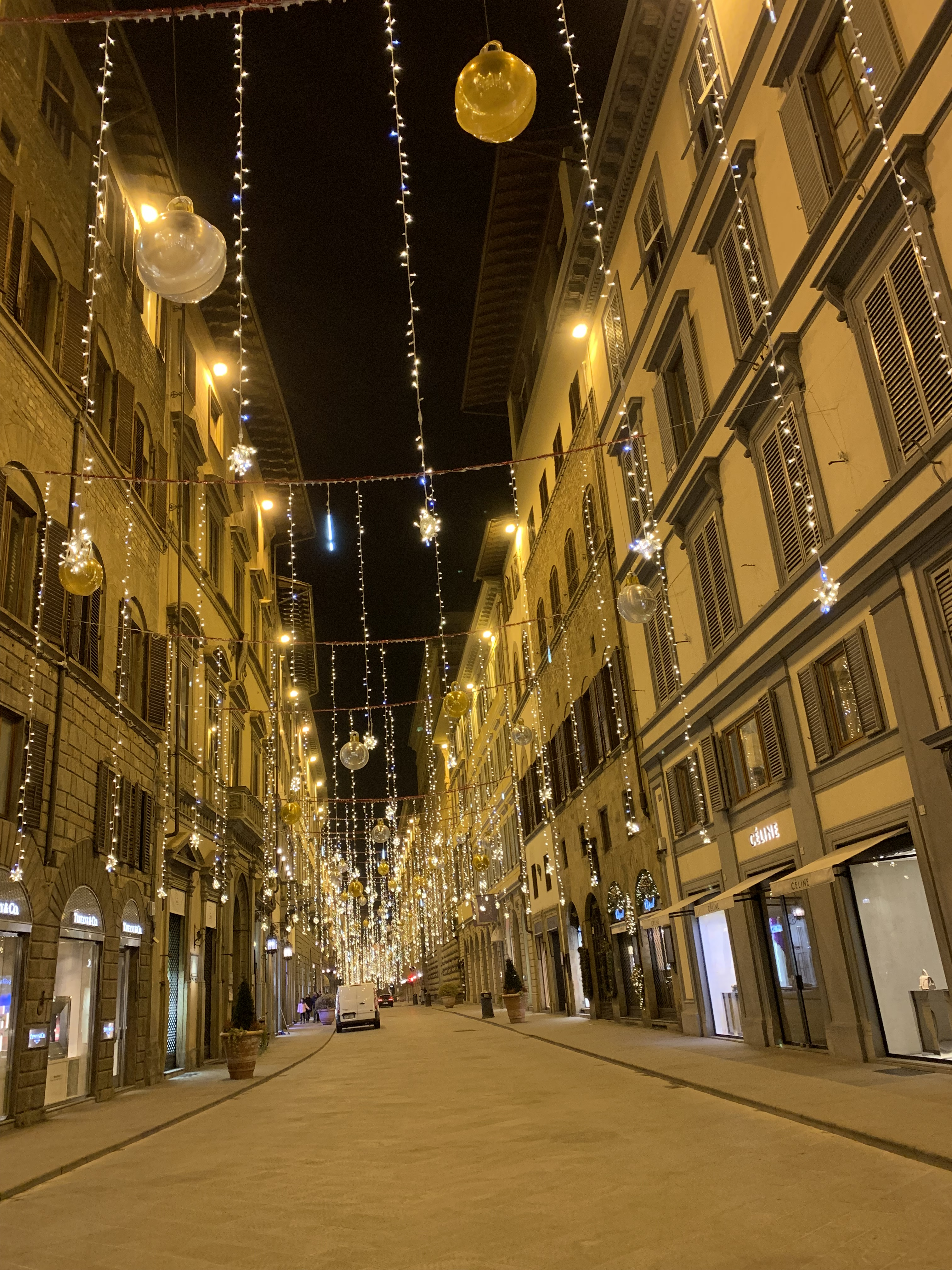
Via de' Tornabuoni di sera

Via dei CalzaiuoliÈ la via più centrale e tra le più eleganti di Firenze, meta costante di un intenso traffico pedonale, lungo i suoi lati si trovano molti dei negozi più eleganti della città. Parallela a via Roma e collegata a Piazza della Repubblica da via degli Speziali, questa via si snoda da piazza San Giovanni a piazza della Signoria.
Via de' TornabuoniÈ una lussuosa strada del centro storico che si caratterizza per la presenza delle migliori boutique di stilisti di alta moda e di gioielleria, su cui si affacciano numerosi palazzi storici, tra cui palazzo Strozzi. La strada va da piazza Antinori al ponte Santa Trinita, attraversando piazza Santa Trinita. Insieme a via della Vigna Nuova e via degli Strozzi forma un distretto commerciale di lusso, nel centro di Firenze.
Via GhibellinaÈ una delle vie più lunghe del centro di Firenze e conta vari monumenti dal palazzo del Bargello a palazzo Borghese, alla Badia Fiorentina, al Teatro Verdi (Firenze) e a Casa Buonarroti. La via si snoda dal palazzo del Bargello fino ad arrivare all'archivio di stato sui viali di Circonvallazione.
Via CavourÈ una delle principali vie della zona nord del centro della città e su di essa si affacciano numerosi palazzi come il Palazzo Medici Riccardi, sede della Provincia di Firenze, la Biblioteca Marucelliana e molti altri edifici storici. La via permette da piazza San Giovanni di raggiungere piazza San Marco e, proseguendo, di giungere a Piazza della Libertà.
Via de' CerretaniÈ un'ampia via del centro storico che da piazza della Stazione, tramite via Panzani, porta a piazza San Giovanni. Su questa via si affacciano numerose attività commerciali e palazzi di notevole livello architettonico come, per esempio, il palazzo Del Bembo o la chiesa di Santa Maria Maggiore.
LungarniTagliano in due il centro storico, e vi si affacciano numerosi luoghi di interesse come il Corridoio vasariano e gli Uffizi, il Parco delle Cascine, la Biblioteca Nazionale Centrale, il Ponte alle Grazie, la Chiesa di San Frediano in Cestello, Piazza Demidoff, oltre che alle varie torri. I principali lungarni di Firenze sono il Lungarno degli Acciaiuoli, Lungarno Corsini, Lungarno Diaz, Lungarno Torrigiani, Lungarno delle Grazie, Lungarno della Zecca Vecchia, Lungarno Vespucci, Lungarno Soderini, Lungarno Guicciardini, Lungarno Serristori e il Lungarno Benvenuto Cellini.
Viale dei ColliAttraversa i colli che cingono il quartiere centrale di Oltrarno e porta a piazzale Michelangelo, concepito come una grandiosa terrazza panoramica su Firenze. Lungo il viale si incontrano giardini con gazebo e chalet e, adiacenti a piazzale Michelangelo, si trovano il Giardino delle Rose e il Giardino dell'Iris.
Viali di CirconvallazioneSono una serie di viali di grandi dimensioni (da quattro fino a sei corsie per senso di marcia) che circondano il centro di Firenze sulla sponda a nord dell'Arno, ispirati ai boulevard di Parigi furono costruiti durante il periodo in cui Firenze era capitale d'Italia. I viali principali sono Viale Filippo Strozzi, Viale Spartaco Lavagnini, Viale Fratelli Rosselli, Viale Giacomo Matteotti, Viale Antonio Gramsci, Viale Giovanni Amendola e Viale della Giovine Italia.

#### Lapidi della Divina Commedia

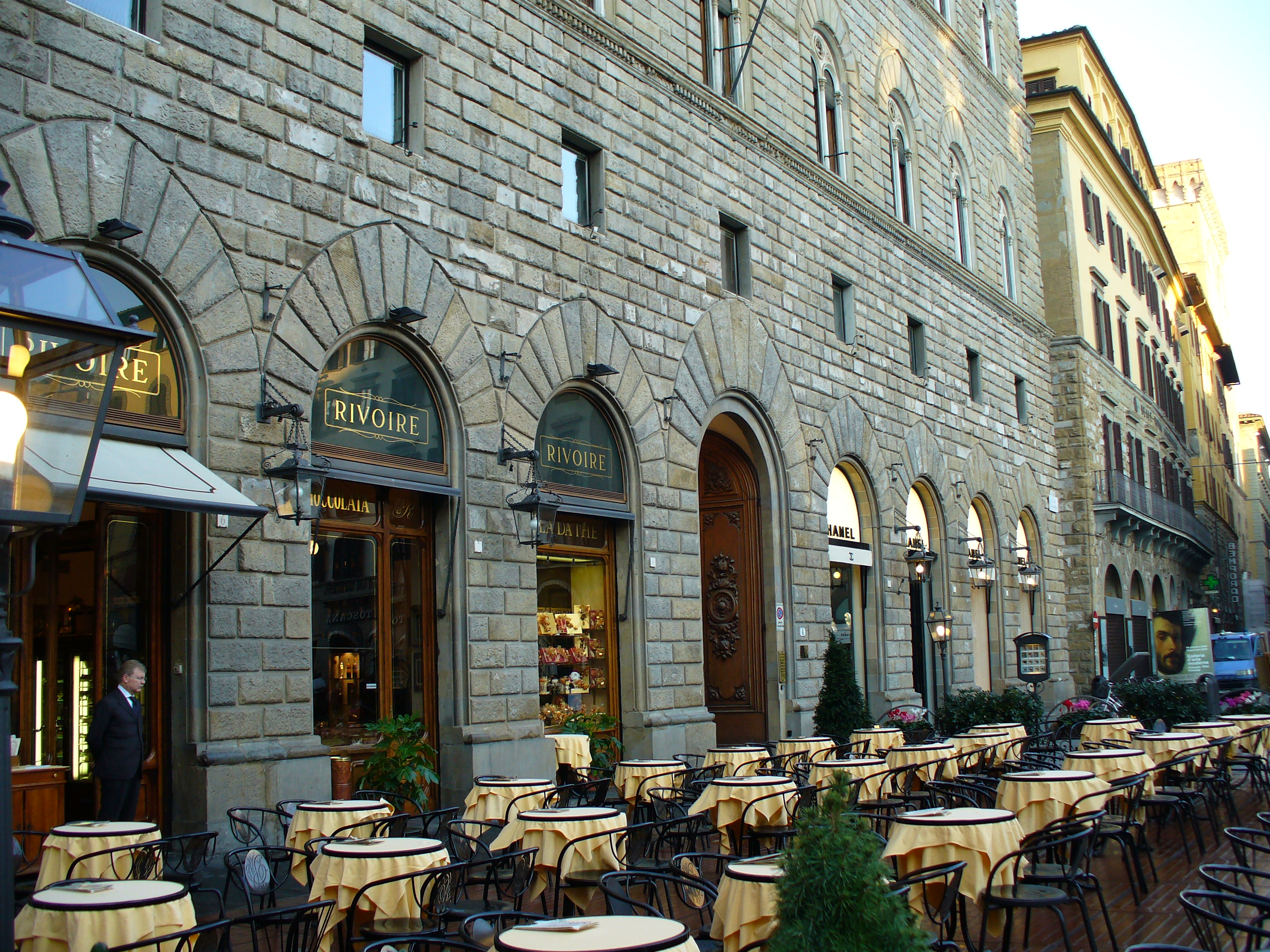
Café Rivoire

Nella città di Firenze sono collocate trentaquattro "lapidi della Divina Commedia" lungo le facciate di alcuni palazzi. Esse passano in rassegna i principali eventi della città e dei suoi illustri cittadini.

#### Caffè storici
Firenze conta diverse attività storiche come i caffè concerto, soprattutto nel centro, punto di ritrovo per artisti, letterati e uomini di cultura, tra i quali i Futuristi e nelle quali si formarono nuove correnti artistiche fiorentine, come quella dei Macchiaioli.
In uno di questi, il Caffè Casoni, oggi Caffè Giacosa Cavalli, venne ideato dal conte Camillo Negroni l'omonimo cocktail Negroni. Tra i principali caffè storici della città, si possono citare il Caffè Gilli, Paszkowski e il Caffè Le Giubbe Rosse, in piazza della Repubblica, il caffè Rivoire in Piazza della Signoria, il Gran Caffè Doney e Procacci in via de' Tornabuoni, il caffè Robiglio in via dei Servi. Nel 2011 è stato aperto a Firenze l'Hard Rock Cafe.

### Architetture militari

#### Mura, torri e porte

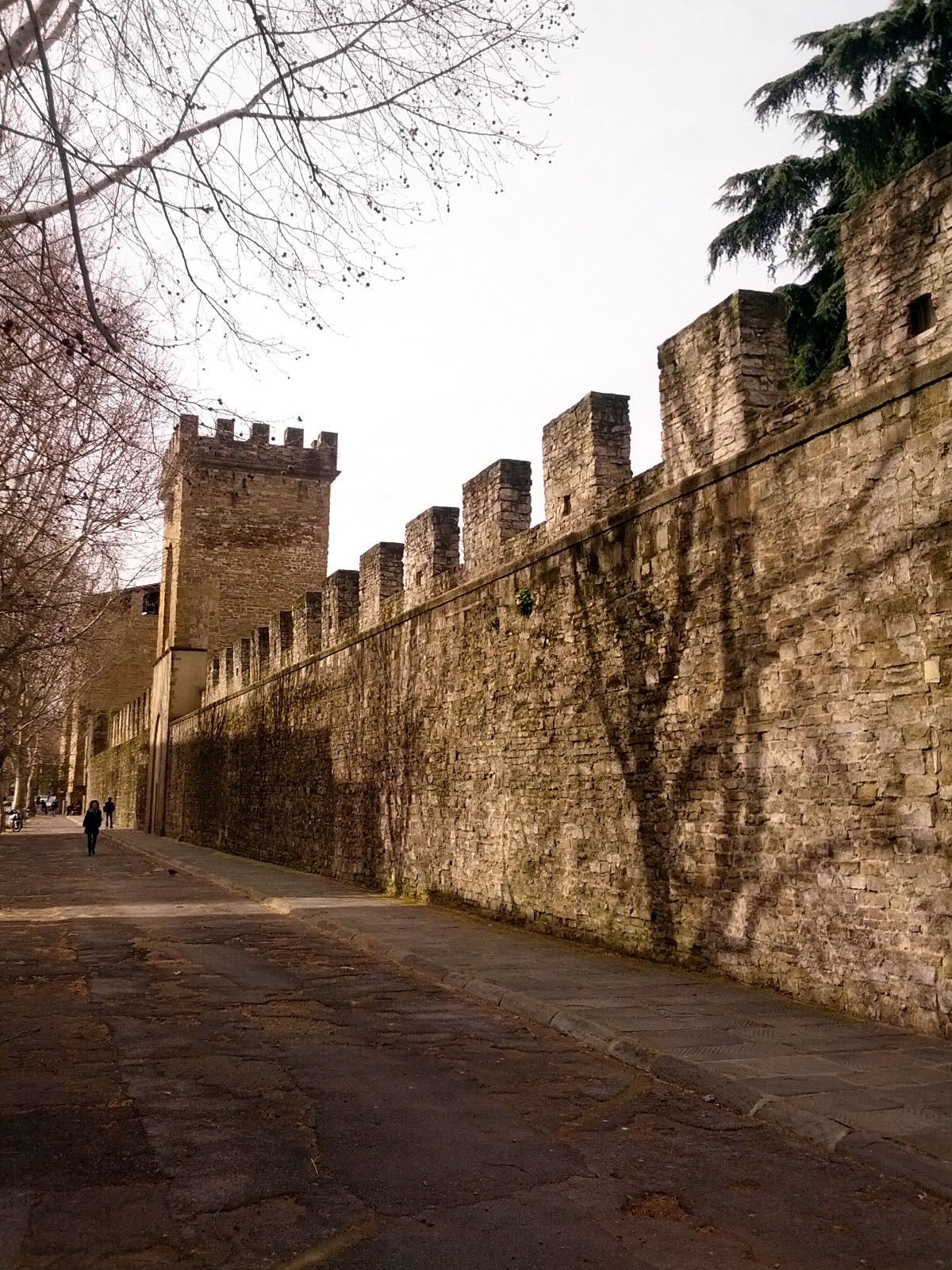
Mura di Santa Rosa

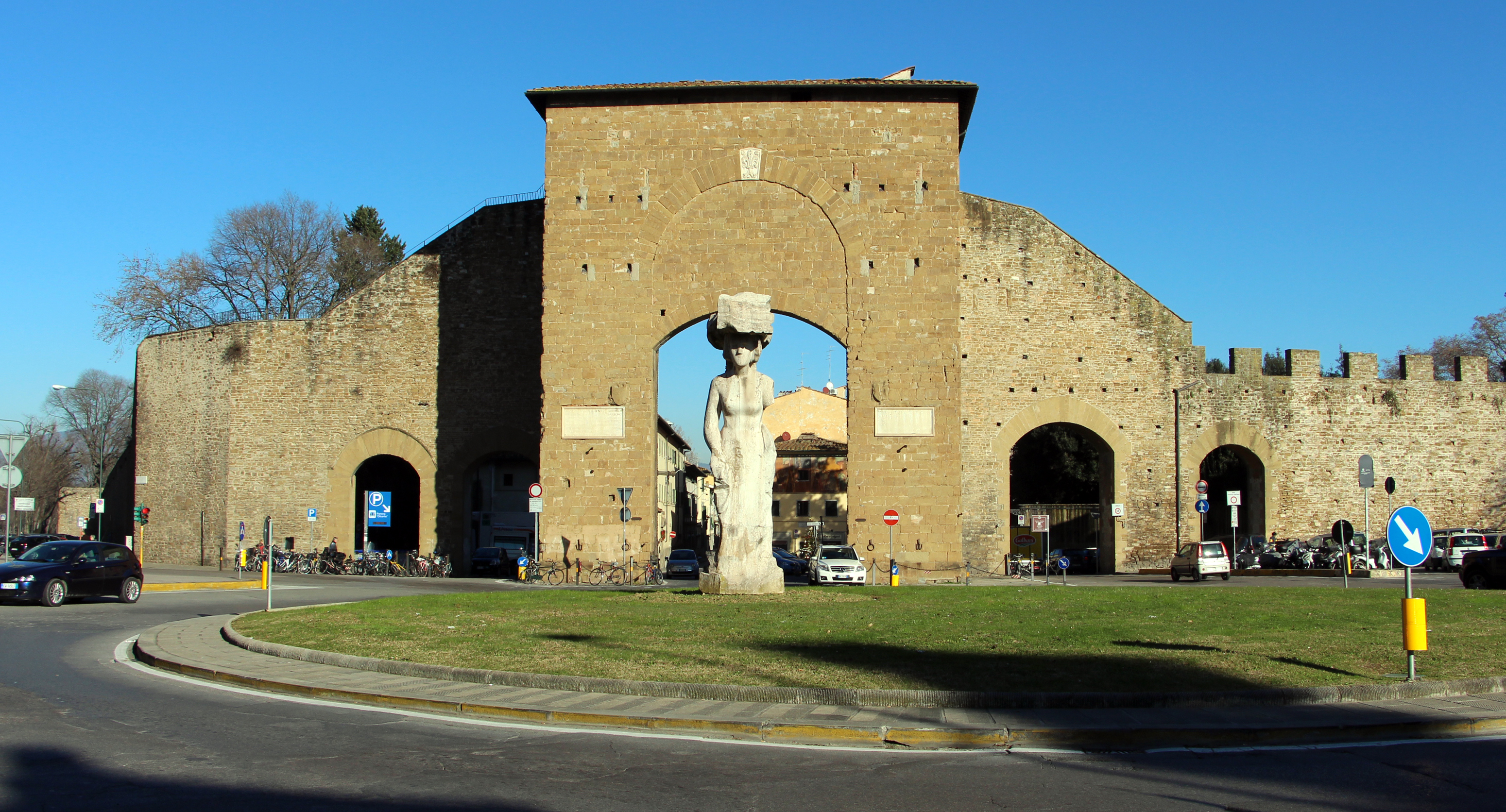
Porta Romana

Le mura di Firenze sono l'antica cerchia difensiva della città. Create con la città stessa, si sono contati sei tracciati diversi, l'ultimo dei quali risale alla metà del Cinquecento.
Nelle mura sono anche presenti varie porte e torri.
Porta RomanaÈ la porta più a sud delle mura di Firenze, posta sulla via per Siena e per Roma (ovvero sulla via Cassia).
Porta San FredianoFa parte delle mura di Firenze e si trova nel quartiere di Oltrarno, nella zona più a ovest che prende il nome dal borgo omonimo, edificata sulla via per Pisa.
Porta San GiorgioFa parte delle mura di Firenze e si trova nel quartiere di Oltrarno tra via San Leonardo e la Costa San Giorgio. Da qui parte il più lungo tratto esistente di mura cittadine.
Porta San MiniatoFa parte della cerchia di mura di Firenze e si trova in Oltrarno, in particolare nella zona di San Niccolò, tra Via San Miniato e via Monte alle Croci. Il nome deriva dal fatto che da qui parte la strada per arrivare alla chiesa di San Miniato al Monte.
Porta alla CroceÈ una delle porte monumentali superstiti delle Mura duecentesche di Firenze. Si trova in piazza Beccaria, una delle isole di traffico create nell'Ottocento con i viali di Circonvallazione.

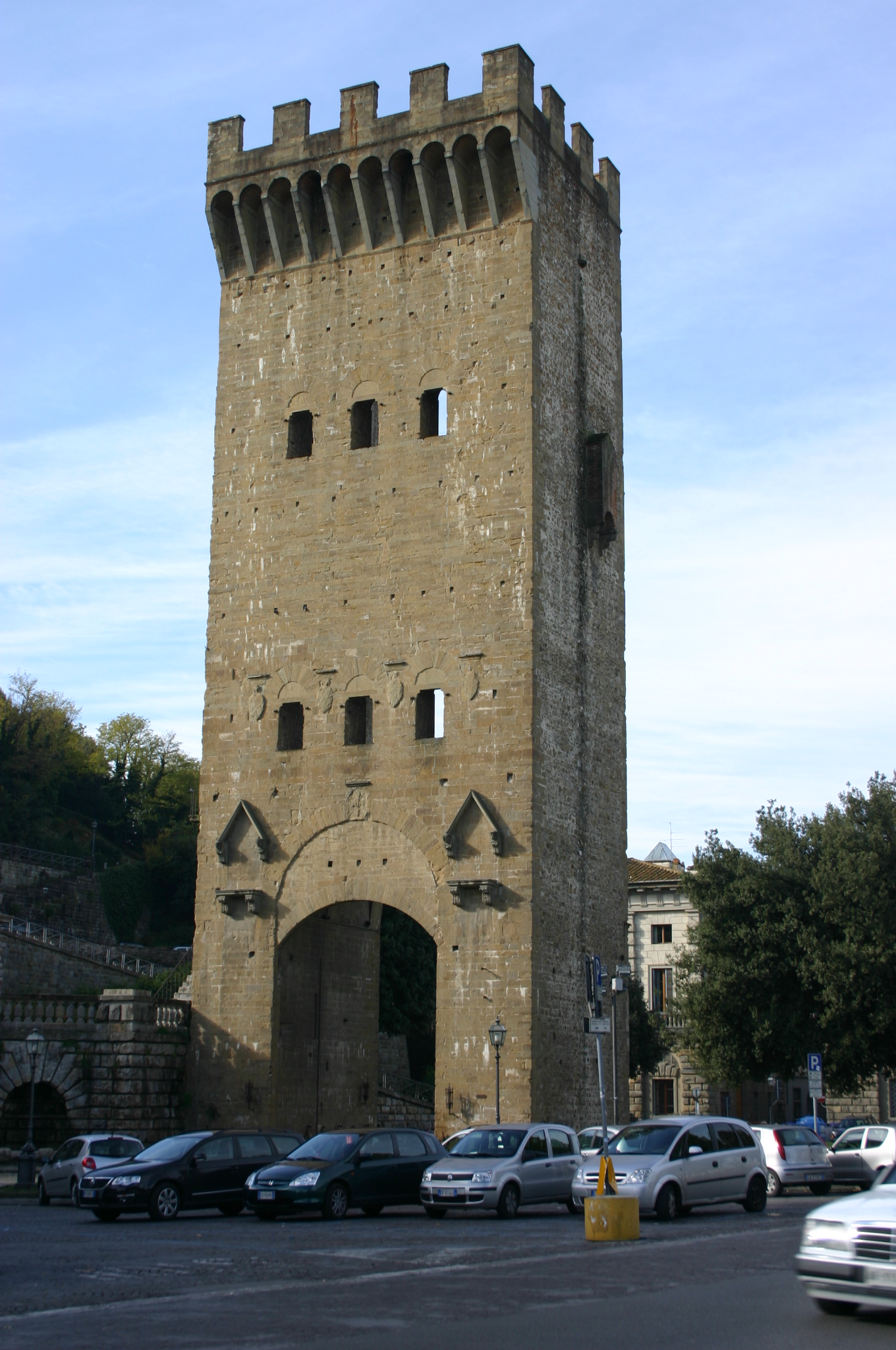
Porta San Niccolò

Porta San GalloFa parte delle Mura di Firenze e si trova in Piazza della Libertà, dirimpetto all'Arco di Trionfo.
Porta al PratoFa parte delle Mura di Firenze e si trova al centro di un piazzale molto trafficato sui viali di Circonvallazione cittadini, dove convergono il viale Fratelli Rosselli, la via Ponte alle Mosse, viale Belfiore e Il Prato.
Torre della ZeccaChiudeva le mura di Firenze verso l'Arno a est, per questo si può parlare di "torre terminale". Oggi si trova isolata in mezzo a uno svincolo stradale dei viali di Circonvallazione in testa all'omonimo Lungarno della Zecca Vecchia.

#### Fortezze
Fortezza da BassoCircondata dai viali di Circonvallazione e vicina alla grande stazione di Santa Maria Novella, è la maggiore opera di fortificazione alla moderna con annessi Giardini della Fortezza, inserita nelle mura trecentesche di Firenze, oggi sede di numerosi convegni, riunioni, concerti, discoteche e iniziative nazionali e internazionali.
Forte BelvedereUna delle fortezze di Firenze, oltre a un celebre punto panoramico e pregevole opera architettonica della città. Posto nel punto più alto della collina di Boboli, vi si accede dalla costa San Giorgio, da via Belvedere o da via San Leonardo.

### Aree naturali

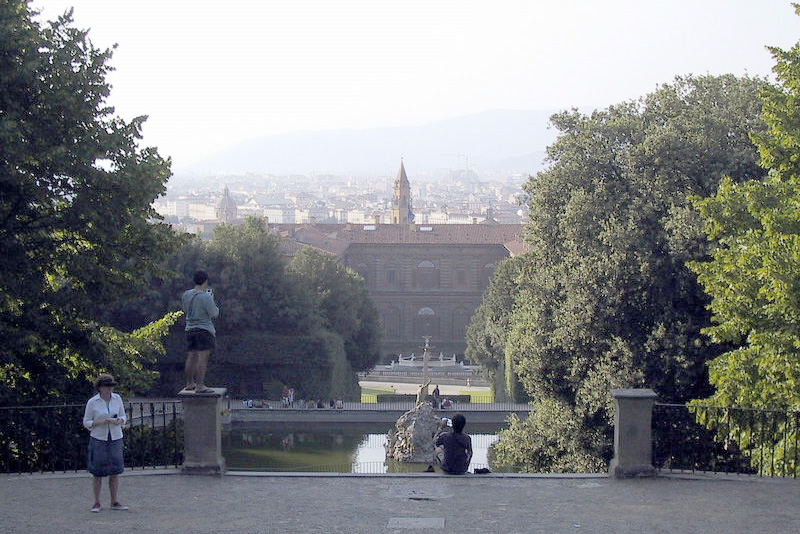
Giardino di Boboli

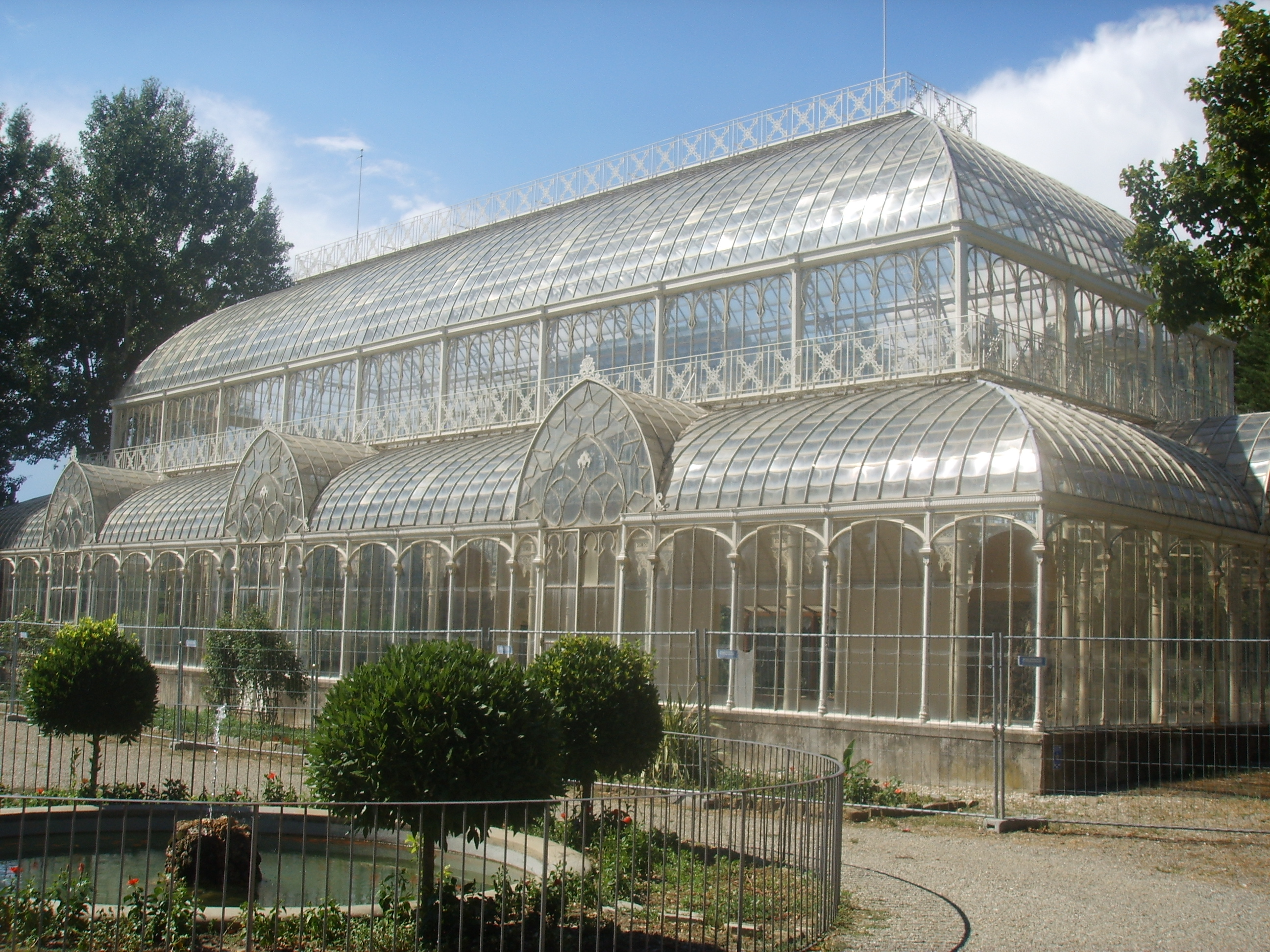
Giardino dell'Orticoltura

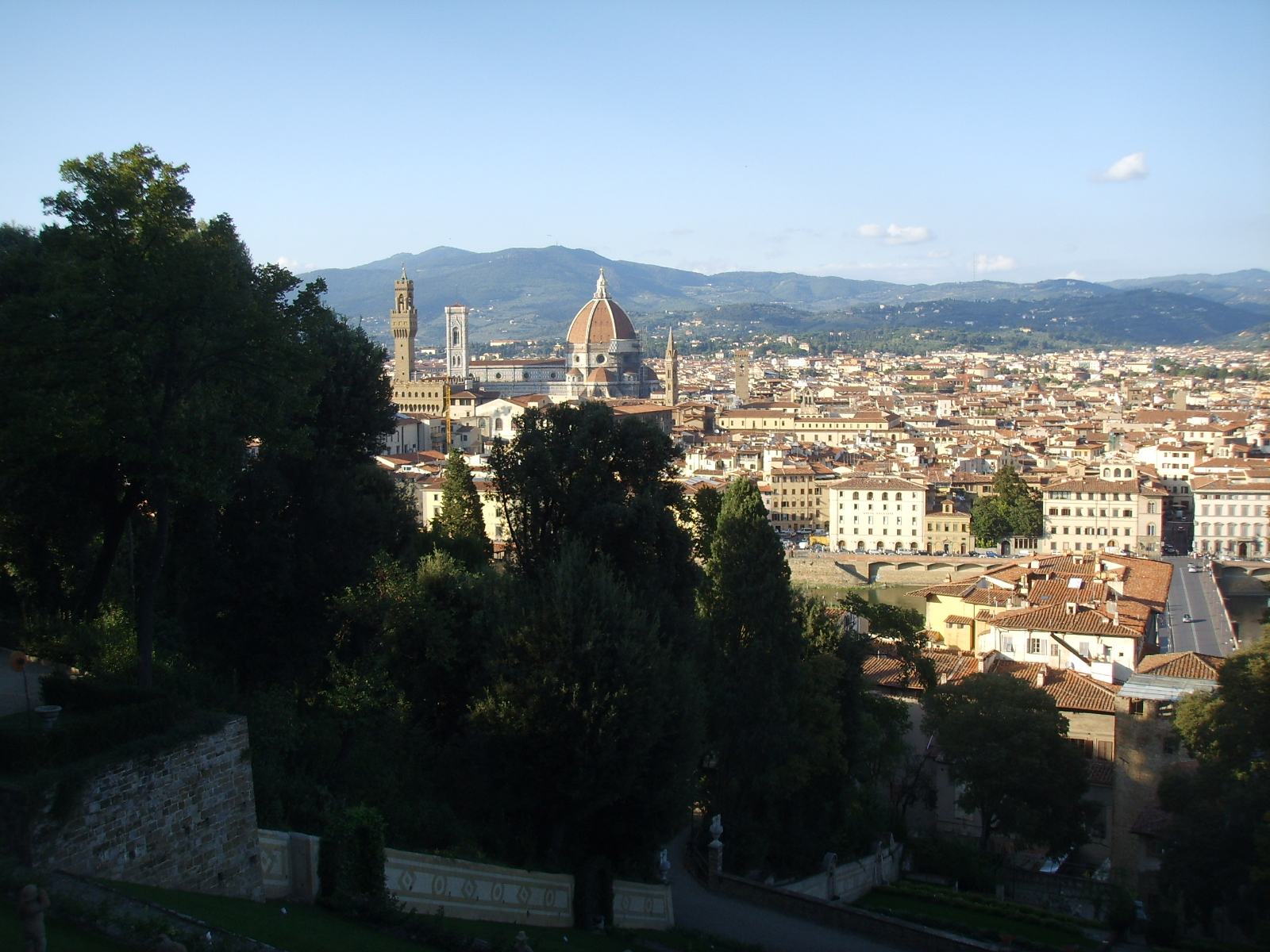
Giardino Bardini

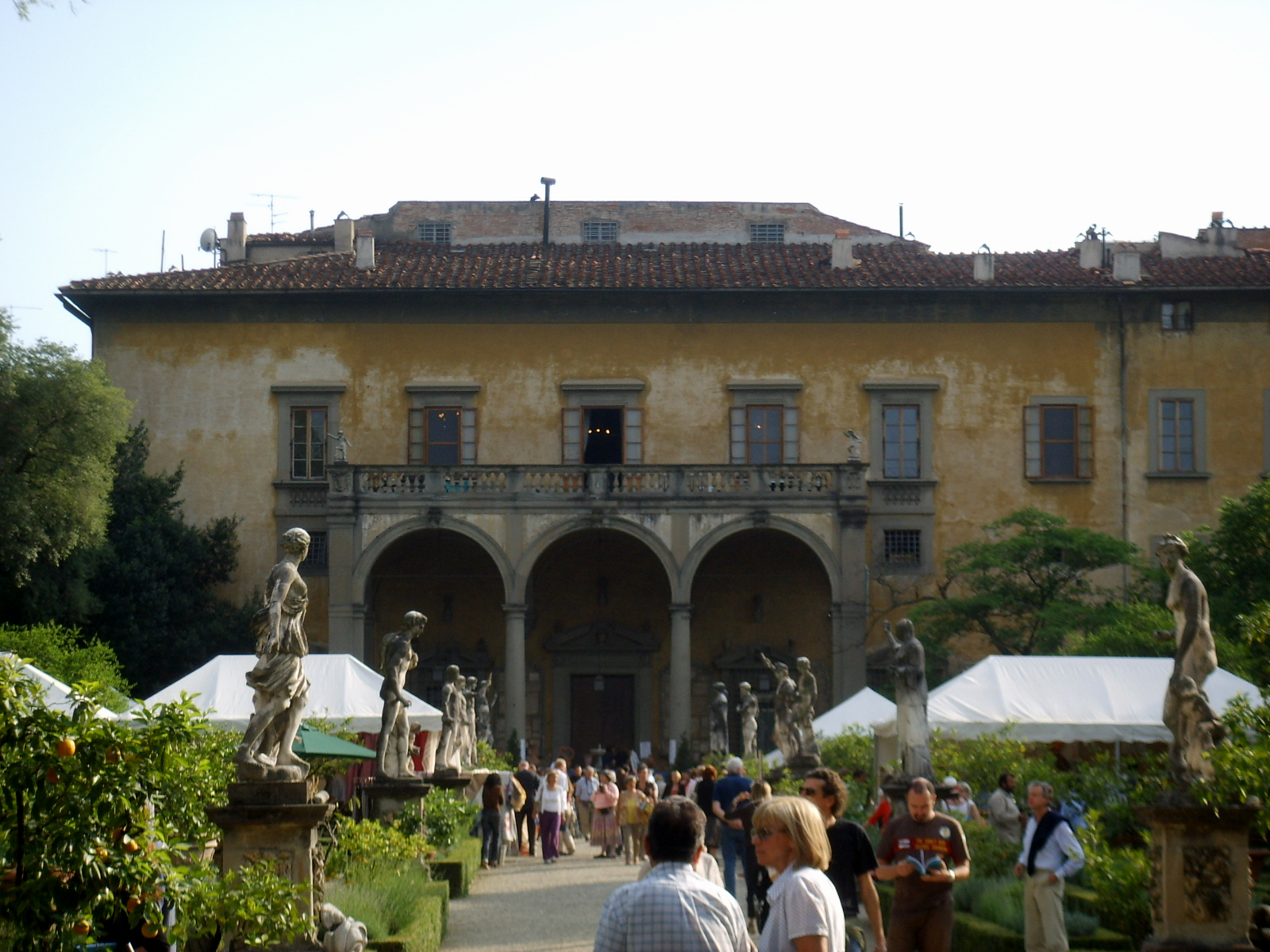
Giardino Corsini

Giardino di BoboliCon i suoi 45 ettari, è uno dei più grandi esempi di giardino storico in Italia, connesso con Palazzo Pitti e con il Forte Belvedere. Il giardino, che accoglie ogni anno oltre 800 000 visitatori, è notevole oltre che per il valore storico e paesaggistico, anche per la sua collezione di sculture, che vanno dalle antichità romane al XVI e XVII secolo.
Giardino BardiniSi estende attorno all'omonima villa sulle colline meridionali della città, non lontano dal Forte Belvedere all'area sommitale del Giardino di Boboli. Buona parte del parco è ben visibile dal piazzale Michelangelo. Sia il parco che la villa sono stati aperti al pubblico nel giugno 2007 a seguito di un lunghissimo intervento di recupero che ha riportato l'intero complesso agli antichi splendori.
Parco delle Cascinedetto anche più comunemente Le Cascine, con i suoi 160 ettari è il più grande parco pubblico di Firenze; ha inizio dall'attuale piazza Vittorio Veneto per arrivare fino sotto al ponte all'Indiano delimitato naturalmente dal fiume Arno dal torrente Mugnone e dal canale Macinante. Frequentatissimo luogo di sport conta numerose strutture sportive tra le quali campi da tennis, campi da calcio, un velodromo, un tiro a segno, un tiro con l'arco, piscine e due ippodromi. Oltre che a locali e discoteche, ospita il monumento al principe indiano Rajaram Chuttraputti, la statua in bronzo del Re Vittorio Emanuele II a cavallo, la Piramide delle Cascine, l'anfiteatro e la Scuola militare aeronautica Giulio Douhet. Nell'agosto 2013, nei locali delle ex scuderie in Piazzale delle Cascine venne inaugurato un nuovo centro visite con lo scopo di fornire informazioni sul parco e migliorarne la fruibilità.
Giardino delle RoseÈ un grazioso parco nella zona di Oltrarno sottostante al Piazzale Michelangelo verso ovest, in Viale Giuseppe Poggi.
Giardino dell'IrisÈ un'area verde della collina sul lato orientale di Piazzale Michelangelo. È aperto al pubblico solo nel mese di maggio, quando gli iris del concorso internazionale annualmente organizzato sono in fiore.
Giardino dei SempliciÈ una sezione del Museo di Storia Naturale dell'Università degli Studi di Firenze. Terzo orto botanico più antico d'Italia, ha ospitato senza soluzione di continuità specie rare ed esotiche fin dalla sua fondazione nel 1545.
Giardino dell'OrticolturaSituato nella zona del Ponte Rosso, nella parte nord di Firenze che ha ospitato esposizioni nazionali e mostre prestigiose. Oltre alla Loggetta Bondi, nel giardino si trovano anche una serra in ferro e vetro di grandi dimensioni che non aveva precedenti in Italia quando fu costruita; dal giardino si accede anche al Giardino degli orti del Parnaso in cui ha sede il Giardino dei Giusti.
Giardino TorrigianiSi tratta di un grande parco all'interno delle mura fiorentine, in stato di conservazione ottimale e costituisce un esempio tipico dello stile romantico che contrassegnò i giardini all'inizio dell'Ottocento. Al suo interno si trovano tra le varie cose anche la Grotta di Merlino, il Gymnasium e il torrino.
Giardini della FortezzaDetti anche del Vascone, posti in una posizione molto centrale della città e del trasporto urbano, si trovano sul lato est della Fortezza da Basso, tra i bastioni della fortezza e i viali di Circonvallazione, cui viale Filippo Strozzi li contorna per buona parte. Furono progettati da Giuseppe Poggi nell'ambito del risanamento di Firenze quando diventò capitale d'Italia.

## Società

### Evoluzione demografica
Abitanti censiti

### Statistiche demografiche
Popolazione residente suddivisa per quartiere e per sesso (Giugno 2025).
| Quartiere | Maschi  | Femmine | Totale  | di cui Stranieri |
| --------- | ------- | ------- | ------- | ---------------- |
| 1         | 29 929  | 32 589  | 62 518  | 14 111           |
| 2         | 41 234  | 48 183  | 89 417  | 11 587           |
| 3         | 18 464  | 21 480  | 39 944  | 4 783            |
| 4         | 31 581  | 34 975  | 66 556  | 8 674            |
| 5         | 50 754  | 55 647  | 106 521 | 20 082           |
| Totale    | 172 082 | 192 874 | 364956  | 59 237           |

Popolazione residente suddivisa per quartiere e classe di età (Giugno 2025).
| Classe età | Q1     | Q2     | Q3     | Q4     | Q5      | Totale  |
| ---------- | ------ | ------ | ------ | ------ | ------- | ------- |
| 0-14       | 6 014  | 9 252  | 3 947  | 7 051  | 11 254  | 37 520  |
| 15-64      | 40 619 | 54 399 | 24 354 | 40 756 | 67 466  | 227 594 |
| 65 e oltre | 15 883 | 25 766 | 11 643 | 18 749 | 27 801  | 99 842  |
| Totale     | 62 518 | 89 417 | 39 944 | 66 556 | 106 521 | 364 596 |

### Etnie e minoranze straniere
Molto attiva e presente è la comunità inglese, soprattutto dalla seconda metà del XIX secolo, stabilitasi in quella che allora era la Capitale d'Italia.
Al 31 dicembre 2023 gli stranieri residenti nel comune erano 55 452, ovvero il 15,29% della popolazione. Di seguito sono riportati i gruppi più consistenti:
| #  | Paese      | Popolazione |
| -- | ---------- | ----------- |
| 1  | Romania    | 6342        |
| 2  | Perù       | 6217        |
| 3  | Cina       | 6102        |
| 4  | Albania    | 4468        |
| 5  | Filippine  | 4298        |
| 6  | Sri Lanka  | 2246        |
| 8  | Bangladesh | 2157        |
| 7  | Marocco    | 1987        |
| 9  | Ucraina    | 1410        |
| 10 | Georgia    | 1110        |

### Religioni

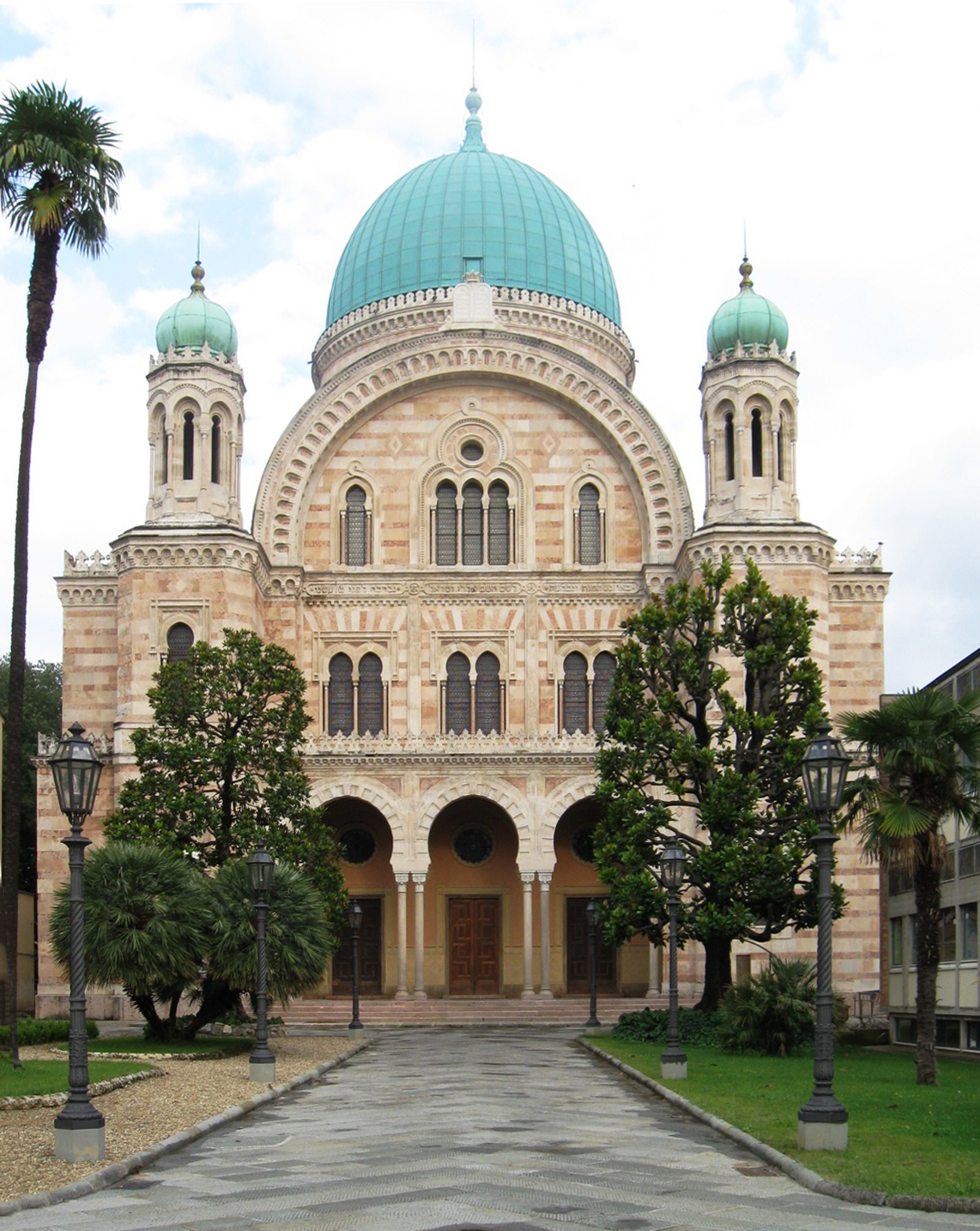
Sinagoga di Firenze

Come nel resto dell'Italia, la maggior parte della popolazione di Firenze è cattolica. Le statistiche dell'arcidiocesi di Firenze mostrano che più del 90% della popolazione è battezzata  . 
La città inoltre vanta anche alcune chiese evangeliche battiste, metodiste e valdesi ed una chiesa russa ortodossa.
Nel 2016, circa 30.000 persone, ovvero l’8% della popolazione, si identificavano come musulmane (principalmente Albanesi, Marocchini e Bengalesi). 
Ad oggi Firenze conta anche una notevole comunità Ebraica di circa 1000 membri, la maggior parte dei quali di origine italiana o sefardita occidentale. La Sinagoga di Firenze o tempio maggiore israelitico è una delle più grandi dell'Europa centro-meridionale.

### Lingue e dialetti
Il vernacolo fiorentino è la lingua da cui si è  sviluppato in gran parte il moderno italiano, per il prestigio culturale di cui era portatore.
Il fiorentino illustre era in effetti la lingua nella quale scrissero Francesco Petrarca e Giovanni Boccaccio, considerati due fra i massimi scrittori italiani e soprattutto il più grande poeta nazionale Dante Alighieri che scrisse la Divina Commedia in volgare fiorentino.
Naturalmente, era anche la lingua colta della città di Firenze, stimata per la sua prosperità culturale lungo i secoli e per la sua splendida architettura.

### Istituzioni, enti e associazioni
A Firenze, sono presenti le sedi della provincia nel Palazzo Medici Riccardi e la sede della Regione Toscana nel Palazzo Strozzi Sacrati, la prefettura, la Ragioneria provinciale dello Stato, la direzione regionale dell'Agenzia delle entrate, gli uffici della motorizzazione civile e l'Agenzia Italiana per la Sicurezza delle ferrovie. In città hanno sede anche i seguenti enti internazionali: British Institute of Florence, il Segretariato Mondiale per il diritto all'acqua e ai servizi igienico-sanitari, gli uffici di ricerca dell'UNICEF, presso lo Spedale degli Innocenti e la sede degli archivi dei documenti storici dell'Unione europea, in Villa Salviati. Sono presenti a Firenze molte associazioni e l'Istituto Buddista Italiano Soka Gakkai, l'Istituto Nazionale di Studi Etruschi ed Italici.

#### Strutture sanitarie

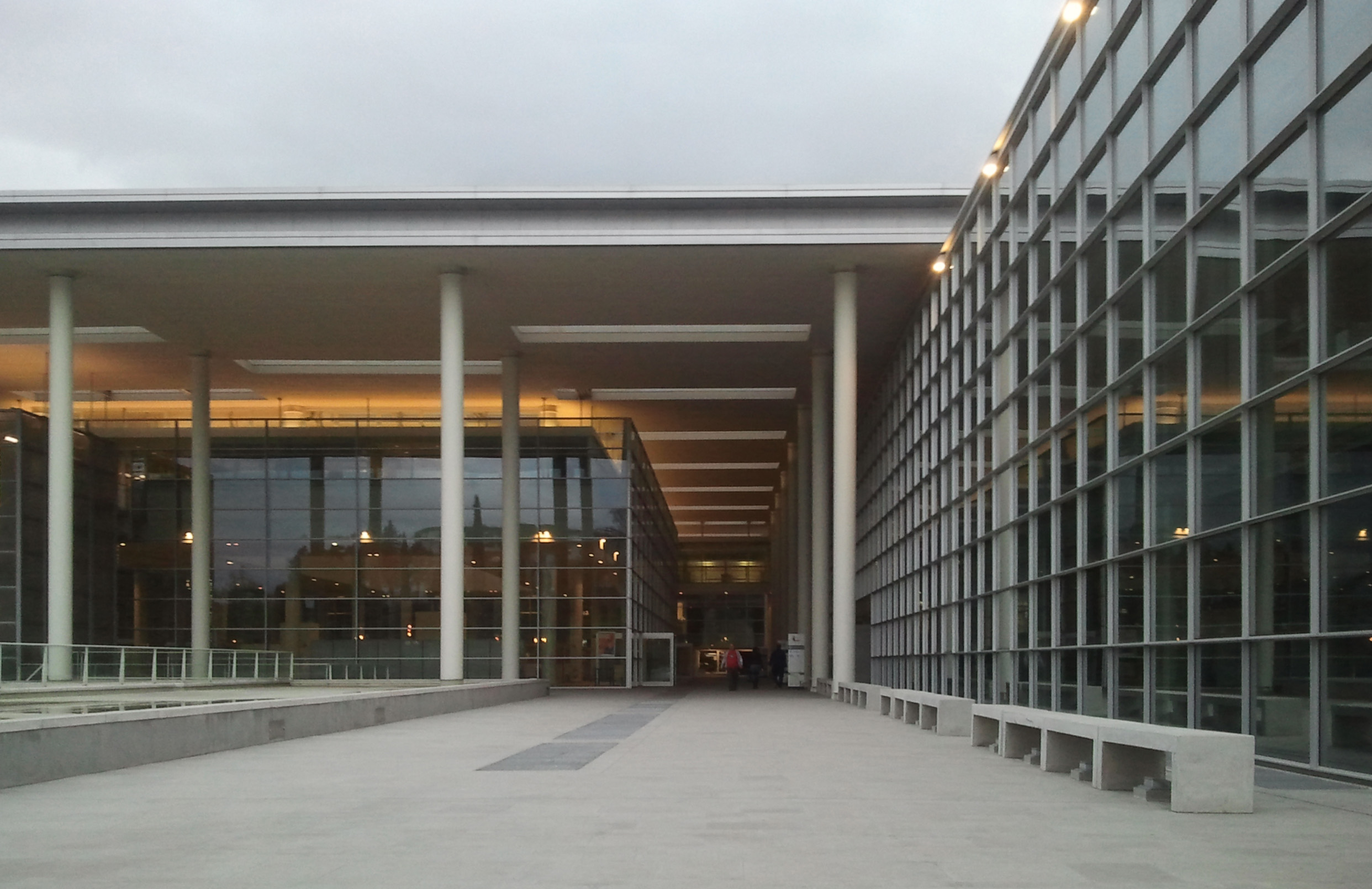
L'ingresso del Policlinico di Careggi

A Firenze si trovano numerose strutture sanitarie pubbliche e private:
- L'Azienda ospedaliero-universitaria Careggi, nella parte settentrionale della città, uno dei poli ospedalieri più grandi d'Italia include:
  - il Centro traumatologico ortopedico (Firenze);
  - la Clinica chirurgica;
  - Convento delle Oblate Ospitaliere Francescane di Monna Tessa per il trattamento dei paziente con difficoltà psichiatriche;
- L'Azienda ospedaliero universitaria Meyer, tra le più importanti d'Italia per il trattamento pediatrico;
- Arcispedale di Santa Maria Nuova, l'unico operativo nel Centro Storico della città;
- il nuovo Ospedale di San Giovanni di Dio, popolarmente detto Ospedale di Torregalli, posto al confine con Scandicci e recentemente sottoposto a un totale rinnovamento; il vecchio ospedale di Ospedale di San Giovanni di Dio situato in Borgo Ognissanti, è stato trasferito nel 1982 nel rione di Torregalli oggi ha la funzione di ASL;
- L'Ospedale di Santa Maria Annunziata, serve un'ampia zona del comune;
- L'Istituto Ortopedico Toscano (IOT) Piero Palagi.

## Cultura

### Istruzione
Firenze è un antico centro universitario e sede di rinomate istituzioni educative e di ricerca. Molte università non italiane hanno una sede o un legame con la città, specialmente per quel che riguarda studi storici, artistici e letterari.

#### Biblioteche

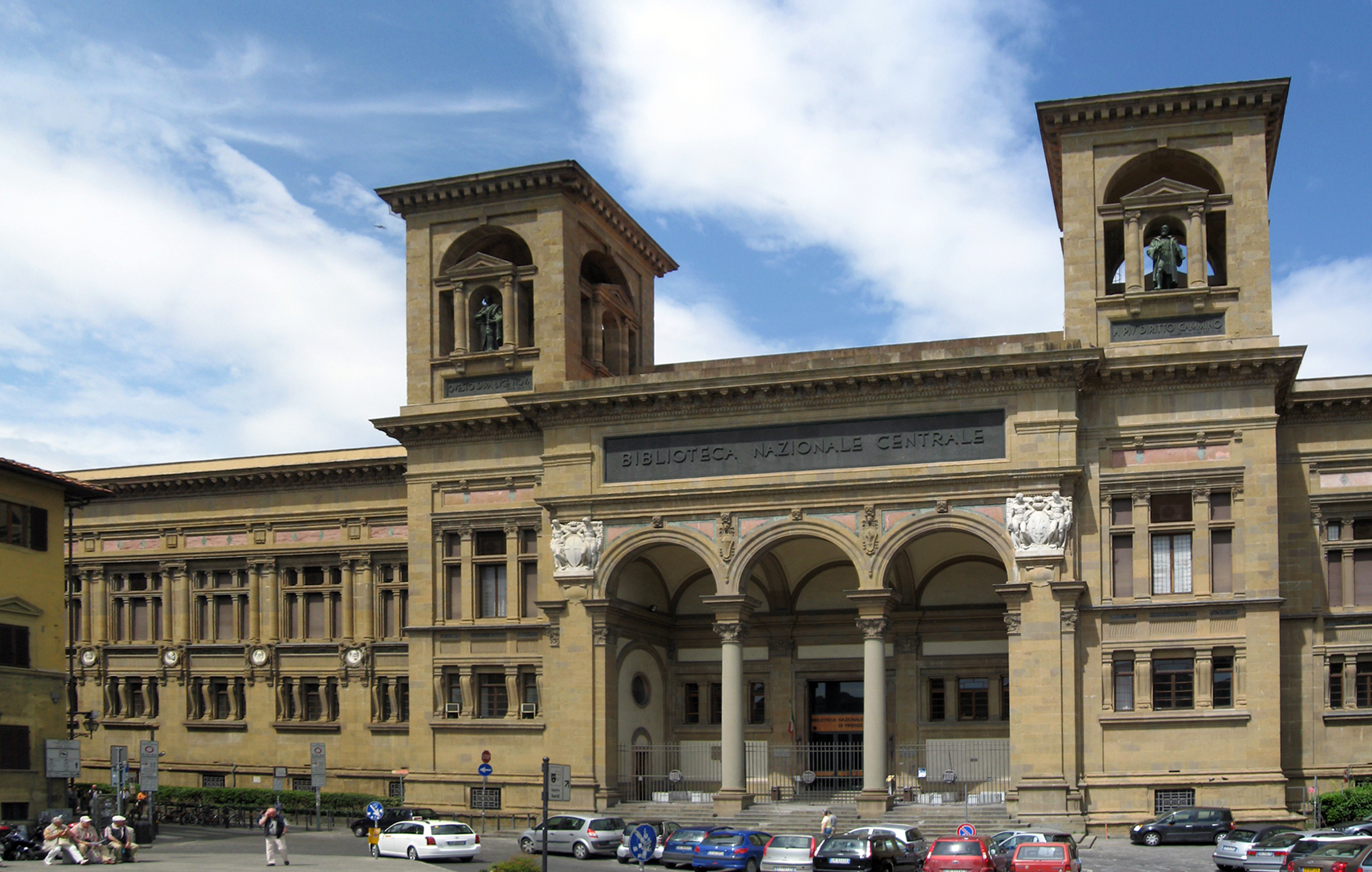
Biblioteca Nazionale Centrale

- Biblioteca Nazionale Centrale di Firenze, è una delle più importanti biblioteche europee.
- Biblioteca Medicea Laurenziana
- Biblioteca Marucelliana
- Biblioteca Riccardiana
- Biblioteca Moreniana
- Biblioteca dell'Accademia della Crusca (la maggior biblioteca italiana di linguistica e storia della lingua italiana).
- Biblioteca di Michelozzo
- Biblioteca Gabinetto Vieusseux
- Biblioteca e archivio del Risorgimento
- Biblioteca di documentazione pedagogica (BDP – INDIRE)
- Biblioteca degli Uffizi (ex Biblioteca Magliabechiana)
- Biblioteca dell'Accademia di Belle Arti
- Archivi Storici dell'Unione europea
- Istituto Geografico Militare
- Centro e museo didattico nazionale
- Biblioteche della Spadolini Nuova Antologia
- Biblioteca della moda Polimoda

Biblioteche comunali:
| - Biblioteca di Palagio di Parte Guelfa - Biblioteca Pietro Thouar - Biblioteca delle Carra - Biblioteca delle Oblate - Biblioteca dei Ragazzi - Biblioteca Dino Pieraccioni - Biblioteca del Galluzzo - Biblioteca dell'Isolotto | - Biblioteca Mario Luzi - Biblioteca dell'Orticoltura - Biblioteca Filippo Buonarroti - Biblioteca di Villa Bandini - Archivio storico del comune di Firenze |  |

#### Scuole
Oltre alle istituzioni prescolastiche, scolastiche di primo grado e di secondo grado, inferiore e superiore, a Firenze sono presenti numerose scuole e istituti professionali di ogni ordine e grado.
Scuole d'arte:
- Scuola per l'Arte della Gioielleria Perseo[47];
- Accademia di Belle Arti;
- Accademia delle arti del disegno;
- Liceo artistico statale di Porta Romana (già Istituto statale d'arte);
- Accademia d'Arte AD'A
- Accademia Italiana
- Lorenzo de' Medici Art Institute;
- Centro Fiorenza The Art School;
- Scuola Internazionale di Comics.

Scuole di cinema:
- Scuola Nazionale Cinema Indipendente;
- Scuola di Cinema Immagina;
- NEMO Accademy;
- Scuola Mohole.

Scuole di teatro:
- Accademia teatrale di Firenze;
- Archètipo (Teatro Comunale Antella);
- Bottega teatrale Vittorio Gassman (fino al 1996);
- Florence International Theatre Company;
- Il Genio della Lampada;
- Scuola di Teatro Teatri Possibili;
- Scuola di Teatro Stanzone delle Apparizioni;
- Scuola di Teatro e Improvvisazione d'Almaviva.

Hanno inoltre sede in città il centro coreografico internazionale Opus Ballet, il Conservatorio Luigi Cherubini e la Scuola militare aeronautica Giulio Douhet.

#### Ricerca
A Firenze hanno avuto sede il nuovo Istituto italiano di scienze umane (fino al 2013) e l'Istituto agronomico per l'oltremare (fino al 2015), pur essendo quest'ultimo un'emanazione del Ministero degli affari esteri.
Presso il polo scientifico di Sesto Fiorentino si trova l'area di ricerca del CNR, ove si trovano numerosi istituti di eccellenza. Tra i più rilevanti si citano: l'Istituto dei sistemi complessi (un istituto del CNR che si occupa di studi sulla complessità), il Laboratorio europeo di spettroscopia non lineare (un centro di ricerca interdisciplinare italiano istituito nel 1991 presso l'Università di Firenze) e il Centro di Risonanze Magnetiche, е uno dei laboratori internazionali di ricerca chimica più importanti del mondo a cui convengono ricercatori da tutto il pianeta.
Dal 1925 Firenze ospita l''Istituto nazionale di documentazione per l'innovazione per la ricerca educativa (INDIRE), il più antico ente di ricerca del MIUR.
Il Kunsthistorisches Institut in Florenz è un'istituzione culturale e rappresenta una delle istituzioni più antiche per la ricerca sulla storia dell'arte e dell'architettura italiana, che qui vengono studiate nel loro contesto europeo, mediterraneo e globale. Fondato nel 1897 su iniziativa privata di un gruppo di studiosi indipendenti, fa parte dal 2002 della Max-Planck-Gesellschaft.

#### Università

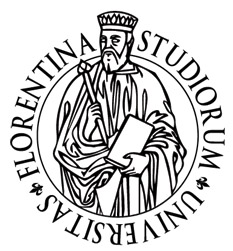
Logo dell'Università degli Studi

L'Università degli Studi di Firenze, fondata nel 1321, è uno dei più prestigiosi atenei italiani. A oggi ospita, nelle sue dodici facoltà, quasi 60 000 studenti, sia italiani che stranieri.
Nell'università, oltre che nel capoluogo, è presente anche in molti altri centri della Toscana con i poli e le sedi didattiche distaccati di Prato, Empoli, Pistoia, Sesto Fiorentino, San Casciano in Val di Pesa, Vinci, Calenzano, Figline Valdarno, San Giovanni Valdarno e Lagonegro (C.d.L. Infermieristica).
Oltre a questa, hanno sede a Firenze l'Istituto universitario europeo, un ente internazionale di formazione per corsi di specializzazione postuniversitari indirizzati ai possessori di PhD, la European School of Economics, che tiene corsi di laurea e master nel settore economico che portano al conseguimento di titoli britannici e l'Università Internazionale dell'Arte.
A Firenze ha sede anche l'Accademia dei Georgofili, storica istituzione che da 250 anni promuove, tra studiosi e proprietari agrari, gli studi di agronomia, silvicoltura, economia e geografia agraria.
Molte università straniere hanno una rappresentanza a Firenze per studi riguardanti la storia del Rinascimento o attività artistiche e creative.
Ci sono, inoltre, sedi di università statunitensi e internazionali in tutta la città, come l'Università di Harvard, che ha sede presso la Villa I Tatti nella zona di Settignano, la California State University, la Pepperdine University, la New York University che ha, nella storica villa La Pietra, il più grande campus in Europa, la Florida State University e tante altre. Firenze è il maggior polo universitario statunitense al mondo al di fuori degli Stati Uniti.

#### Musei
Capitale mondiale dell'arte, Firenze data l'enorme ricchezza artistica della città, ha un elevato numero di importanti musei e gallerie d'arte che contengono alcune delle opere più famose e preziose del mondo.

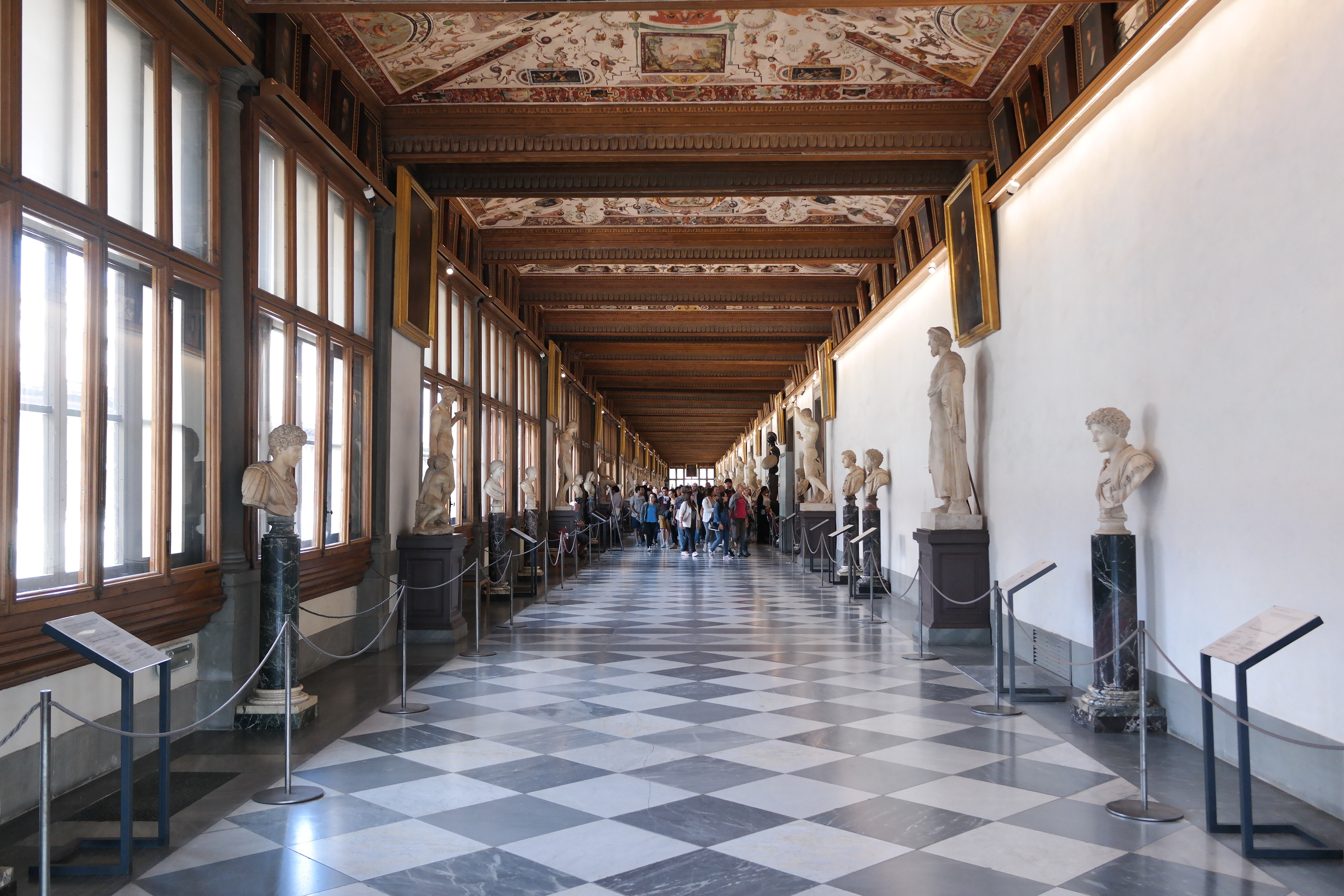
Galleria degli Uffizi

- Galleria degli Uffizi, è una delle più famose e importanti pinacoteche al mondo, con un'incomparabile collezione di arte rinascimentale, fiorentina e non solo, comprendente tra l'altro la maggiore collezione di dipinti del Botticelli ed è divisa in varie sale allestite per scuole e stili in ordine più o meno cronologico. Nata dalle raccolte artistiche accumulate nei secoli dai Medici, ha anche una notevole collezione di sculture antiche ed espone tra le innumerevoli, capolavori di Giotto, Cimabue, Leonardo da Vinci, Michelangelo, Raffaello, Tiziano, Caravaggio, Dürer e moltissimi altri.
- Palazzo Vecchio, ha rappresentato il cuore politico di Firenze per circa due secoli, prima di diventare residenza del Duca Cosimo I de' Medici; la sua storia si riflette nella straordinaria decorazione degli ambienti interni e nelle collezioni artistiche. Composto da più nuclei (medievale, rinascimentale e tardo-rinascimentale), spicca soprattutto negli interni progettati da Giorgio Vasari per Cosimo I e sua moglie Eleonora di Toledo, in cui lavorò, tra gli altri, anche Agnolo Bronzino (Cappella di Eleonora). Nel percorso espositivo sono ospitati vari capolavori, come le sculture di Donatello, Andrea del Verrocchio e Michelangelo. Singolare è la possibilità di visitare, in gruppi guidati a scadenze regolari, i passaggi segreti e gli ambienti più difficilmente accessibili come lo Studiolo di Francesco I.
- Corridoio vasariano, è un percorso sopraelevato che a Firenze collega Palazzo Vecchio con Palazzo Pitti passando per la Galleria degli Uffizi e sopra il Ponte Vecchio; fu costruito per il Granduca Cosimo I.

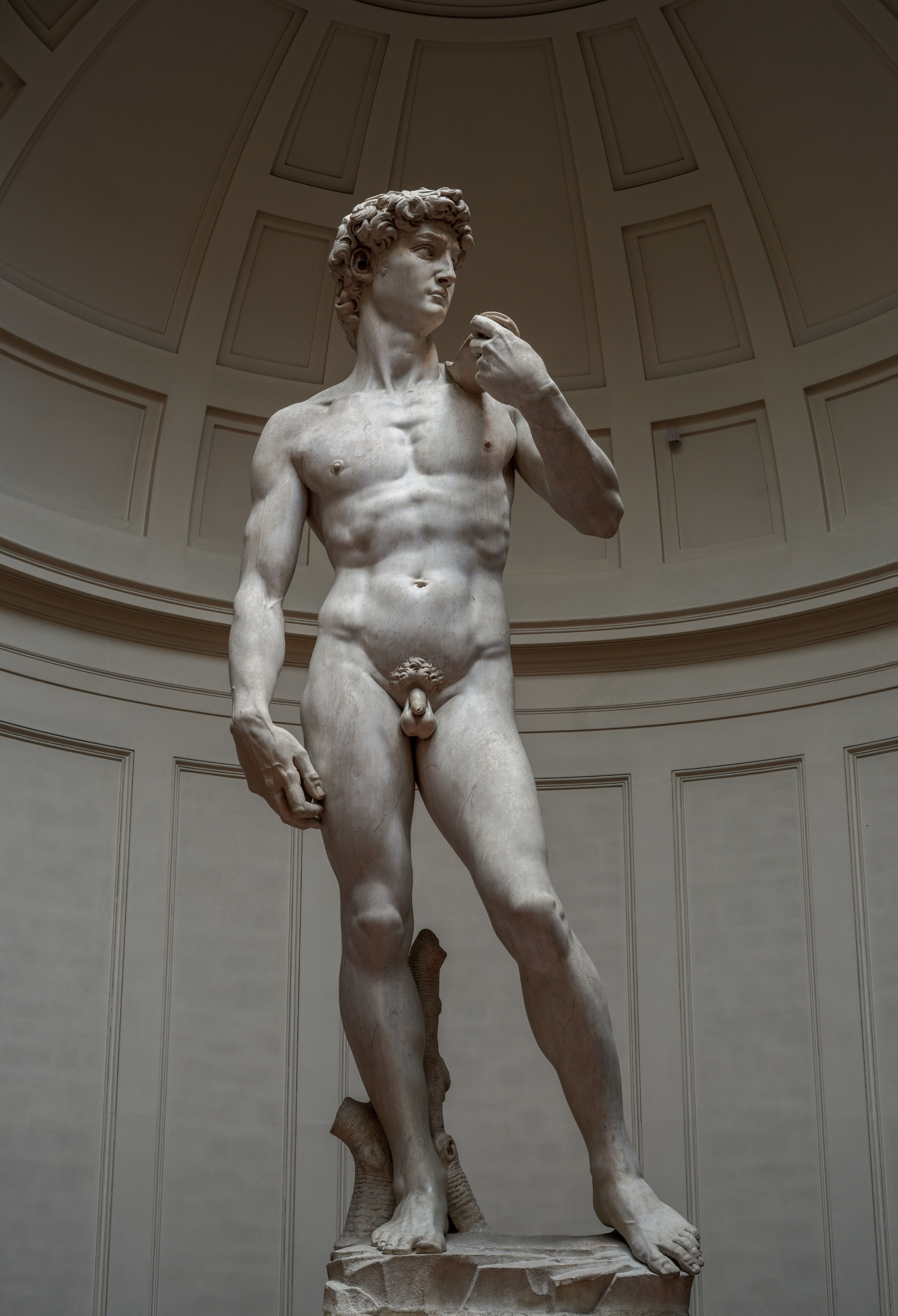
David di Michelangelo

- Galleria dell'Accademia, è famosa nel mondo per la collezione di statue di Michelangelo Buonarroti, tra le quali il celeberrimo David. Nata come sussidio alla formazione degli studenti della vicina Accademia di Belle Arti e arricchitasi dei capolavori provenienti dalle soppressioni di chiese e conventi dell'area fiorentina, mostra oggi un percorso espositivo eterogeneo, che spazia dai primitivi toscani (pittori su fondo oro dal XIII secolo) ai capolavori del Rinascimento e del Manierismo, dalla gipsoteca di Lorenzo Bartolini alla collezione lorenese di icone russe, fino alle collezioni dell'adiacente Museo degli strumenti musicali.
- Palazzo Pitti è il più ampio complesso monumentale della città e comprende otto musei, visitabili con due biglietti cumulativi.
  - Galleria Palatina, situata in alcuni fra i più bei saloni del Palazzo, affrescati da Pietro da Cortona e altri, contiene una superba "quadreria", esposta ancora secondo i criteri decorativi in voga fino al XIX secolo. A parte qualche prestigiosa eccezione (Botticelli, Filippo Lippi), la collezione riflette gli anni in cui il palazzo fu abbellito dai Medici, dal Cinquecento in poi, con uno dei più cospicui gruppi al mondo di opere di Raffaello e capolavori di Tiziano, Rubens, Caravaggio e molti altri. Al periodo napoleonico risalgono alcuni preziosi arricchimenti come il bagno di Elisa Baciocchi e la Venere italica di Antonio Canova.
  - Appartamenti monumentali, un insieme di 14 stanze è stato usato dalla famiglia Medici e dai loro successori durante i secoli nei quali qui risiedeva il Granduca di Toscana prima e il re d'Italia poi, durante il periodo di Firenze Capitale.
  - Galleria d'arte moderna, questa vasta collezione offre un panorama italiano completo del periodo artistico dalla fine del Settecento (epoca neoclassica) ai primi decenni del Novecento, e ospita opere tra gli altri di Antonio Canova, Francesco Hayez, Giovanni Dupré, Giovanni Fattori, Telemaco Signorini, Silvestro Lega, Giovanni Boldini, oltre che alle opere dei macchiaioli e dei futuristi come Giacomo Balla e Filippo Marinetti.
  - Tesoro dei granduchi, già Museo degli argenti, conosciuto anche come il Tesoro dei Medici, contiene una vasta collezione di pezzi inestimabili di oreficeria, argenteria, cammei, cristalli, opere in avorio e in pietre dure, in sale spesso affrescate.
  - Museo della moda e del costume, già Galleria del costume contiene una collezione che arriva a più di 6 000 manufatti, fra abiti antichi, accessori, costumi teatrali e cinematografici di grande rilevanza documentaria. È anche l'unico museo italiano a tracciare una storia dettagliata delle mode che si sono susseguite, grazie anche alla presenza di numerosi esemplari prestigiosi di stilisti italiani e stranieri.
  - Museo delle porcellane, la collezione delle porcellane è molto antica, con pezzi regalati ai Granduchi da altri sovrani europei o fatti realizzare da loro stessi su commissione.
  - Museo delle carrozze, sono qui esposte le carrozze e altri mezzi di locomozione appartenute alla corte granducale, specialmente risalenti al periodo tra la fine del Settecento e l'Ottocento.
  - Giardino di Boboli, connesso anche al Forte Belvedere, accoglie ogni anno oltre 800 000 visitatori ed è uno dei più importanti esempi di giardino all'italiana al mondo. È un vero e proprio museo all'aperto, per l'impostazione architettonico-paesaggistica e per la collezione di sculture, che vanno dalle antichità romane al XIX secolo. Notevole è l'importanza che nel giardino assumono le statue e gli edifici, come la settecentesca Kaffeehaus (raro esempio di gusto rococò), che permette di godere del panorama sulla città, o la Limonaia.
- Museo nazionale del Bargello, conserva la più importante collezione di scultura della città, con capolavori del Rinascimento di Michelangelo, Donatello (come il David di Donatello), Benvenuto Cellini, Verrocchio, Giambologna, Ammannati, Lorenzo Ghiberti, Michelozzo, Luca della Robbia e Brunelleschi. Conserva inoltre straordinarie collezioni di arte applicata, dai gioielli alle armi, dalle ceramiche agli avori.
- Museo di San Marco, nell'antico convento di San Marco il museo conserva la migliore raccolta al mondo di opere del Beato Angelico, che qui visse e lavorò. Lo stesso convento è un capolavoro dell'architettura del primo Quattrocento, creato da Michelozzo per Cosimo de' Medici. Vi sono esposte altre opere di arte sacra rinascimentale e il lapidario della zona del Mercato Vecchio, distrutto verso il 1895 per far posto a piazza della Repubblica.

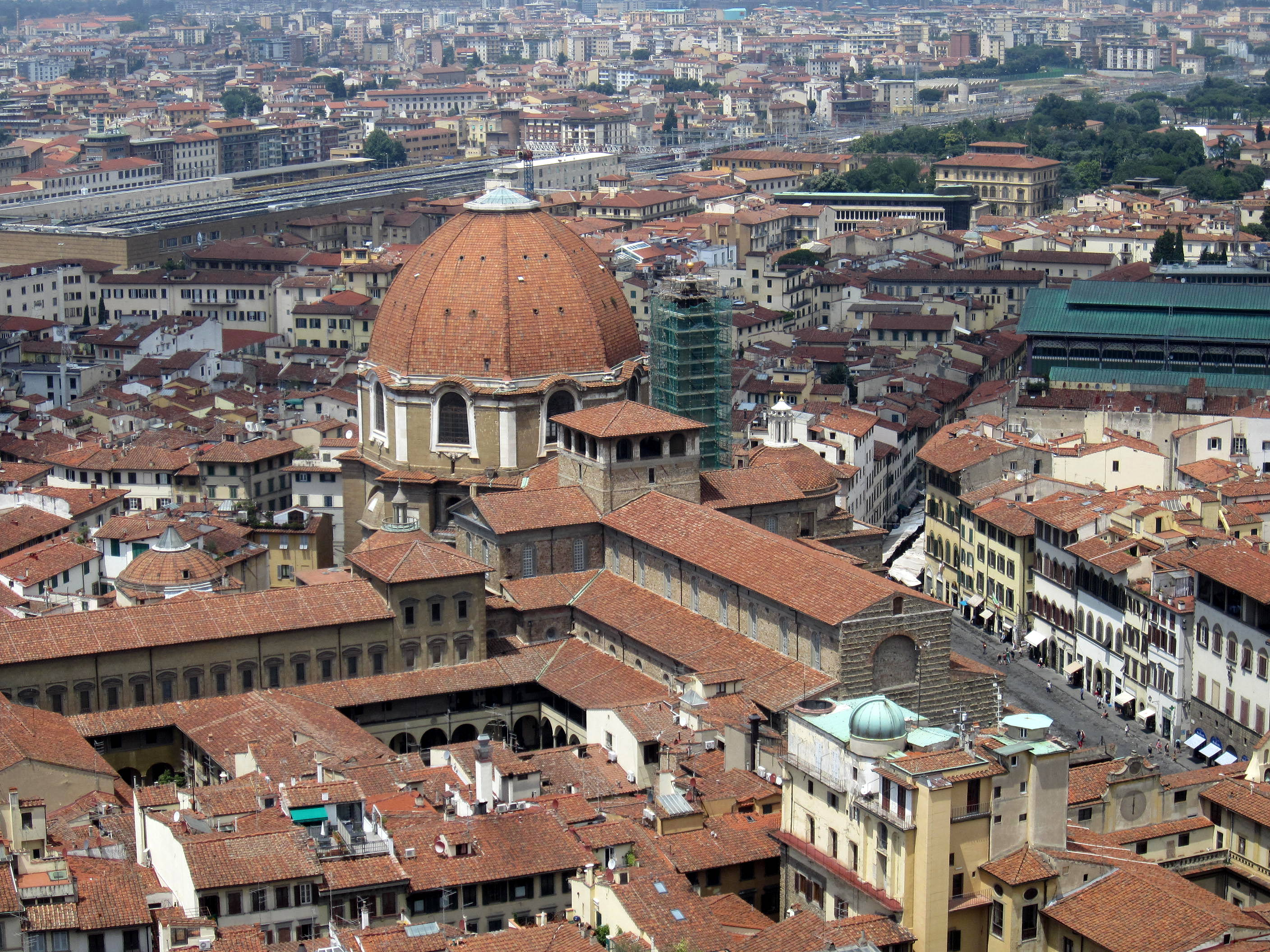
Cappelle medicee

- Cappelle medicee in San Lorenzo, sono il luogo di sepoltura della dinastia dei Medici fin dal XV secolo. Tra gli straordinari ambienti visitabili ci sono la Sagrestia Nuova di Michelangelo e la monumentale Cappella dei Principi.
- Museo dell'Opificio delle Pietre Dure, uno dei vanti della città toscana e dell'Italia a livello mondiale. La sua attività è diretta al restauro delle opere d'arte e alla ricerca scientifica in tale campo.
- Museo di storia naturale, gestito dall'Università degli Studi di Firenze, è uno dei più grandi e importanti musei scientifici italiani ed è articolato in sei grandi sezioni site in altrettante zone della città: la sezione di sezione di zoologia La Specola, la sezione di antropologia ed etnologia, la sezione di botanica, la sezione di geologia e paleontologia, la sezione di mineralogia e litologia e la sezione orto botanico.
- Museo Galileo, conserva una delle raccolte scientifiche più importanti a livello nazionale e internazionale, con strumenti originali usati da Galileo Galilei.
- Museo Archeologico Nazionale, situato in un palazzo seicentesco utilizzato come residenza della principessa Maria Maddalena de' Medici in piazza SS Annunziata, è composto dalla sezione etrusca, la sezione romana, la sezione greca, e il Museo Egizio, il più importante d'Italia dopo quello di Torino.
- Museo dell'Opera del Duomo, nato dalla raccolta di opere provenienti dal complesso di piazza del Duomo ed è stato riordinato e ammodernato nei locali negli anni novanta. Conserva capolavori di Michelangelo come la Pietà Bandini (dove qui scolpì il David), Donatello, Luca della Robbia, Lorenzo Ghiberti, Andrea Pisano, Nanni di Banco e molti altri.
- Museo Novecento, si trova all'interno dell'antico Spedale delle Leopoldine in Piazza Santa Maria Novella. È dedicato all'arte italiana del XX secolo e propone una selezione di circa 300 opere distribuite in 15 ambienti. È stato inaugurato il 24 giugno 2014.

#### Istituzioni culturali

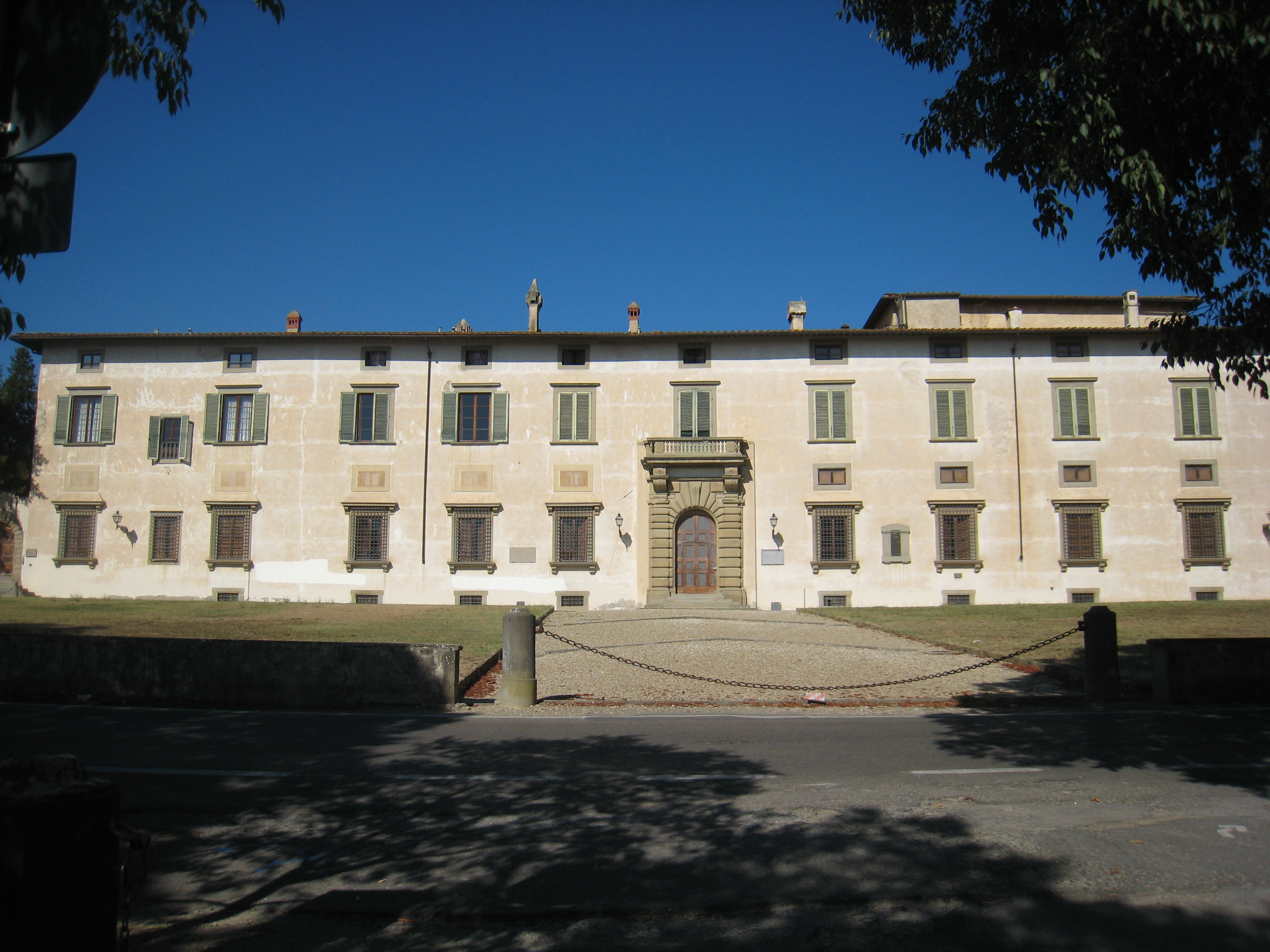
La Villa medicea di Castello, sede dell'Accademia della Crusca

Firenze ospita prestigiose istituzioni culturali, che arricchiscono ulteriormente il patrimonio culturale cittadino:
- Accademia della Crusca, l'Accademia persegue le seguenti finalità:
  - sostenere, attraverso i suoi Centri specializzati e in rapporto di collaborazione e integrazione con le Università, l'attività scientifica e la formazione di nuovi ricercatori nel campo della linguistica e della filologia italiana;
  - acquisire e diffondere, nella società italiana e in particolare nella scuola, la conoscenza storica della nostra lingua e la coscienza critica della sua evoluzione attuale, nel quadro degli scambi interlinguistici del mondo contemporaneo;
  - collaborare con le principali istituzioni affini di Paesi esteri e con le istituzioni governative italiane e dell'Unione europea per la politica a favore del plurilinguismo del nostro continente.
- Accademia dei Georgofili, istituzione da sempre attiva nel settore degli studi agronomici ed enologici.
- Archivio di Stato di Firenze, si tratta dell'immenso deposito di carte e di documenti di ogni epoca relativi a Firenze, di importanza fondamentale per gli studi storici, storico-artistici, linguistici, e diplomatici.
- Gabinetto Vieusseux, punto d'incontro tra la cultura italiana e quella europea.
- Opificio delle pietre dure, si tratta di un Istituto Centrale dipendente dal Ministero per i Beni e le Attività Culturali, di livello internazionale, attivo nel campo del restauro e della conservazione delle opere d'arte.
- Società Dantesca Italiana, ha lo scopo di promuovere tutte le iniziative atte ad accrescere la conoscenza della figura e dell'opera di Dante Alighieri.

### Media
Firenze è sede di numerose attività nel settore della comunicazione e dei media, sia nel campo della TV e della radio, sia nella carta stampata con storiche case editrici e vari quotidiani.

#### Stampa
Diversi giornalisti fiorentini sono stimati a livello nazionale, come Oriana Fallaci, Indro Montanelli o Tiziano Terzani.
Nella carta stampata, insieme alle edizioni locali dei principali giornali nazionali, sono vari i quotidiani con sede a Firenze:
- La Nazione
- la Repubblica Firenze
- Il Corriere Fiorentino
- L'Unità edizione Toscana
- Il Giornale della Toscana
- Metro
- Metropoli – Quotidiano Viola
- Il Firenze (pubblicazioni sospese da luglio 2010)
- Il Nuovo Corriere di Firenze (pubblicazioni sospese dal 14 maggio 2012[49])
- Leggo (non più distribuito dall'ottobre 2011[50])
- City (non più distribuito da febbraio 2012[51])

##### Periodici
- Archeologia viva
- Firenze Magazine
- Il Ponte
- Il Reporter
- Lungarno
- Psicologia contemporanea
- Shake 'n Bake Magazine
- Testimonianze
- The Florence Newspaper (in lingua inglese)
- The Florentine (in lingua inglese)
- Città di Vita; periodico della Basilica di Santa Croce

##### Case editrici
Le seguenti storiche case editrici italiane sono di Firenze:
- Barbera
- R. Bemporad & figlio
- BE Edizioni[52]
- Bonechi
- Bulgarini
- Giunti
- La Nuova Italia
- Le Monnier
- Libreria Editrice Felice Paggi
- Libreria Editrice Fiorentina (LEF)
- Nerbini
- Leo S. Olschki
- Polistampa
- Ponte alle Grazie
- Remo Sandron
- Sansoni
- Vallecchi

#### Radio
Oltre alle stazioni radiofoniche nazionali a Firenze sono presenti numerose radio locali, tra le quali:
- Radio Studio 54
- Radio Toscana
- Radio Bruno Toscana
- R.D.F. 102.7
- Radio Pulce
- Lady Radio
- Controradio
- Nova Radio
- Radio Fiesole 100
- RVS (Radio Voce della Speranza) 92,4 MHz
- Radio Firenze

#### Televisione
Oltre alla sede regionale della RAI, la città ospita diverse stazioni televisive di carattere regionale.
- TVR Teleitalia 7 Gold
- Italia 7 Toscana
- Canale 10 Firenze
- 8 Toscana
- Tele 37
- Rete 37
- Teleregione Toscana

### Cinema
Sono molti gli attori e i registi fiorentini noti a livello nazionale e internazionale: Massimo Ceccherini, Paolo Hendel, Roberto Benigni, Alessandro Paci, Giorgio Panariello, Leonardo Pieraccioni, Vittoria Puccini, Elena Sofia Ricci, Fabrizio Biggio, Alba Rohrwacher. In città nell'ambito della 50 giorni di cinema internazionale si tengono molti eventi cinematografici. Anche Vittorio Gassman dal 1979 al 1991, con la Bottega Teatrale da lui fondata e diretta in via Santa Maria, è stato un protagonista del mondo culturale fiorentino che ha richiamato a Firenze moltissimi dei nomi più noti del teatro e del cinema italiano e mondiale da Giorgio Albertazzi (per molti anni vicedirettore) a Orazio Costa, da Antonella Daviso a Ettore Scola, da Yoves Le Bretton a Siro Ferrone. In città è presente inoltre l'unica cinema-libreria al mondo, ovvero la Giunti Odeon.

### Letteratura

#### Fiabe
A Firenze è ambientata la fiaba Il porcellino di bronzo di Hans Christian Andersen, ispirata dalla Fontana del Porcellino ubicata alla loggia del Mercato Nuovo.

#### Fumetti
Firenze è stata usata dal mangaka giapponese Eiichiro Oda, in One Piece, come ispirazione per la città di Rogue Town, dove è stato giustiziato il re dei pirati Gol D. Roger. Oltre allo stile architettonico, la piazza e la cattedrale sono appunto prese dal Duomo e da piazza della Signoria.
È la città di nascita della protagonista del manga Arte di Kei Ōkubo.

#### Videogiochi
Nel videogame Assassin's Creed II, il protagonista, Ezio Auditore, è originario della città.
Inoltre, la città stessa è stata ricostruita digitalmente e ambientata tra il 1476 e il 1499.
In alcune missioni speciali, è visitabile anche nel capitolo successivo della saga, Assassin's Creed: Brotherhood.

#### Fantascienza
In chiave futuristica a Firenze è ambientato il romanzo di spionaggio La nuova concezione di un ostacolo (Ad Est dell'Equatore, 2013) dello scrittore ungherese János Mark Szakolczai.

### Musica
La musica a Firenze vede una sua prima importante manifestazione nella Camerata fiorentina che, nella seconda metà del XVI secolo, metteva in scena favole dell'antica Grecia accompagnate dalla musica, componendo così le prime opere e fornendo uno spunto alla nascita anche delle sinfonie dei secoli successivi. Dalla Camerata nacque a Firenze il melodramma, antesignano dell'opera, con la rappresentazione de La favola di Dafne di Ottavio Rinuccini nel 1594 a Palazzo Corsi-Tornabuoni.
A Firenze è presente il Conservatorio Luigi Cherubini, nello stesso isolato dell'Accademia di Belle Arti, della Galleria dell'Accademia e dell'Opificio delle pietre dure che incorpora anche il Museo degli strumenti musicali antichi che custodisce soprattutto strumenti settecenteschi come violini, viole e violoncelli, alcuni dei quali realizzati dal più importante liutaio della storia, Stradivari, nonché numerose curiosità musicali come il clavicembalo di Bartolomeo Cristofori, inventore del pianoforte.
Firenze vanta una delle più prestigiose orchestre del mondo, la celeberrima Orchestra del Maggio Musicale, così come uno dei più importanti centri di ricerca e produzione per la nuova musica e il suono, Tempo Reale, fondato da Luciano Berio.
In epoca moderna sono molti i musicisti fiorentini che si sono affermati ad alti livelli. Tra tutti, nella musica classica contemporanea, Sylvano Bussotti. Dai primi anni 1930 in poi cantanti che si sono distinti nella musica leggera sono Odoardo Spadaro, Carlo Buti, Otello Boccaccini, il tenore Mario Del Monaco, Narciso Parigi, Riccardo Del Turco e il menestrello vernacolare Riccardo Marasco. In anni più recenti gli artisti che hanno raggiunto il successo nella musica pop e rock sono Pupo, Paolo Vallesi, Marco Masini, Irene Grandi, Ginevra Di Marco, Piero Pelù, Mike Francis, Saverio Lanza, Aleandro Baldi, Alessandro Canino, i gruppi Dirotta su Cuba, Bandabardò, Domine e O.R.O.
Nella prima metà degli anni ottanta Firenze diventò la capitale della cultura giovanile italiana, grazie a una di quelle sincronie che non sono coincidenze ma frutto di intenzioni e talenti collettivi. Si creò un ambiente molto vivace e propizio tanto che una città provinciale come Firenze visse una sorta di esplosione di creatività che si sviluppò in diverse direzioni. Presero vita gli spunti più interessanti del panorama nazionale in campo musicale, teatrale, artistico, dell'intrattenimento notturno, della moda e della nuova comunicazione che diedero vita a una delle stagioni culturali più intelligenti degli ultimi decenni nella storia della città.
Nascono riviste che saranno considerate seminali per i cosiddetti “magazine di ricerca” e per la musica indipendente del panorama italiano come il “Westuff”. Club fino allora poco conosciuti come il Banana Moon, il Casablanca, il Manila, il Cinema Universale e soprattutto il Tenax divennero punti di riferimento della cultura underground, che già negli anni 1970 aveva trovato nello Space Electronic il principale luogo d'espressione.
Sull'onda del post-punk e della new wave nacquero realtà musicali che in poco tempo raggiunsero la popolarità, inclusi gruppi come Litfiba e Diaframma, Neon, Pankow, Moda, Underground Life, Rinf e Sabotage.
Nascono le prime radio (Controradio, Radio Cento Fiori) e le prime etichette indipendenti (Materiali Sonori, IRA, Contempo) e compagnie teatrali di sperimentazione come Krypton e Magazzini Criminali.

### Cucina
La cucina fiorentina è caratterizzata da quattro elementi fondamentali: il pane toscano (piatto, senza sale, ben cotto con una crosta croccante e un interno leggero); l'olio extra-vergine d'oliva; la carne (alla griglia, bistecche di manzo alla fiorentina, selvaggina arrostita o brasata con il vino come il cinghiale, il coniglio e il cervo); e infine il vino Chianti.
Secondo un'indagine statistica effettuata da TasteAtlas (nota guida online di viaggi e gastronomia), per il 2023 Firenze si è aggiudicata il titolo di migliore città al mondo dove poter mangiare cibo locale, grazie alla sua cucina caratterizzata dalla semplicità e dalla focalizzazione su ingredienti locali di alta qualità.
Ecco un elenco dei principali piatti fiorentini:
- Bistecca alla fiorentina
- Castagnaccio
- Cenci
- Cervello alla fiorentina
- Crespelle alla fiorentina
- Crostini di fegatini
- Fagioli all'uccelletto
- Farinata di cavolo nero
- Frittelle di riso
- Lampredotto
- Minestra di pane
- Pan di ramerino
- Pancotto
- Panzanella
- Pappa al pomodoro
- Pappardelle sulla lepre
- Peposo alla fornacina
- Ribollita
- Schiacciata alla fiorentina
- Schiacciata con l'uva
- Trippa alla fiorentina
- Zuccotto

### Eventi
Firenze è un importante centro congressuale e fieristico. Molte manifestazioni si tengono nel centro espositivo di Firenze Fiera, formato dalla Fortezza da Basso, il Palazzo dei Congressi e il Palazzo degli Affari, come Pitti Immagine e la Mostra internazionale dell'artigianato. Altri eventi si svolgono nella struttura polifunzionale del Parterre, dinnanzi a Piazza della Libertà (che nel periodo natalizio ospita anche una pista di pattinaggio sul ghiaccio) e nello spazio polivalente della Stazione Leopolda (oggi struttura espositiva e congressuale), così come nel grande Nelson Mandela Forum.
Durante l'anno sono numerose le manifestazioni culturali e folkloristiche, le più importanti delle quali sono il Maggio Musicale Fiorentino e il calcio in costume che si svolge nel mese di giugno in Piazza Santa Croce. Per approfondire tutti i numerosi eventi che si tengono a Firenze consultare l'apposita voce.

## Geografia antropica

### Suddivisioni storiche

Attuali quartieri amministrativi di Firenze

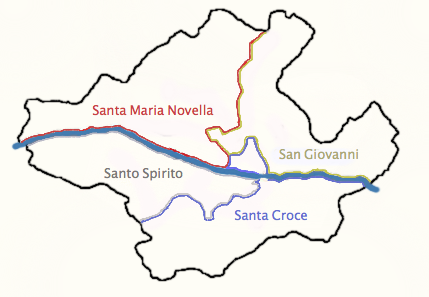
Quartieri storici

Si ritiene che in età medievale i quartieri prendessero il nome dalla porte cittadine che li limitavano: Duomo, Santa Maria, San Piero e San Pancrazio. Con le nuove mura del XII secolo la città fu divisa in sestieri chiamati: d'Oltrarno, San Piero in Scheraggio, Borgo dei Santi Apostoli, San Pancrazio, Porta del Duomo e di San Piero.
Dopo il 1343 la città fu nuovamente suddivisa nei quartieri storici tuttora conosciuti e mantiene ancora oggi una suddivisione storica nei quattro quartieri del Calcio Storico Fiorentino che si scontrano annualmente in piazza Santa Croce nella manifestazione del Calcio in costume:
- Santa Maria Novella,
- San Giovanni,
- Santa Croce,
- Santo Spirito.

I quartieri storici della città presero il nome dalle principali basiliche e architetture religiose di riferimento presenti: la basilica di Santa Maria Novella, la basilica di Santo Spirito, la basilica di Santa Croce, e il battistero di San Giovanni.
Formano il centro storico e per questo fanno parte del Quartiere 1.
Nella prima metà del XIX secolo fu divisa temporaneamente in Terzieri amministrativi:
- Santa Croce: parte orientale posta tra il Ponte Vecchio e Porta San Gallo con le parrocchie di Sant'Ambrogio, Santissima Annunziata, San Giuseppe, San Marco Evangelista, Santa Margherita nella Madonna de' Ricci, Duomo di Santa Maria del Fiore e Santa Reparata, San Michele in Orto e San Michele Visdomini;
- Santa Maria Novella: parte occidentale posta tra il Ponte Vecchio e Porta San Gallo con la Fortezza da Basso e fino alla Porta al Prato, con le parrocchie di Santa Lucia al Prato, Santa Maria Novella, San Salvatore in Ognissanti, Santa Trinita e collegiata di San Lorenzo;
- Santo Spirito: tutta la parte d'Oltrarno, compresi i ponti con le parrocchie di San Felice in Piazza, Santa Felicita, collegiata di San Frediano in Cestello e San Piero in Gattolini detto Serumido.

## Economia

### Industria e servizi

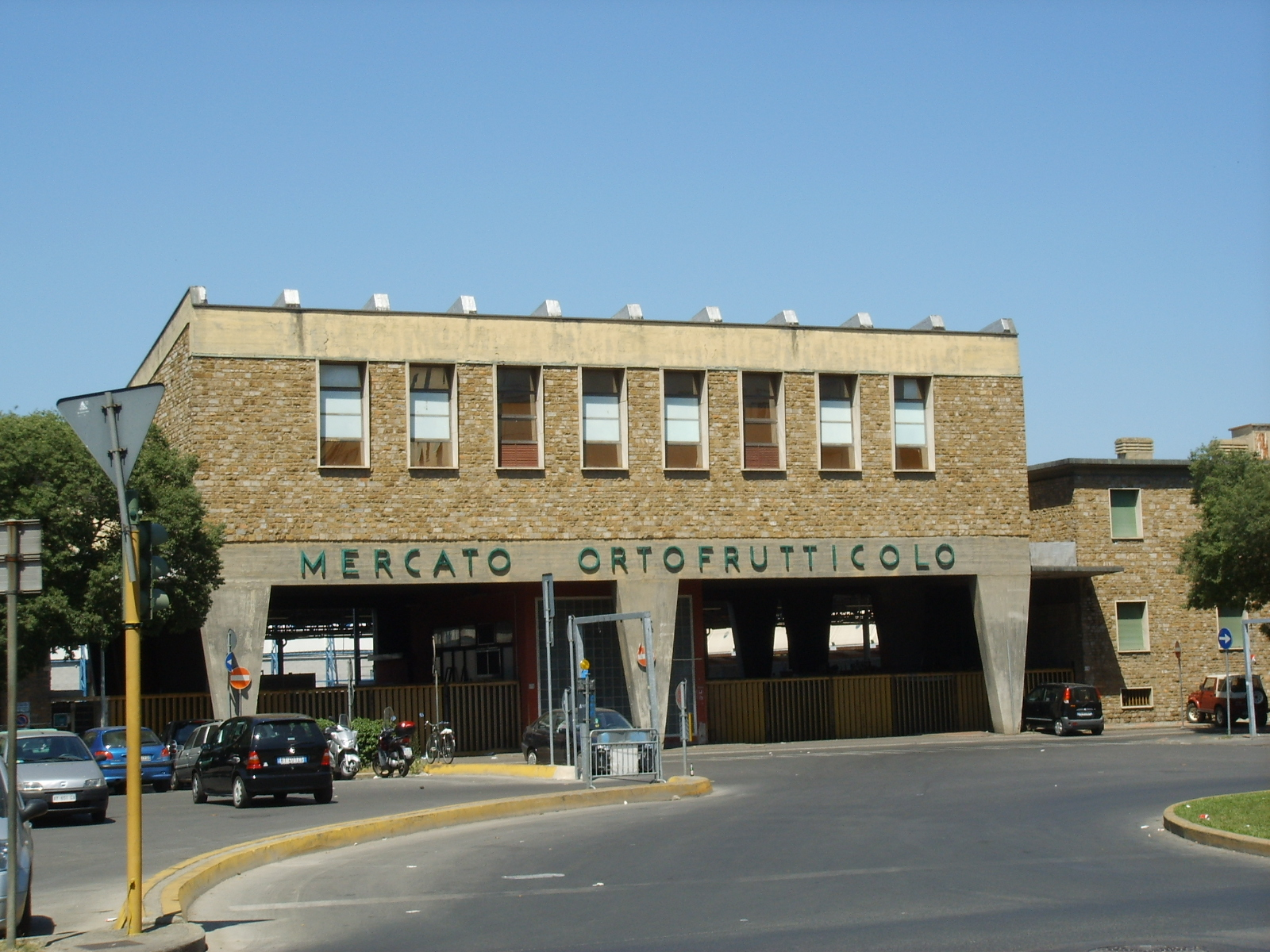
Il Mercato ortofrutticolo di Novoli

Firenze ha un'importante economia diversificata attiva soprattutto nel settore terziario.
Importante centro ferroviario e stradale (vi passano l'Autostrada del Sole e la Firenze Mare), la città è anche sede di attività industriali meccaniche specializzate (come le Officine Galileo o Nuovo Pignone), di illuminazione architettonica come la Targetti Sankey che è la terza realtà per importanza di questo tipo in Europa, chimiche, cosmesi (Proraso, Neutro Roberts), chimiche-farmaceutiche (la Eli Lilly, che è il centro di biotecnologia più grande d'Italia e Menarini per esempio), Internet (il Gruppo Dada), di lavorazione del cuoio (Braccialini), dell'abbigliamento (spesso nel comparto dell'alta moda, come Roberto Cavalli, Salvatore Ferragamo, Gucci, Enrico Coveri), alimentare (come Mukki o Acqua Panna), della fotografia immagini e comunicazione (la Fratelli Alinari, la più antica del mondo), orologeria (Officine Panerai), delle porcellane (Richard-Ginori) e del mobile. Numerose sono le industrie tipografiche ed editoriali, con storiche case editrici. Di antica tradizione e molto variegato è l'artigianato fiorentino, soprattutto nel settore mobiliero (ebanisteria e intaglio), della carta decorata, del bronzo, dell'oreficeria (famosi i gioiellieri del Ponte Vecchio) e della bigiotteria; tradizionale è la produzione del cappello di paglia di Firenze, oggi però una tradizione quasi scomparsa.
L'azienda di gestione, raccolta e smaltimento rifiuti è la Quadrifoglio S.p.A.. In passato la città ha avuto una notevole industria automobilistica: qui sono nate e hanno avuto sede la Florentia, la Adami e le Officine Ermini Firenze; motociclistica con la Sanvenero e la Motopiana e nell'area metropolitana la Beta Motor e la Ancillotti.
Nel settore dei servizi sono anche importanti il settore bancario e creditizio (Banca Toscana, Banca CR Firenze, Findomestic) e assicurativo (La Fondiaria).

### Commercio

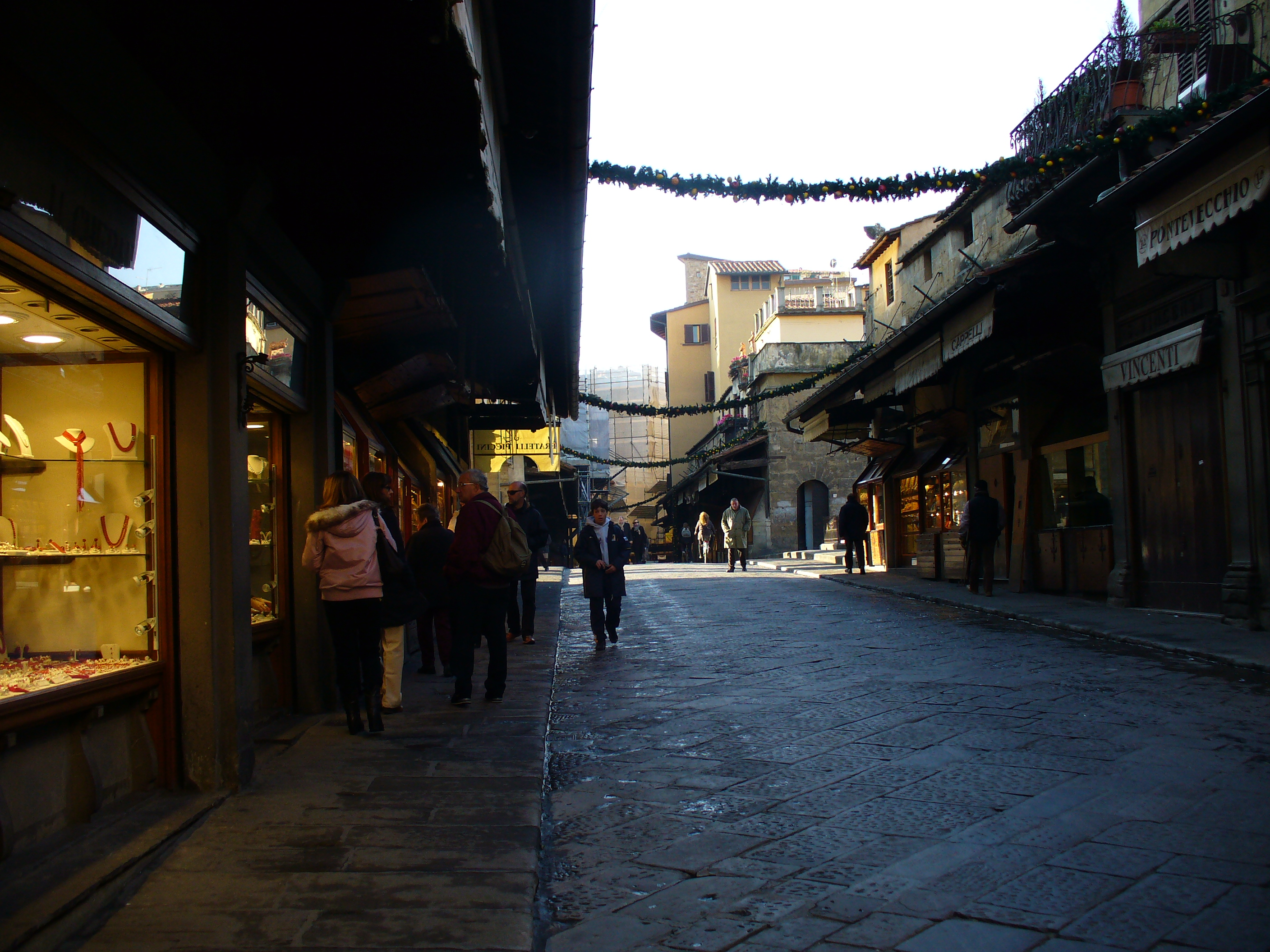
Gioiellieri di Ponte Vecchio

La città è un importante centro di commercio, con attività ad alta specializzazione e molto diversificate. La zona centrale, oltre alle attività legate al turismo e all'accoglienza, ospita molte attività commerciali sia tradizionali (negozi di artigianato e di produzioni tipiche) che legate alla storia cittadina (negozi e locali storici spesso a conduzione familiare attivi in vari settori).
Gli ultimi decenni del XX secolo hanno visto l'erosione degli spazi delle attività storiche in favore delle grandi catene internazionali attive, soprattutto nel settore della moda che, insieme ai negozi legati alle marche più importanti del settore, hanno costituito nell'area sud-occidentale del centro (soprattutto via de' Tornabuoni, via della Vigna Nuova, via degli Strozzi) un distretto di commercio di lusso.
Il centro storico rappresenta un autentico paradiso dello shopping di ogni tipo, da quello elegante delle boutique d'alta moda e i gioiellieri (soprattutto sul Ponte Vecchio) ai prodotti artigianali dei mercati e negozi (molto sviluppati i negozi artigianali di prodotti in pelle).
La grande distribuzione è attiva per lo più nelle aree esterne al centro cittadino e, in periferia, concentra molte sue attività nell'area direzionale e industriale dell'Osmannoro, dove è situato anche l'Aeroporto di Firenze-Peretola.

#### Moda

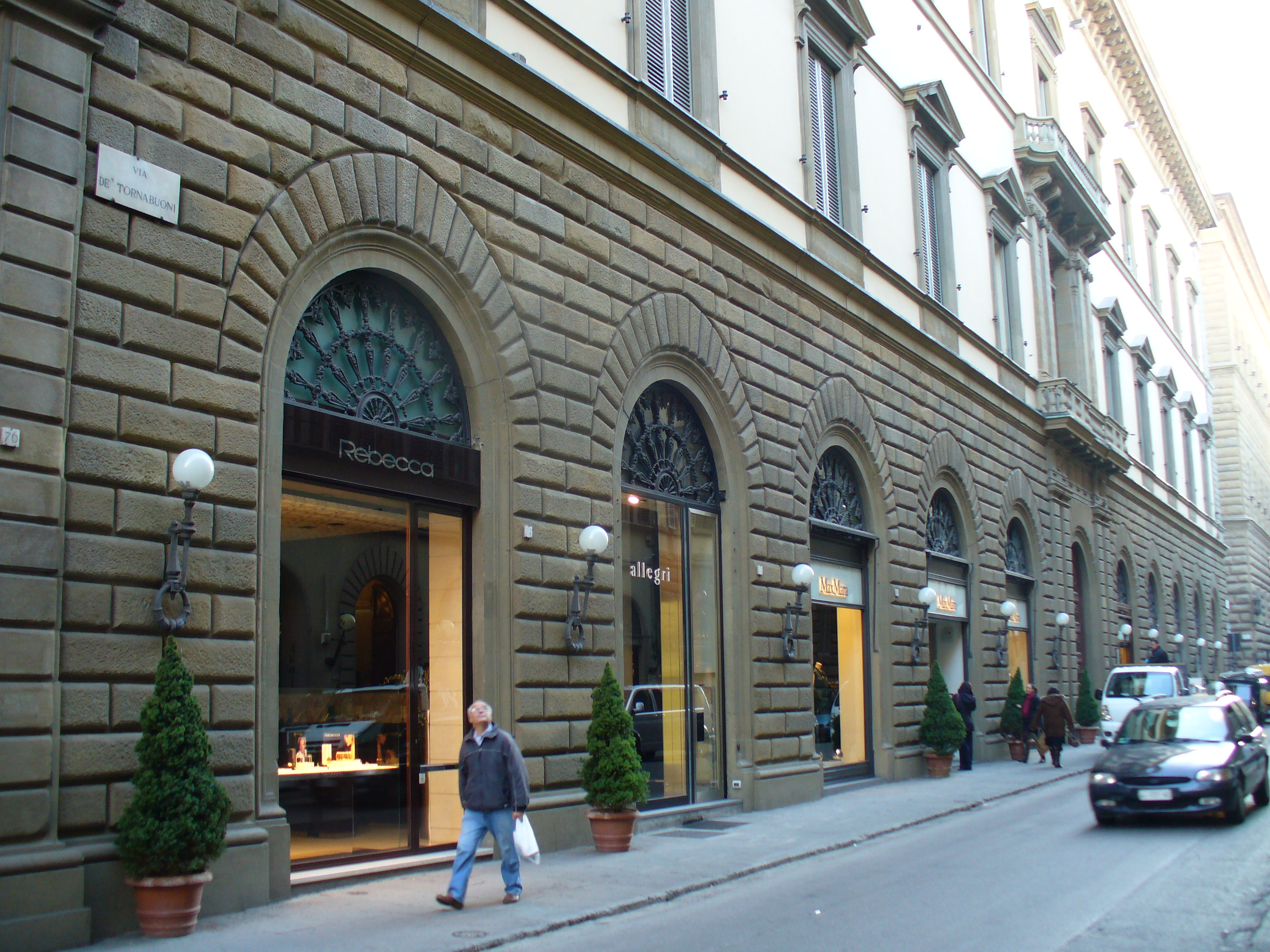
Boutique in Via de' Tornabuoni

Firenze ha una grande tradizione della moda che la rende una delle più attive nel paese e non solo. Oltre alle botteghe artigianali, soprattutto di articoli in pelle (numerosi sono tra piazza Santa Croce e Borgo de' Greci), molto importante è l'industria dell'alta moda. Infatti la città vanta case di moda come Gucci, Enrico Coveri, Roberto Cavalli, Salvatore Ferragamo, Ermanno Scervino, Patrizia Pepe, Emilio Pucci, Roy Roger's, Conte of Florence e molti altri.
Le maggiori boutique d'alta moda sono concentrate nel distretto commerciale del lusso, in via de' Tornabuoni e via della Vigna Nuova.
La città ha l'unico museo italiano dedicato alla moda, la Galleria del Costume, che traccia una storia dettagliata delle mode che si sono susseguite nel tempo, con una collezione che arriva a più di 6000 manufatti, fra abiti antichi, accessori, costumi teatrali e cinematografici di grande rilevanza documentaria e numerosi esemplari prestigiosi di stilisti italiani e stranieri.
Inoltre è presente il museo Salvatore Ferragamo nel palazzo Spini Feroni in via de' Tornabuoni e in questa città si tenne in via dei Serragli nel 1953 la prima sfilata d'Alta Moda italiana.
Firenze ospita ogni anno una serie di eventi di moda che sono tra i più prestigiosi e importanti del panorama internazionale: Pitti Immagine. Durante l'evento vengono organizzate vernissage, gran gala, presentazioni, sfilate, eventi mondani e party esclusivi in tutta la città e area metropolitana.
La serie di eventi si tiene in varie zone della città tra le quali, oltre alla Sala Bianca di Palazzo Pitti, anche alla Fortezza da Basso, Cinema Odeon, Piazza Santa Croce, Palagio di Parte Guelfa, Salone dei Cinquecento di Palazzo Vecchio, stazione Leopolda, Ponte Vecchio, oltre che in moltissime discoteche, locali notturni e boutique di moda della città.
A Firenze ogni anno si svolge il Percorsi di moda a Firenze. URL consultato il 5 ottobre 2019 (archiviato dall'url originale il 1º marzo 2009)., una serie di visite guidate che permettono di visitare i luoghi dove vengono creati i prodotti di moda che hanno fatto e fanno tuttora la storia della città.
Oltre sessanta gli appuntamenti per venti percorsi, che portano a conoscere ventisei atelier (sartorie, camicie realizzate a mano, abiti da sposa, biancheria e corredi su misura, tessuti d'arte, calzature su misura, gioielli e pietre, essenze e profumi personalizzati), dieci luoghi d'arte e quattro musei della città legati alla moda fiorentina. L'iniziativa è promossa dall'Assessorato alle Attività Produttive e al sistema moda del Comune di Firenze, nell'ambito del progetto Mestieri della Moda, che punta a far conoscere ai turisti di tutto il mondo la Firenze dell'importante tradizione nel campo della moda.
Ha sede a Firenze l'importante scuola di design e business della moda Polimoda, oltre che al Centro di documentazione Matteo Lanzoni di Polimoda che rappresenta una grande banca dati a servizio di coloro che si occupano di moda, dagli studenti ai designer, dagli studiosi agli addetti del settore.
In piazza de' Pitti è presente l'Accademia Italiana, una scuola di moda che tiene corsi di moda, grafica e comunicazione visiva, design del tessuto e organizza master di Arte della moda, e design del prodotto d'arredo.
In piazza Santa Croce è presente la Scuola del Cuoio, oltre che la IED Moda Lab che a Firenze organizza corsi annuali specializzati in fashion design e marketing.
A Firenze si trova il Centro di Firenze per la Moda Italiana, un'associazione senza fine di lucro che ha lo scopo di promuovere e internazionalizzare il sistema di moda italiano, fornisce le linee generali di politica fieristica e promozionale di Pitti Immagine, insieme all'altra associazione di moda fiorentina EMI-Ente Moda Italia.

#### Mercati
Nel centro storico della città, ma non solo, sono presenti diversi mercati all'aperto oppure ospitati sotto logge o in strutture apposite.
- Mercato Centrale
- Mercato di San Lorenzo
- Mercato Nuovo (Mercato del Porcellino)
- Mercato di Sant'Ambrogio
- Mercato ortofrutticolo di Novoli
- Mercato delle Cure
- Mercato delle Cascine
- Mercato di Santo Spirito
- Mercato di pazza Puccini
- Mercato delle pulci di piazza Ghiberti

Altri mercati rionali sono legati ad alcuni quartieri periferici.
Durante il periodo natalizio in piazza Santa Croce si svolge il mercatino natalizio Heidelberg, uno dei più antichi mercati tedeschi che vanta 500 anni di storia. Altri mercati temporanei si tengono durante l'anno, tra cui hanno regolarità i mercati delle pulci e del piccolo antiquariato una volta al mese, in piazza Santo Spirito (prima domenica), piazza Savonarola (seconda domenica), piazza Indipendenza (terzo fine settimana), piazza Dalmazia (quarta domenica) e piazza Ghiberti (ultima domenica del mese).

### Turismo

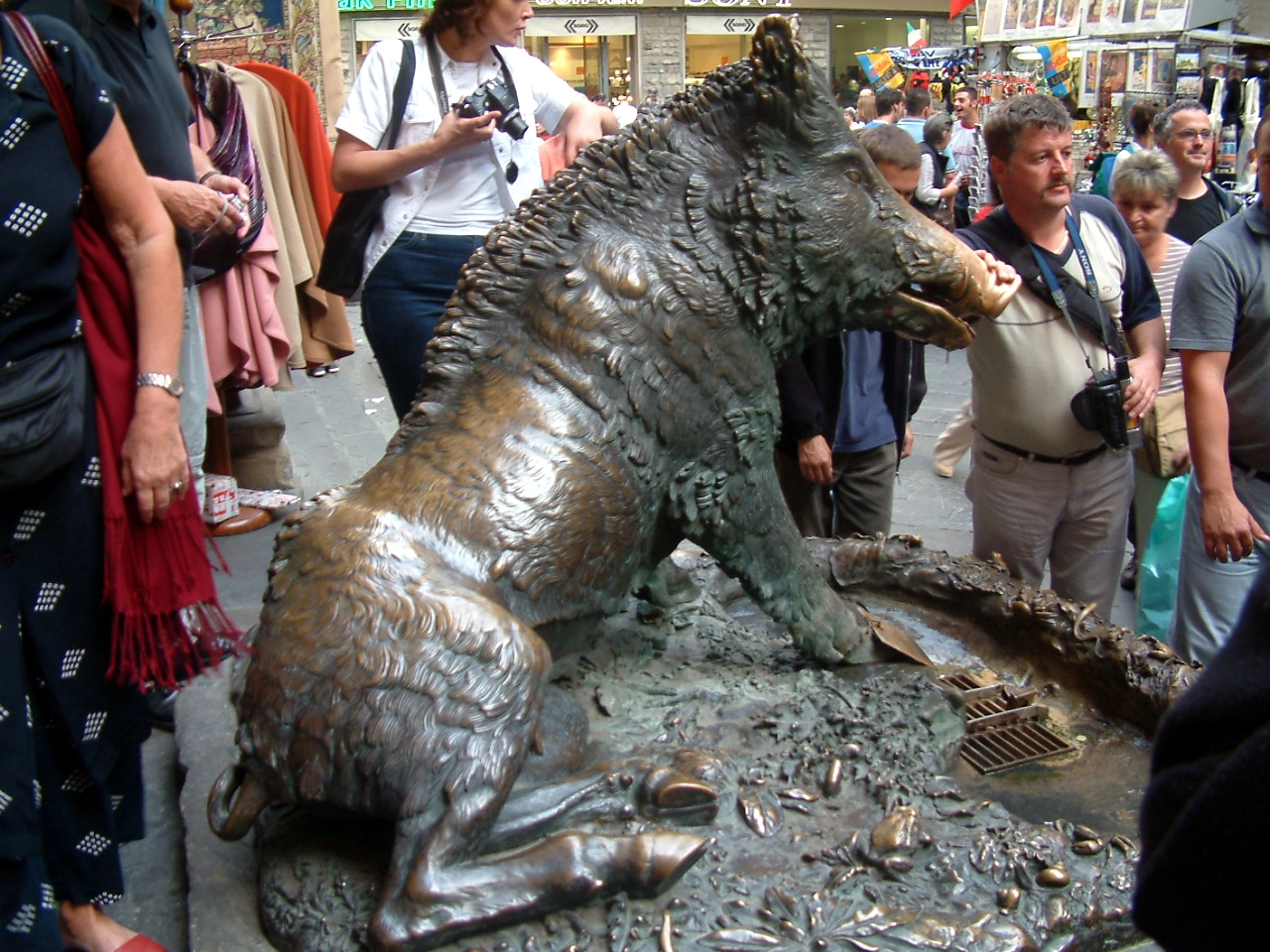
Turisti alla Fontana del Porcellino

Risorsa notevole della città è il turismo, con circa 35 000 posti letto alberghieri e 23 000 extralberghieri (campeggi, affittacamere e agriturismi). Le presenze (numero totale dei pernottamenti) nel totale degli esercizi alberghieri ed extra alberghieri arrivano a superare i dieci milioni all'anno, ponendo la città come una delle più visitate al mondo. Poco meno di un terzo dei turisti è rappresentato dagli italiani, mentre la restante parte è composta da stranieri, con le maggiori presenze di:
- statunitensi (20%),
- tedeschi (13%),
- giapponesi (8%),
- inglesi (7,8%),
- francesi (5,7%),
- spagnoli (5%).

Firenze ha la più grande concentrazione mondiale di opere d'arte in proporzione alla sua estensione e vista questa enorme ricchezza artistica della città, il turismo culturale è molto forte e rilevante. Basti pensare che la Galleria degli Uffizi, il museo d'arte italiano più visitato, maggiore museo cittadino e tra i più famosi del mondo, stacca più di un milione e cinquecentomila biglietti all'anno, a cui si affiancano gli altri importanti musei cittadini. Per dare un'idea della grandezza di questo grande patrimonio basta notare che nella classifica dei 15 musei d'arte italiani più visitati, ben un terzo è rappresentato da musei fiorentini.
Il settore del turismo congressuale e fieristico (la fiera di Firenze si tiene nella Fortezza da Basso, nel Palazzo dei Congressi e nel Palazzo degli Affari che sono tra di loro contigui) ha conosciuto un enorme incremento con la ristrutturazione del centro congressi nei primi anni novanta e vede esposizioni, congressi, meeting, social forum, concerti e manifestazioni internazionali in ogni periodo dell'anno.

## Infrastrutture e trasporti
Firenze si trova sulla principale direttrice dei collegamenti nord-sud Italia ed è per questo toccata dalle principali e maggiori reti infrastrutturali e di trasporto.

### Piste ciclabili
Le piste ciclabili abbracciano l'area circostante al Centro storico di Firenze con alcune ramificazioni spesso non collegate tra loro. Il percorso attuale è di circa 90 km, sebbene la situazione sia in continua evoluzione. Particolarmente ben servita è la zona di Campo di Marte. Tutte le vaste zone pedonali del Centro sono attraversabili in bicicletta, collegate con le ciclovie tramite Via Cavour, così come i principali parchi cittadini. In città sono presenti vari noleggi tra auto e bici:
- Car sharing
- Car2go
- SharenGo
- Enjoy
- Bike Sharing
- Gobee Bike
- Mobike
- Taxi[66]

### Strade

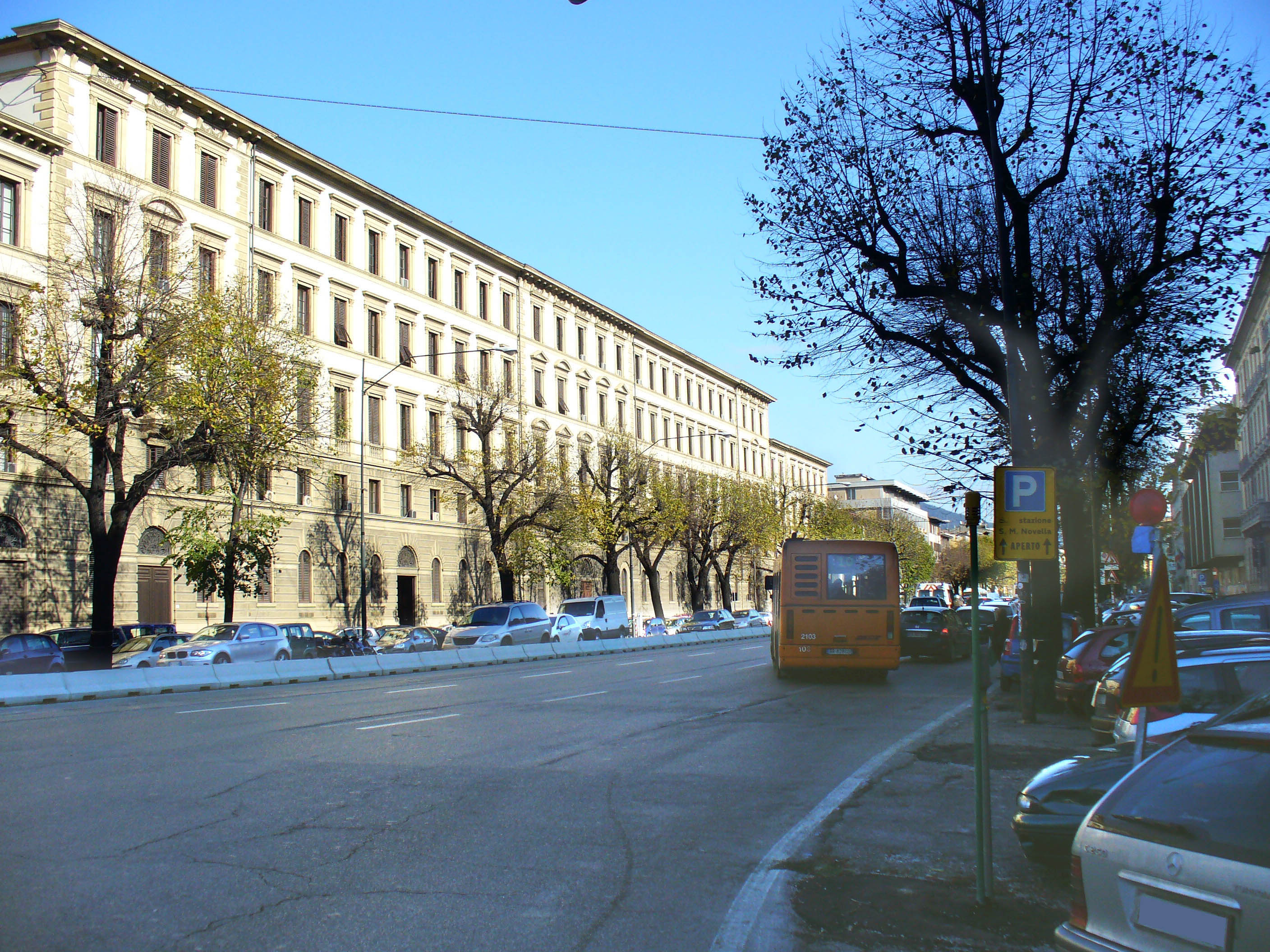
Viali di Circonvallazione

#### Autostrade e superstrade
La città è servita da due autostrade, un raccordo autostradale e una strada di grande comunicazione:
- A1 Autostrada del Sole, collegamento diretto col nord Milano attraverso il nodo di Bologna, il sud della Toscana, Napoli attraversando Roma
- A11 Firenze-Mare, collegamento con le città toscane di Prato, Pistoia, Montecatini Terme, Lucca, Pisa, Viareggio, la costa della Versilia e la Liguria
- Autopalio, ufficialmente Raccordo Autostradale 3 (RA3), comodo collegamento diretto con Siena;
- SGC Firenze-Pisa-Livorno, collegamento con la parte occidentale della provincia, Empoli, Pontedera, Livorno e Pisa con un percorso più meridionale rispetto all'A11 dal cui risulta spesso meno veloce a causa dei camion che ne percorrono, destinati al carico dei merci al Porto di Livorno.

#### Strade secondarie
- Strada statale 2 Via Cassia, nel tratto cittadino via Senese, piazzale di Porta Romana e Via Romana. Parte da Roma e termina presso Piazza de' Pitti. La Via Cassia Consolare proseguiva dentro Florentia per raggiungere Pistoria e Luca. Ne rimane una testimonianza nel rione di San Jacopino, dove esiste una Via Cassia.
- Strada statale 65 della Futa, nel tratto cittadino Via Bolognese, collegamento con Bologna tramite il Mugello e i passi della Futa e della Raticosa
- Strada statale 66 Pistoiese, nel tratto cittadino Via Pistoiese, collegamento con Pistoia e la Montagna pistoiese. Termina nella Strada statale 12 dell'Abetone e del Brennero a La Lima, presso Piteglio e San Marcello Pistoiese.
- Strada statale 67 Tosco-Romagnola, con vari toponimi nella città tra cui Via Pisana, Borgo S. Frediano, Via Aretina, l'attraversa con percorso est-ovest, collegandola alla costa toscana tramite un percorso parallelo con la SGC FI-PI-LI da una parte e con il Valdarno Superiore, la Valdisieve e Forlì dall'altra.
- Strada statale 222 Chiantigiana, percorso alternativo notevole e interessante dal punto di vista paesaggistico per Siena, attraverso le colline del Chianti.
- Strada statale 302 Brisighellese Ravennate, nel tratto cittadino Via Faentina, percorso alternativo per il Mugello e l'Alta Toscana, che termina presso Ravenna dopo aver attraversato Faenza.

### Ferrovie

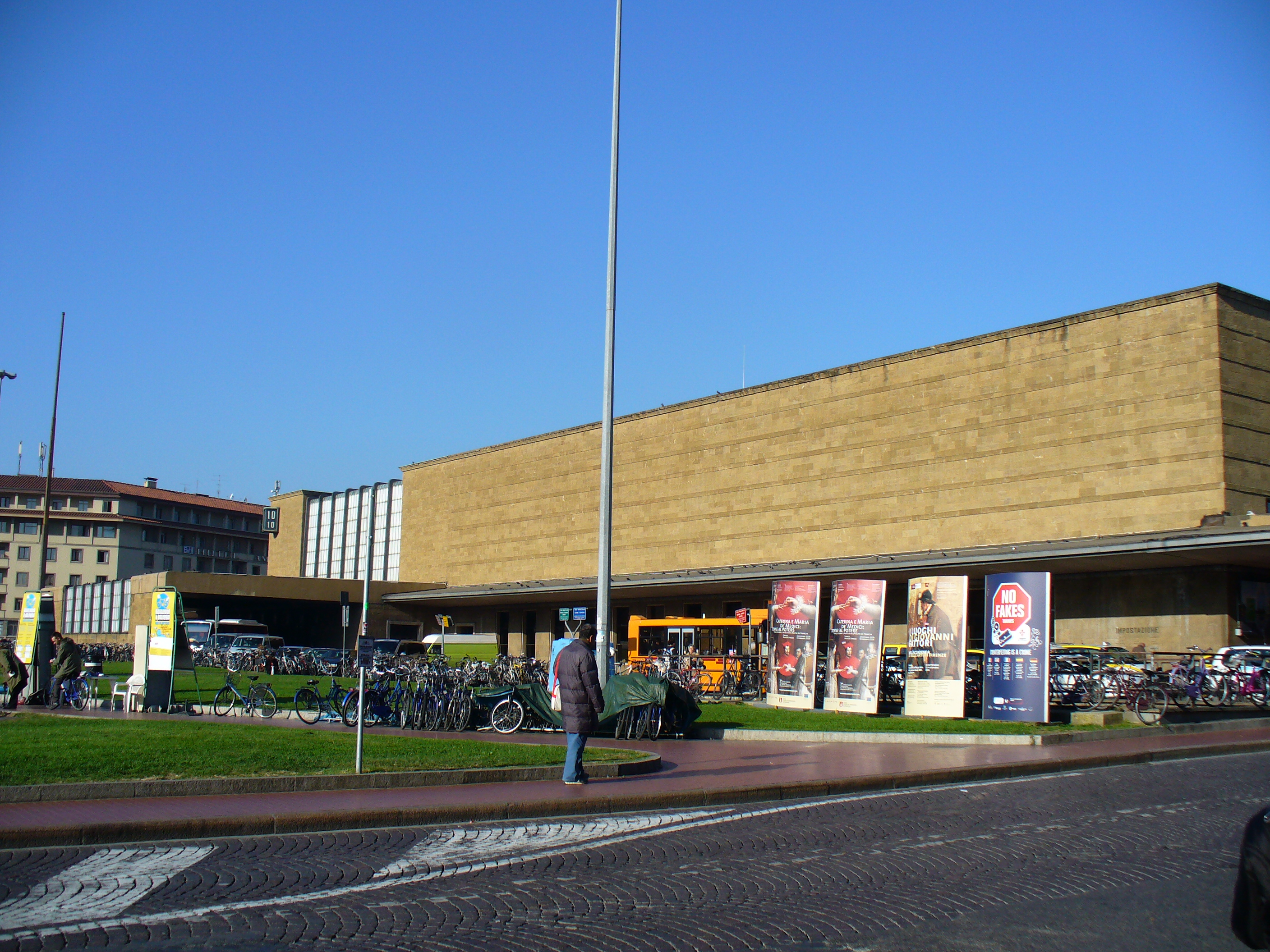
Stazione di Firenze Santa Maria Novella

Trenitalia è il gestore di trasporti ferroviari operante su Firenze, la città è servita da tre stazioni principali: Santa Maria Novella, Rifredi e Campo di Marte. Le stazioni adibite al traffico regionale e locale sono: Firenze Castello, Firenze Rovezzano, Firenze San Marco Vecchio, Firenze Statuto, Le Cure, Firenze Porta al Prato e Le Piagge. È in costruzione la stazione (AV) riservata ai treni ad Alta Velocità Firenze Belfiore.
Le linee ferroviarie che interessano Firenze sono:
- Ferrovia Bologna-Firenze (alta velocità) e Ferrovia Firenze-Roma (direttissima), la linea TAV che attraversa Firenze;
- Ferrovia Firenze-Roma, linea lenta per la Capitale, passante per Pontassieve e Arezzo;
- Linea Firenze-Bologna, linea per Bologna, passante da Prato e da Castiglione dei Pepoli. Sebbene affiancata dalla linea TAV, è indicata come direttissima per distinguerla dalla Ferrovia Porrettana;
- Ferrovia Maria Antonia, per Prato, Pistoia, Lucca e Viareggio;
- Ferrovia Leopolda, per Empoli, Pisa e Livorno;
- Ferrovia Faentina, per Borgo San Lorenzo, Marradi e Faenza. A Borgo San Lorenzo forma un anello con Pontassieve.

Tramite queste linee Firenze è collegata a numerose città italiane ed estere. Con l'entrata in funzione dell'alta velocità ferroviaria la città è servita dalla dorsale principale Torino-Milano-Napoli.

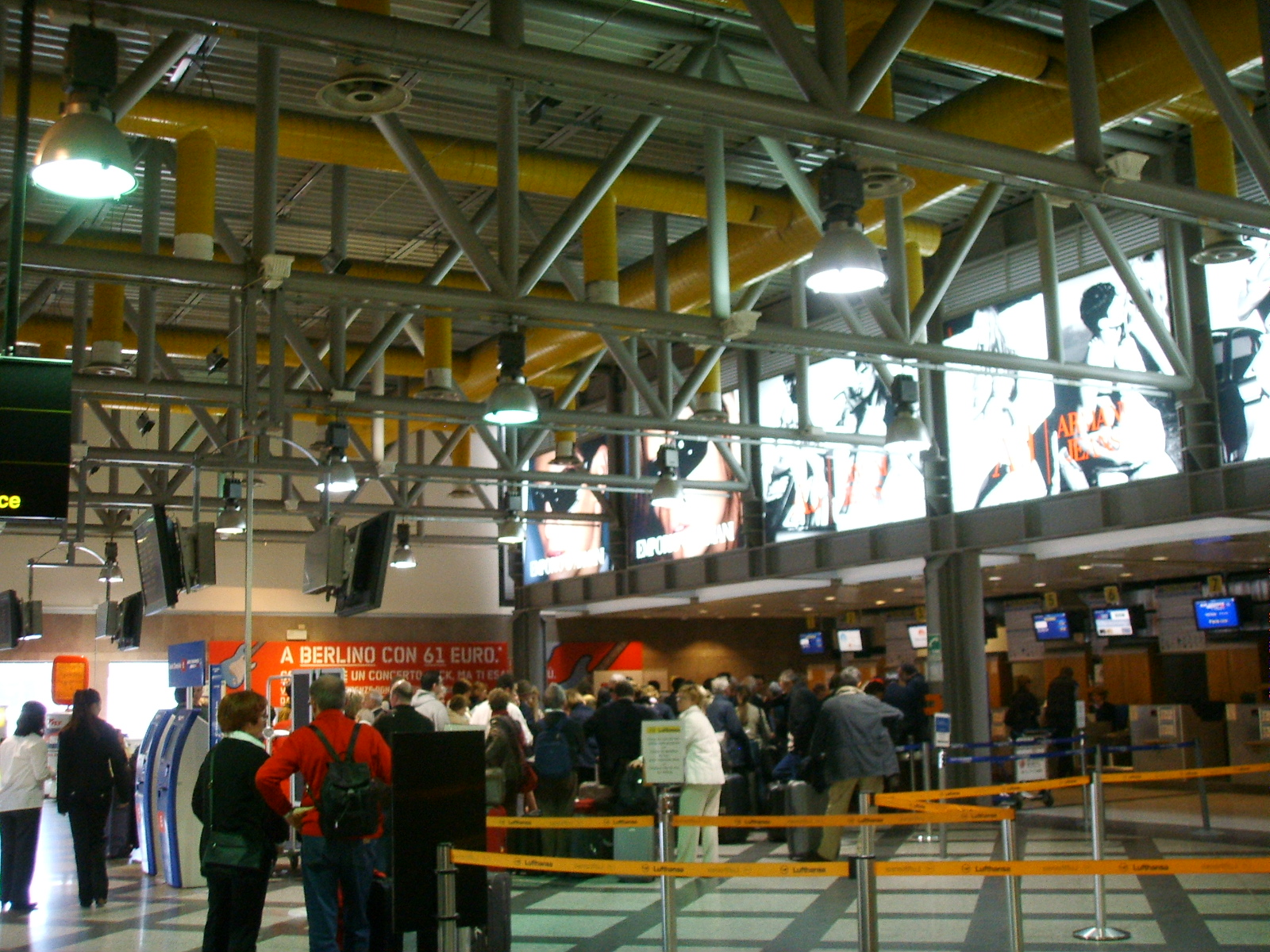
Aeroporto di Firenze-Peretola

### Aeroporti
La città di Firenze è servita dall'Aeroporto Amerigo Vespucci che si trova nel quartiere di Peretola e offre collegamenti di tipo nazionale ed europeo utilizzando maggiormente piccoli aerei di compagnie di bandiera, collegato al centro della città. Esistono ulteriori collegamenti anche col maggiore scalo toscano, l'Aeroporto Galileo Galilei di Pisa.
L'aeroporto di Peretola venne inaugurato il 4 giugno 1931 a seguito della definitiva dismissione del più antico aerodromo di Campo di Marte.

### Mobilità urbana

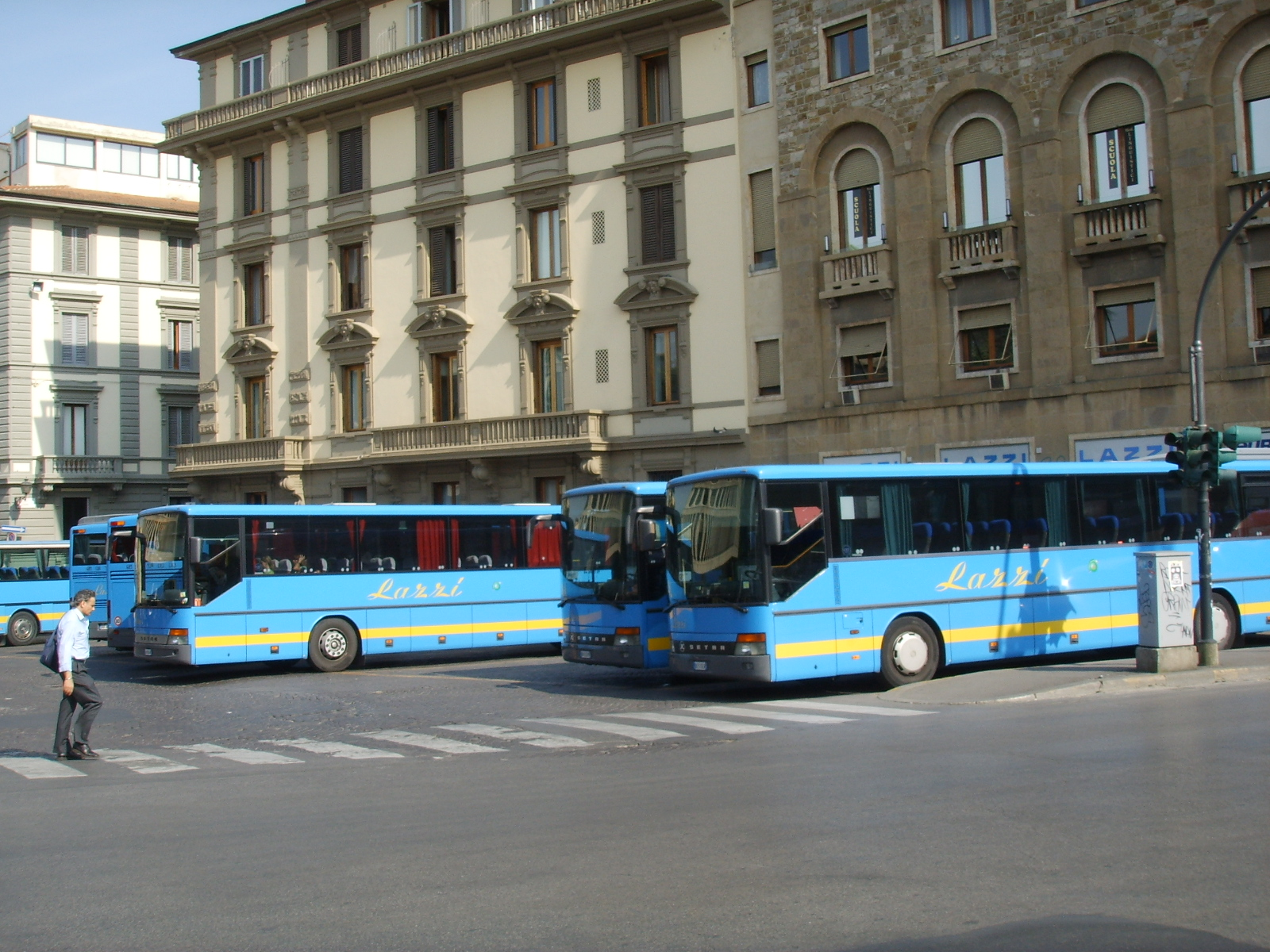
Terminal pullman in piazza Adua

I trasporti urbani sono gestiti da Autolinee Toscane, che gestisce circa 90 linee di autobus urbani in servizio prevalentemente fuori dal centro storico e linee extraurbane dirette verso l'hinterland cittadino e altre province.
All'interno del centro storico circolano quattro linee di autobus elettrici e taxi. La mobilità urbana nel centro storico è in buona parte chiuso al traffico viario dei non residenti tramite zone a traffico limitato (ZTL).  I turisti diversamente abili possono accedere liberamente col proprio mezzo anche all'interno della ZTL nel centro di Firenze, dandone avviso prima dell'arrivo.
Per diminuire l'impatto del trasporto privato sulla viabilità, nel 2010 è stata inaugurata la rete tranviaria, attualmente composta da due linee. La Linea T1 “Leonardo” (Villa Costanza-Careggi Ospedale) è stata aperta nel 2010 ed è stata ampliata nel 2018. Comprende i progetti denominati “Linea 1” (Villa Costanza-Alamanni Stazione. Aperta nel 2010) e “Linea 3.1” (Alamanni Stazione-Careggi Ospedale. Aperta nel 2018). La Linea T2 “Vespucci” (S. Marco Università-Peretola Aeroporto) è stata aperta nel 2019 ed è stata ampliata nel 2025. Comprende i progetti denominati “Linea 2” (Unità-Peretola Aeroporto. Aperta nel 2019) e “VACS-Variante Al Centro Storico” (Fortezza-Libertà-San Marco. Aperta nel 2025).
In passato era in servizio una rete filoviaria che sostituì a sua volta l'estesa rete tranviaria urbana ed extraurbana preesistente.
Le principali aziende di autoservizi a lunga percorrenza sono state assorbite da Autolinee Toscane. Sono presenti linee per trasporti interregionali e internazionali. I terminal bus extraurbani si trovano nell'autostazione A.T. in via Santa Caterina da Siena e in altri siti all'aperto a piazzale Montelungo, presso la stazione di Firenze Santa Maria Novella; la stazione Leopolda, il parcheggio scambiatore di viale Guidoni e quello di Villa Costanza a Scandicci.
A Firenze sono presenti due compagnie di taxi: So.Co.Ta. (055-4242 e altri) e Co.Ta.Fi (055-4390).

## Amministrazione
L'amministrazione di Firenze è legata alla storia della sinistra italiana. Nel secondo dopoguerra, dopo i primi sindaci, appartenuti al Partito Socialista Italiano, al Partito Comunista Italiano e alla Democrazia Cristiana, si sono sempre susseguiti sindaci di centro-sinistra.

### Consolati
A Firenze sono presenti i seguenti consolati:
Albania, Austria, Belgio, Brasile, Bulgaria, Capo Verde, Cina, Colombia, Costa d'Avorio, Costa Rica, Croazia, Danimarca, Ecuador, El Salvador, Estonia, Filippine, Finlandia, Francia, Germania, Gran Bretagna, Grecia, Lettonia, Lituania, Lussemburgo, Malta, Messico, Nicaragua, Norvegia, Paesi Bassi, Panama, Paraguay, Perù, Portogallo, Principato di Monaco, Repubblica Ceca, Russia, San Marino, Senegal, Seychelles, Slovacchia, Slovenia, Spagna, Stati Uniti d'America, Sudafrica, Svezia, Svizzera, Turchia, Ucraina, Ungheria, Venezuela, Yemen, Zambia.

### Gemellaggi e amicizie
La città di Firenze è gemellata con numerose città:

#### Gemellaggi
- Betlemme[69]
- Filadelfia[69]
- Reims, dal 1954 (3 luglio)[69]
- Kassel, dal 1958[69]
- Fès, dal 1961 (7 settembre)[69]
- Edimburgo, dal 1965 (28 maggio)[69]
- Kyoto, dal 1965 (22 settembre)[69]
- Kiev, dal 1967 (27 luglio)[69]
- Dresda, dal 1978 (30 maggio)[69]
- Nanchino, dal 1980 (22 febbraio)[69]
- Salvador de Bahia, dal 1991 (30 maggio)[69]
- Sydney, dal 1991 (3 agosto)[69]
- Al Kuwait, dal 1991 (29 novembre)[69]
- Turku, dal 1992 (12 febbraio)[69]
- Nazareth, dal 1996 (25 marzo)[69]
- Esfahan, dal 1998 (29 maggio)[69]
- Riga, dal 2000 (5 settembre)[69]
- Tirana, dal 2001 (10 gennaio)[69]
- Puebla, dal 2005 (19 settembre)[69]
- Valladolid, dal 2007 (21 gennaio)[69]
- Budapest, dal 2008[69][70] (17 maggio)
- Pozzallo, dal 2019 (25 marzo)[71]

#### Città amiche
- Arequipa[69]
- Tallinn[69]
- Ningbo[69]
- Mauthausen[69]
- Gifu, dal 1978[69]
- Cracovia, dal 1985[69]
- Malmö, dal 1989[69]
- Cannes, dal 1991[69]
- Providence, dal 1998[69]
- Porto Vecchio, dal 2007[69]
- El Aaiún

### Società partecipate
- Alia Servizi Ambientali SpA - 58,8729% (gestore unico dei servizi ambientali per l'ambito territoriale ottimale Toscana Centro)
- Azienda Trasporti Area Fiorentina - ATAF S.p.A. - 82,18%
- Banca Popolare Etica Soc. Coop. p.a. - 0,008% (raccolta del risparmio e l'esercizio del credito)
- Casa S.p.A. - 59,00% (recupero, alla manutenzione e alla gestione amministrativa del patrimonio destinato all'ERP in proprietà dei Comuni e del patrimonio loro attribuito)
- Centrale del Latte d'Italia S.p.A. - 12,3079% (derivante dalla fusione per incorporazione di Centrale del latte di Firenze, Pistoia e Livorno S.p.a in Centrale del latte di Torino S.p.a.; opera nel settore della produzione, trattamento, lavorazione, commercializzazione del latte comunque trattato e dei prodotti lattiero-caseari e alimentari in genere)
- Farmacie Fiorentine - AFAM S.p.A. - 20,00% (concessione la gestione delle farmacie comunali e servizi connessi)
- Fidi Toscana S.p.A. - 0,1199% (esercizio nei confronti del pubblico dell'attività di concessione di finanziamenti)
- Firenze Fiera S.p.A. - 9,2521% (attività fieristica, congressuale, di promozione economica e sociale)
- Firenze Parcheggi S.p.A. - 50,5075% (progettazione, costruzione e gestione dei parcheggi pubblici ubicati nelle zone della città individuate nell'atto di convenzione stipulato nel gennaio 1989 (e, successivamente, nel Piano Urbano Parcheggi), e la gestione di ulteriori parcheggi di struttura individuati con apposite Convenzioni)
- Linea Comune S.p.A. - 42,00% (funzioni tecnico-operative e di supporto per i servizi di e-government e per gli ulteriori servizi e attività di interesse)
- L'Isola dei Renai S.p.A. - 4,1667% (attività di gestione del Parco Naturale denominato "L'isola dei Renai" quale massima espressione di progetto di recupero ambientale asservito al servizio del verde urbano ricadente nell'area territoriale del Comune di Signa)
- Mercafir S.c.p.A. - 59,5879% (gestione del Centro Alimentare Polivalente di Novoli )
- Publiacqua S.p.A. - 21,665% (società concessionaria, dall'Autorità Idrica Toscana fino al 31 dicembre 2021, della gestione del servizio idrico integrato nell'ambito territoriale ottimale n. 3 Medio Valdarno) https://www.publiacqua.it/societa-trasparente
- S.A.S. - Servizi alla Strada S.p.A. - 100,00% (in house providing per i servizi di supporto alla mobilità cittadina e altre attività strumentali)
- Silfi Società Illuminazione Firenze e Servizi Smartcity S.p.A. - 100,00% (gestione e manutenzione dei sistemi impiantistici e tecnologici a servizio della viabilità comunale)
- Società Consortile Energia Toscana C.E.T. Scrl - 7,8549% (centrale di committenza avvalsa per le procedure di gara relative alle forniture di energia elettrica, gas naturale e combustibili per riscaldamento e per gli interventi di efficientamento energetico)
- Toscana Aeroporti S.p.A. - 1,3968% (società di gestione degli scali aeroportuali di Firenze e Pisa nata il primo giugno 2015 dalla fusione delle preesistenti società di gestione, AdF S.p.a. e S.A.T. S.p.a.)
- Toscana Energia S.p.A. - 20,6099% (distribuzione del gas di qualsiasi specie in tutte le sue applicazioni, di energia elettrica, calore e ogni altro tipo di energia, con destinazione a usi civili, commerciali, industriali, artigiani e agricoli)

## Sport

### Impianti sportivi
Le attività sportive praticate a Firenze sono diversificate e dotate di una certa varietà di strutture. La zona sportiva principale è quella di Campo di Marte, nella zona nord-orientale della città. Qui si trovano lo stadio Artemio Franchi per il calcio, lo stadio di atletica Luigi Ridolfi, quello per il baseball, piscine e campi da tennis. La città mantiene anche le tradizioni del canottaggio e dell'ippica (Ippodromo delle Cascine). In città sono presenti anche strutture per sport come il golf, il basket e la scherma.

### Calcio

Gabriel Batistuta con la maglia della Fiorentina nella stagione 1998-1999

La ACF Fiorentina (prima Associazione Calcio Fiorentina e Florentia Viola) o più comunemente chiamata Fiorentina è la principale società calcistica di Firenze che milita in Serie A fondata il 29 agosto 1926 dal marchese Luigi Ridolfi. Nel suo palmarès, oltre a due successi in campo internazionale nella Coppa delle Coppe e la Mitropa Cup, vi è la conquista di due scudetti (uno nella stagione 1955-1956 e l'altro in quella stagione 1968-1969) di sei Coppe Italia e di una Supercoppa italiana, oltre a essere stata la prima squadra italiana a raggiungere la finale della UEFA Champions League nell'edizione 1956-1957, ed è l'unica squadra a livello europeo ad aver giocato tutte le finali delle principali competizioni continentali dell'UEFA (Coppa dei Campioni-Champions League, Coppa UEFA-Europa League, Coppa delle Coppe e UEFA-Europa Conference League).
Le altre squadre di calcio di Firenze sono: l'Associazione Sportiva Dilettantistica Ponte Rondinella Marzocco, la Polisportiva Firenze Ovest, il Porta Romana Oltrarno e il Centro Storico Lebowski (quest'ultima nota per la propria forma sociale totalmente cooperativa), che disputano campionati dilettantistici regionali.
A Firenze, nel quartiere di Coverciano, si trova il centro tecnico della Federazione Italiana Giuoco Calcio, dove si allena principalmente la nazionale di calcio italiana. Annesso al centro tecnico ha sede anche il Museo del Calcio.
A Firenze ha inoltre sede la Lega Italiana Calcio Professionistico, comunemente detta Lega Pro, che organizza e gestisce il campionato di Serie C. Dal 2011 la sede si è trasferita da via Palestrina a una nuova e più funzionale sede nel viale Fratelli Rosselli, sempre nella zona di Porta al Prato.

### Calcio storico

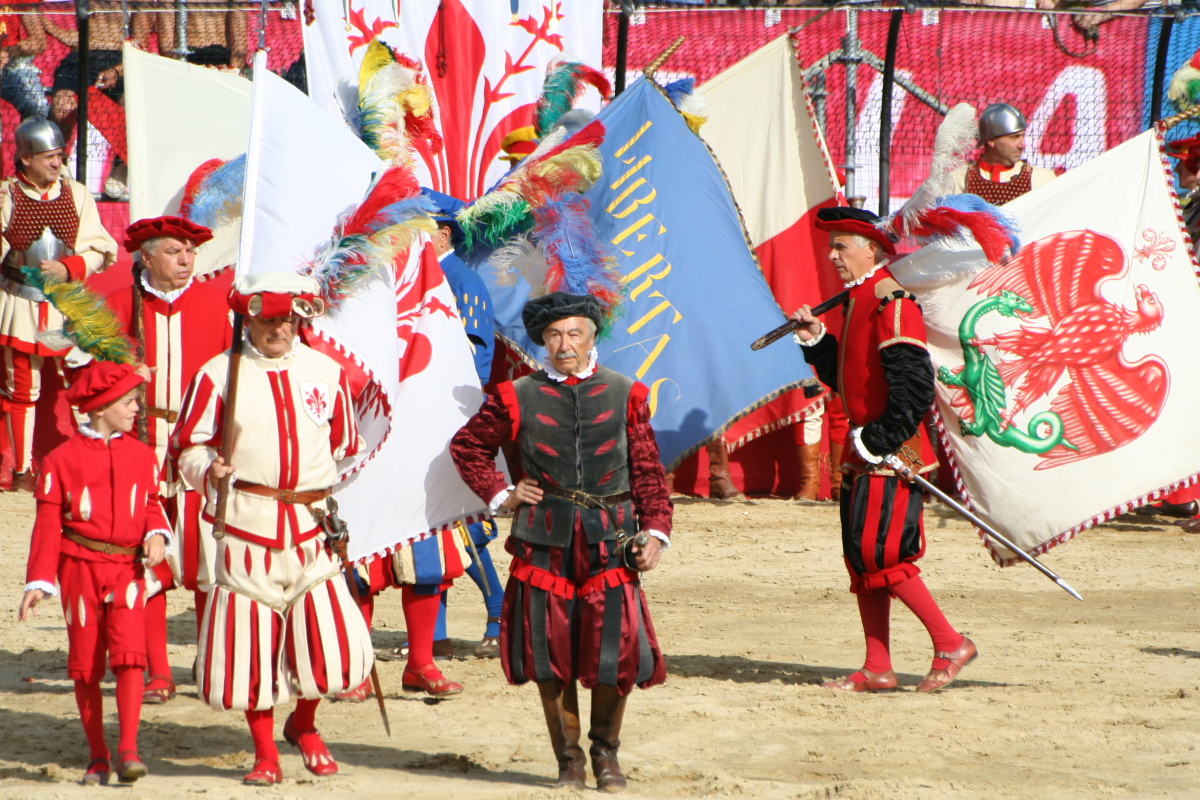
Il corteo del calcio storico.

Il calcio "storico" fiorentino, conosciuto anche con il nome di "calcio in livrea" o "calcio in costume", è una disciplina sportiva che affonda le sue origini in tempi molto antichi. A oggi è riconosciuto da molti come il padre del gioco del calcio, anche se almeno nei fondamentali ricorda molto più il rugby.

### Golf
Potendo contare la prima associazione golfistica italiana, il Florence Golf Club, a Firenze esiste in città un altro circolo di golf, il Golf Club Parco di Firenze. Il campo dell'Ugolino, è annoverato dallo scrittore statunitense Chris Santella tra i 50 campi più belli al mondo.
Ogni anno si tiene il Conte of Florence International Approach Championship, un torneo che si svolge sull'Arno nei pressi del Ponte Vecchio con buche che galleggiano sull'acqua. Di durata di tre giorni, in genere i primi due sono riservati al torneo dei professionisti, mentre l'ultimo ai VIP, giornalisti e personalità conosciute.

### Atletica leggera
- ASSI Giglio Rosso (poi ASSI Banca Toscana)
- Asics Firenze Marathon
- Prosport Atletica Firenze

In città, si svolgono annualmente diverse manifestazioni sportive fra le quali la Firenze Half Marathon Vivicittà, la Notturna di San Giovanni (giunta alla 70ª edizione) e l'importante Maratona di Firenze che ha come partenza e arrivo Piazza Duomo.

### Ciclismo
Giro d'Italia
Firenze è stata sede della cosiddetta "Grande Partenza" del Giro d'Italia nell'edizione del 1979, con il via ufficiale della corsa dato il 17 maggio dal piazzale della Signoria per effettuare un prologo cittadino che si concluse con la vittoria di Francesco Moser.
È stata inoltre sede di arrivo finale del Giro d'Italia in due occasioni: 
- 1965, con il traguardo del 6 giugno posto all'attuale Stadio Artemio Franchi, dove si concluse l'ultima tappa (proveniente da Brescia) con la vittoria dello svizzero René Binggeli e successo finale di Vittorio Adorni;[72]
- 1989, con il traguardo dell'11 giugno posto al piazzale Michelangelo, dove si concluse l'ultima tappa (cronometro individuale proveniente da Prato) con la vittoria del polacco Lech Piasecki e successo finale del francese Laurent Fignon.[72]

In totale, la città è stata sede di tappa della "Corsa Rosa" in sessantuno occasioni (trenta partenze e trentuno arrivi). Pertanto, Firenze si colloca al sesto posto nella classifica delle sedi di tappa più ricorrenti nella storia della corsa.
Gli ultimi quattro arrivi di tappa a Firenze sono stati i seguenti:
- 1989 (11 giugno: Prato-Firenze): 22ª e ultima tappa cronometro individuale vinta dal polacco Lech Piasecki.
- 2005 (15 maggio: Lamporecchio-Firenze): 8ª tappa cronometro individuale Lamporecchio-Firenze vinta dallo statunitense David Zabriskie.
- 2009 (22 maggio: Lido di Camaiore-Firenze): 13ª tappa, vinta da Mark Cavendish.
- 2013 (12 maggio: Sansepolcro-Firenze): 9ª tappa, vinta da Maksim Bel'kov.

Tour de France
Firenze è stata anche sede della "Grande Partenza" del Tour de France, prima e unica città italiana, nell'edizione del 2024, con il via ufficiale della corsa dato il 29 giugno dal piazzale delle Cascine alla volta di Rimini, dove si concluse la prima tappa con la vittoria del francese Romain Bardet.
Campionato mondiale
La città è stata la sede dei Campionati del mondo di ciclismo su strada 2013, che si svolsero dal 22 settembre al 29 settembre, nei quali tutte le gare (cronometro individuali e a squadre e corse in linea) ebbero nel capoluogo toscano la sede di arrivo, mentre le sedi di partenza furono distribuite tra la stessa Firenze e le città di Pistoia, Montecatini Terme e Lucca.

### Pallanuoto
In Serie A1 maschile troviamo la centenaria società gigliata Rari Nantes Florentia, che ha terminato al sesto posto la stagione 2006-2007. Tre sono le squadre militanti nel campionato di massima serie della pallanuoto femminile: la Fiorentina Waterpolo – Campione d'Europa (prima volta assoluta per una squadra fiorentina) e d'Italia nel 2007, la Rari Nantes Florentia (conosciuta anche come "RariGirls") e la NGM Firenze Pallanuoto.

### Cricket
- Fiorentina Cricket Club
- Florence Cricket club

### Pallacanestro

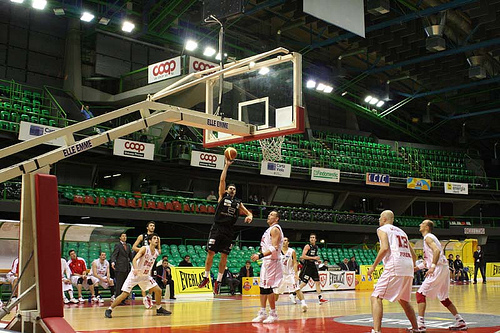
Partita di basket al Mandela Forum.

La principale squadra di pallacanestro fiorentina è stata la Nuova Pallacanestro Firenze sciolta nel 1995, venne rifondata nell'estate del 2022 grazie all'apporto economico di Cristian Pavani e Ferdinando Minucci, tuttavia a causa di inadempienze finanziarie venne immediatamente sciolta nel gennaio 2023. Oltre a questa sono presenti diverse società minori:
- Florence Basket
- Polisportiva Affrico
- Firenze 2 Basket
- Laurenziana
- Pino Dragons
- D.L.F
- Atletica Castello
- Olimpia Legnaia
- Sancat
- Cus Firenze
- Baloncesto

### Rugby
- Rugby Club I Medicei
- U.S. Firenze Rugby 1931 ASD
- ASD Florentia Rugby

### Baseball
- Fiorentina Baseball

### Football americano
- Guelfi Firenze

### Canottaggio
- Canottieri Firenze, società sportiva di canottaggio, con sede in prossimità del Ponte Vecchio.

### Canoa
- Canottieri Comunali Firenze, associazione sportiva di canoa, con sede in prossimità del Ponte Da Verrazzano.

### Pattinaggio
- Fiorentina Pattinaggio
- Firenze Oltrarno Pattinaggio

### Pallavolo
La Ruini Firenze vinse 5 scudetti nel decennio 1963-1973.
Importanti società pallavolistiche del capoluogo toscano sono la Sales Volley Firenze, l'Olimpia Firenze Volley, la Firenze Ovest Pallavolo e la Azzurra Volley Firenze.

### Scherma
Firenze è una città dall'illustre passato schermistico. All'ultracentenario Circolo Raggetti, fondato nel 1908, negli ultimi anni si sono affiancate altre società emergenti:
- Circolo Scherma Firenze Raggetti[75]
- Accademia Schermistica Fiorentina[76]
- Sala d'arme Achille Marozzo[77] (scherma antica, medievale e rinascimentale)

### Dodgeball
Firenze è sede della squadra dei Firenze Goblins, (gli allenamenti si svolgono però nella vicina Lasta a Signa) che dal 2022 partecipano ai Campionati Nazionali della FIGeST e alla Coppa Toscana CSI. Dal 2025 è stato costituito anche il proprio settore giovanile.